# Valenciennes
Pour les articles homonymes, voir Valenciennes (homonymie).
Valenciennes (prononcé : /va.lɑ̃.sjɛn/) est une commune française, historiquement capitale du comté du Hainaut et aujourd'hui sous-préfecture du département du Nord, en région Hauts-de-France. La ville et ses alentours ont appartenu au royaume de France, aux Pays-Bas espagnols et aux Pays-Bas méridionaux (en latin Belgica Regia).
Elle est située au confluent de la Rhonelle avec l'Escaut. Valenciennes, ville au passé culturel riche, surnommée « l'Athènes du Nord », fut aussi une ville industrielle et minière très prospère au XIXe siècle, la Compagnie des mines d'Anzin y a ouvert de nombreuses fosses. La plus connue est la fosse Dutemple dont le chevalement en béton armé existe encore.
Avec ses 42 979 habitants intra-muros en 2022, elle est la 6e ville du département et la 10e de la région. Située au cœur d'une vaste conurbation qui s'étend jusqu'à la frontière avec la Belgique, Valenciennes forme la 4e unité urbaine des Hauts-de-France et son aire d'attraction est peuplée de 336 984 habitants en 2022. Avec les autres villes de l'ancien bassin minier du Nord-Pas-de-Calais, elle est directement sous l'influence de l'« aire métropolitaine de Lille », ensemble métropolitain de près de 3,8 millions d'habitants dont le centre, la ville de Lille, se trouve à 45 km.

## Géographie

### Localisation
Valenciennes se situe dans le sud-est du département du Nord, à environ 29 km au nord-est de Cambrai, 32 km à l'est de Douai, 45 km au sud-est de Lille et 185 km au nord-est de Paris à vol d'oiseau. La frontière belge n'est qu'à 10 km à l'est de la ville, ainsi située à 29 km de Tournai, 32 km de Mons, 65 km de Charleroi et 80 km de Bruxelles.
La commune se trouve à 122 km de la mer du Nord par voie express (au niveau de Dunkerque) et à 140 km du point montagneux le plus proche (Massif ardennais). Elle est, par ailleurs, à moins de 300 km de cinq capitales européennes : Paris, Bruxelles, Amsterdam, Londres et Luxembourg.
En outre, Valenciennes se situe en limite sud du Hainaut, entre le parc naturel régional de l'Avesnois et celui de Scarpe-Escaut. Elle bénéficie de la proximité du paysage de bocage au sud-est, et de 5 000 ha de forêts au nord-est, dont principalement la forêt de Raismes-Saint-Amand-Wallers. La plaine de Flandre commence au-delà, au nord-est de la Scarpe.

### Communes limitrophes
Le territoire de la commune est limitrophe de ceux de huit communes :
| Anzin         | Bruay-sur-l'Escaut | Saint-Saulve            |
| Petite-Forêt  | Valenciennes       | Saint-Saulve, Marly     |
| La Sentinelle | Trith-Saint-Léger  | Aulnoy-lez-Valenciennes |

### Géologie et relief

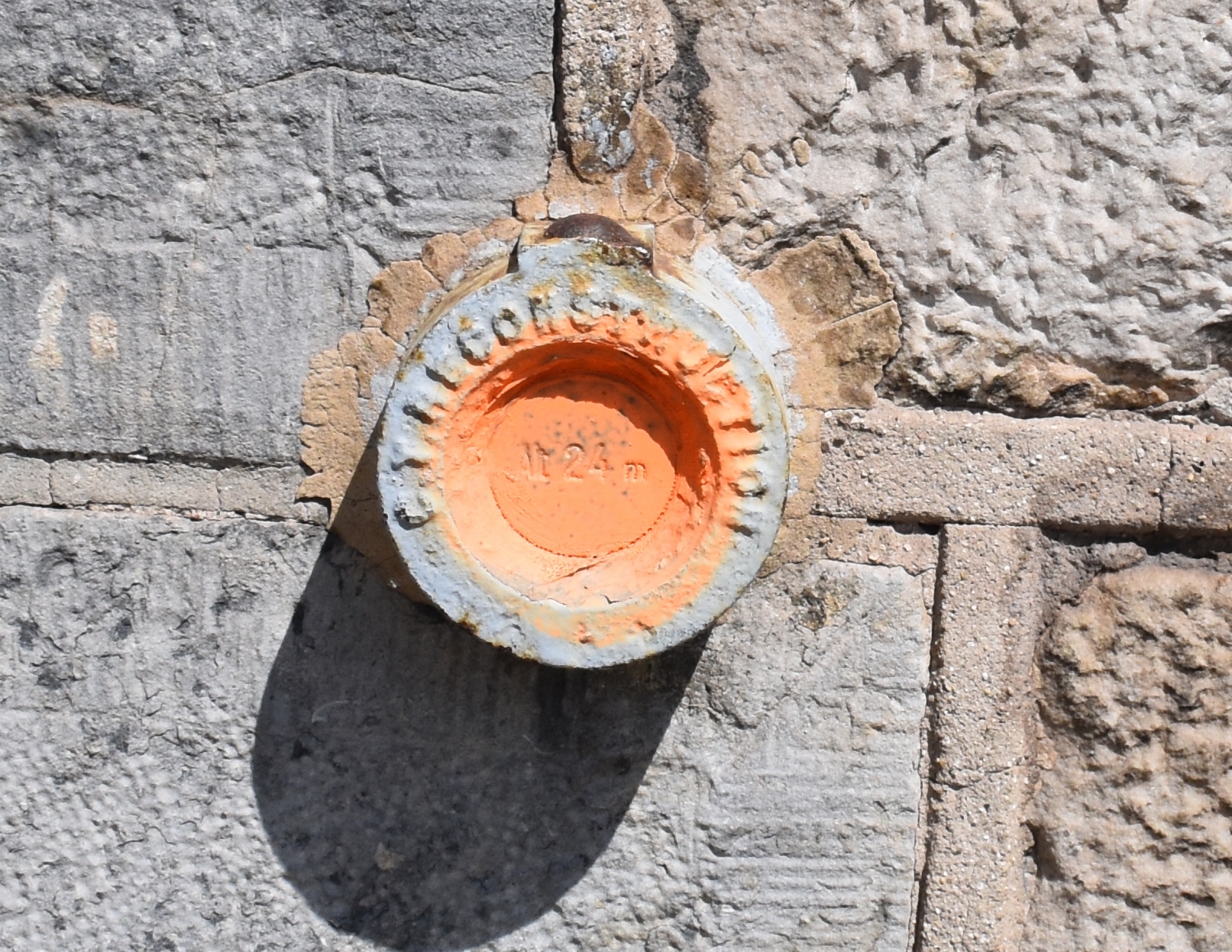
Borne de nivellement sur le mur de la bibliothèque - Altitude 24 m.

Valenciennes est à la limite entre les sols du Crétacé supérieur (Artois/Hainaut) et ceux de l'Éocène inférieur. Elle se situe à proximité d'une faille Est-Ouest. Plusieurs fosses ont permis l'exploitation du charbon sur le territoire et dans la région. Les filons de houille se trouvaient dans des roches de type grès ou schistes, sous les roches calcaires. Les argiles se situent en superficie.
La topographie est douce, le territoire est organisé autour de la vallée de l'Escaut. L'altitude varie de 17 mètres en aval du fleuve à 56 mètres à l'ouest.

### Hydrographie

#### Réseau hydrographique
La commune est située dans le bassin Artois-Picardie. Elle est drainée par la Rhonelle, l'Escaut canalisée, le ruisseau du Roleur, divers bras de décharge de l'Escaut, divers bras de décharge amont rive droite de l'écluse notre-dame sur l'Escaut canalisée, divers bras de décharge du confluent de la Rhonelle au confluent du Vieil Escaut, divers bras du Quai des Mines, la Vieil Escaut de Valenciennes et divers autres petits cours d'eau,.
| (texte à fusionner) Valenciennes est traversée par deux cours d'eau : le canal de l'Escaut et la rivière la Rhonelle, un de ses affluents. L'Escaut canalisé traverse la ville en passant à l'ouest de son centre historique. Il procure une voie de transport aisé que ce soit pour le fret fluvial, que pour la navigation de plaisance. Avant sa canalisation au XVIIIe siècle, il avait fréquemment inondé Valenciennes. L'ancien lit du fleuve, toujours en eau, est encore visible au nord de la ville et est appelé le Vieil Escaut. Il passe sous le centre-ville au moyen de canalisations souterraines et se rejette dans le canal de l'Escaut au niveau de l'ancienne citadelle. La Rhonelle traverse Valenciennes en son centre et à l'instar du Vieil Escaut dans lequel elle se jette, elle est canalisée en souterrain après avoir traversée le parc qui porte son nom. Au sud de la ville se trouve l'étang du Vignoble, ancien marais devenu plan d'eau de par son utilisation par une ballastière au début du XXe siècle. Il s'étend sur 54 ha offre un cadre naturel de détente et de loisirs. |

La Rhonelle, d'une longueur de 32 km, prend sa source dans la commune de Locquignol et se jette  dans le Vieil Escaut sur la commune, après avoir traversé douze communes.
L'Escaut est un fleuve européen de 355 km de long, qui traverse trois pays (France, Belgique et Pays-Bas), avant de se jeter en mer du Nord. La partie canalisée en France relie Cambrai à , après avoir traversé 34 communes.

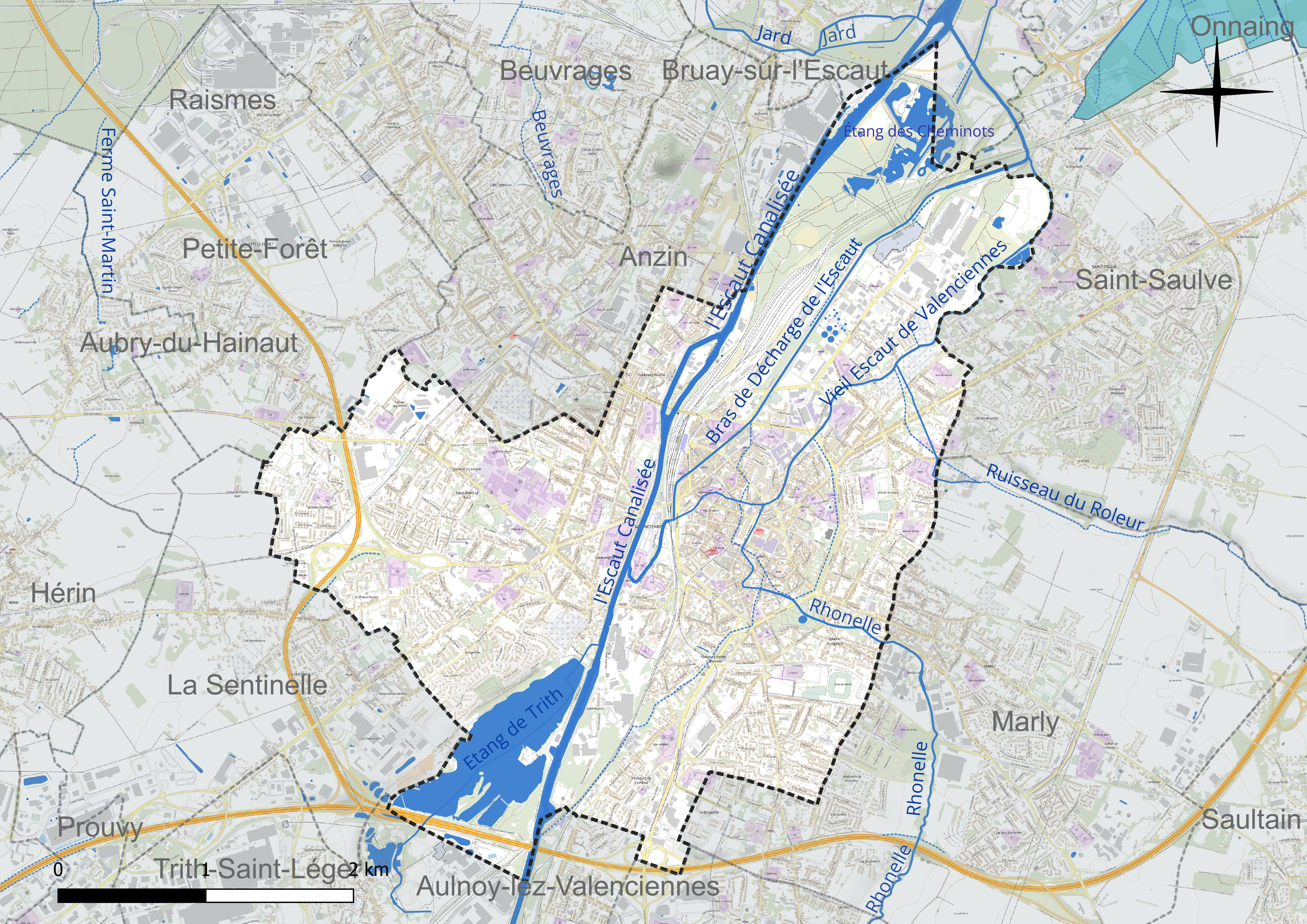
Réseau hydrographique de Valenciennes.

Deux plans d'eau complètent le réseau hydrographique : l'étang des Cheminots, d'une superficie totale de 14,8 ha (11,1 ha sur la commune) et l'étang du Vignoble (55,1 ha),.

#### Gestion et qualité des eaux
Le territoire communal est couvert par le schéma d'aménagement et de gestion des eaux (SAGE) « Escaut ». Ce document de planification concerne un territoire de 2 005 km2 de superficie, délimité par le bassin versant de l'Escaut. Le périmètre a été arrêté le 9 juin 2006 et le SAGE proprement dit a été approuvé le 13 juillet 2021. La structure porteuse de l'élaboration et de la mise en œuvre est le syndicat mixte Escaut et Affluents (SyMEA).
La qualité des cours d'eau peut être consultée sur un site dédié géré par les agences de l'eau et l'Agence française pour la biodiversité.

### Climat
Pour des articles plus généraux, voir Climat des Hauts-de-France et Climat du Nord.
En 2010, le climat de la commune est de type climat océanique dégradé des plaines du Centre et du Nord, selon une étude du CNRS s'appuyant sur une série de données couvrant la période 1971-2000. En 2020, Météo-France publie une typologie des climats de la France métropolitaine dans laquelle la commune est exposée à un climat océanique altéré et est dans la région climatique Nord-est du bassin Parisien, caractérisée par un ensoleillement médiocre, une pluviométrie moyenne régulièrement répartie au cours de l'année et un hiver froid (3 °C).
Pour la période 1971-2000, la température annuelle moyenne est de 10,4 °C, avec une amplitude thermique annuelle de 14,8 °C. Le cumul annuel moyen de précipitations est de 728 mm, avec 12,5 jours de précipitations en janvier et 9,2 jours en juillet. Pour la période 1991-2020, la température moyenne annuelle observée sur la station météorologique installée sur la commune est de 11,0 °C et le cumul annuel moyen de précipitations est de 694,1 mm,. Pour l'avenir, les paramètres climatiques de la commune estimés pour 2050 selon différents scénarios d'émission de gaz à effet de serre sont consultables sur un site dédié publié par Météo-France en novembre 2022.
| Mois                                  | jan.           | fév.           | mars           | avril         | mai           | juin         | jui.          | août          | sep.          | oct.          | nov.             | déc.           | année      |
| ------------------------------------- | -------------- | -------------- | -------------- | ------------- | ------------- | ------------ | ------------- | ------------- | ------------- | ------------- | ---------------- | -------------- | ---------- |
| Température minimale moyenne (°C)     | 1,3            | 1,4            | 3,3            | 5             | 8,4           | 11,4         | 13,5          | 13,2          | 10,7          | 8             | 4,4              | 2              | 6,9        |
| Température moyenne (°C)              | 3,9            | 4,5            | 7,4            | 10,1          | 13,6          | 16,6         | 18,7          | 18,6          | 15,5          | 11,7          | 7,3              | 4,5            | 11         |
| Température maximale moyenne (°C)     | 6,4            | 7,6            | 11,4           | 15,1          | 18,8          | 21,9         | 24            | 24            | 20,4          | 15,5          | 10,2             | 6,9            | 15,2       |
| Record de froid (°C) date du record   | −14,9 07.01.09 | −13,3 04.02.12 | −11,9 13.03.13 | −4,9 11.04.03 | −1,1 06.05.19 | 1,1 02.06.06 | 5 31.07.15    | 5,6 20.08.14  | −0,4 30.09.18 | −6,2 24.10.03 | −10,1 23.11.1998 | −11,6 18.12.10 | −14,9 2009 |
| Record de chaleur (°C) date du record | 15,3 09.01.15  | 19,2 26.02.19  | 23,9 31.03.21  | 28 20.04.18   | 31,2 29.05.17 | 35 28.06.11  | 40,9 25.07.19 | 37,2 12.08.03 | 34,8 15.09.20 | 28,6 01.10.11 | 21,8 12.11.1995  | 16,2 31.12.22  | 40,9 2019  |
| Précipitations (mm)                   | 54,3           | 47,3           | 50,8           | 41,8          | 57,9          | 63,1         | 66,4          | 67,6          | 52,1          | 60,1          | 63,9             | 68,8           | 694,1      |

## Urbanisme

### Typologie
Au 1er janvier 2024, Valenciennes est catégorisée grand centre urbain, selon la nouvelle grille communale de densité à sept niveaux définie par l'Insee en 2022.
Elle appartient à l'unité urbaine de Valenciennes (partie française), une agglomération internationale regroupant 56  communes, dont elle est ville-centre,,. Par ailleurs la commune fait partie de l'aire d'attraction de Valenciennes (partie française), dont elle est la commune-centre,. Cette aire, qui regroupe 102 communes, est catégorisée dans les aires de 200 000 à moins de 700 000 habitants,.

### Occupation des sols
L'occupation des sols de la commune, telle qu'elle ressort de la base de données européenne d'occupation biophysique des sols Corine Land Cover (CLC), est marquée par l'importance des territoires artificialisés (87,3 % en 2018), une proportion sensiblement équivalente à celle de 1990 (88,1 %). La répartition détaillée en 2018 est la suivante : 
zones urbanisées (71,2 %), zones industrielles ou commerciales et réseaux de communication (16,1 %), eaux continentales (5,4 %), forêts (3 %), zones humides intérieures (2,1 %), milieux à végétation arbustive et/ou herbacée (1,2 %), prairies (0,9 %). L'évolution de l'occupation des sols de la commune et de ses infrastructures peut être observée sur les différentes représentations cartographiques du territoire : la carte de Cassini (XVIIIe siècle), la carte d'état-major (1820-1866) et les cartes ou photos aériennes de l'IGN pour la période actuelle (1950 à aujourd'hui).

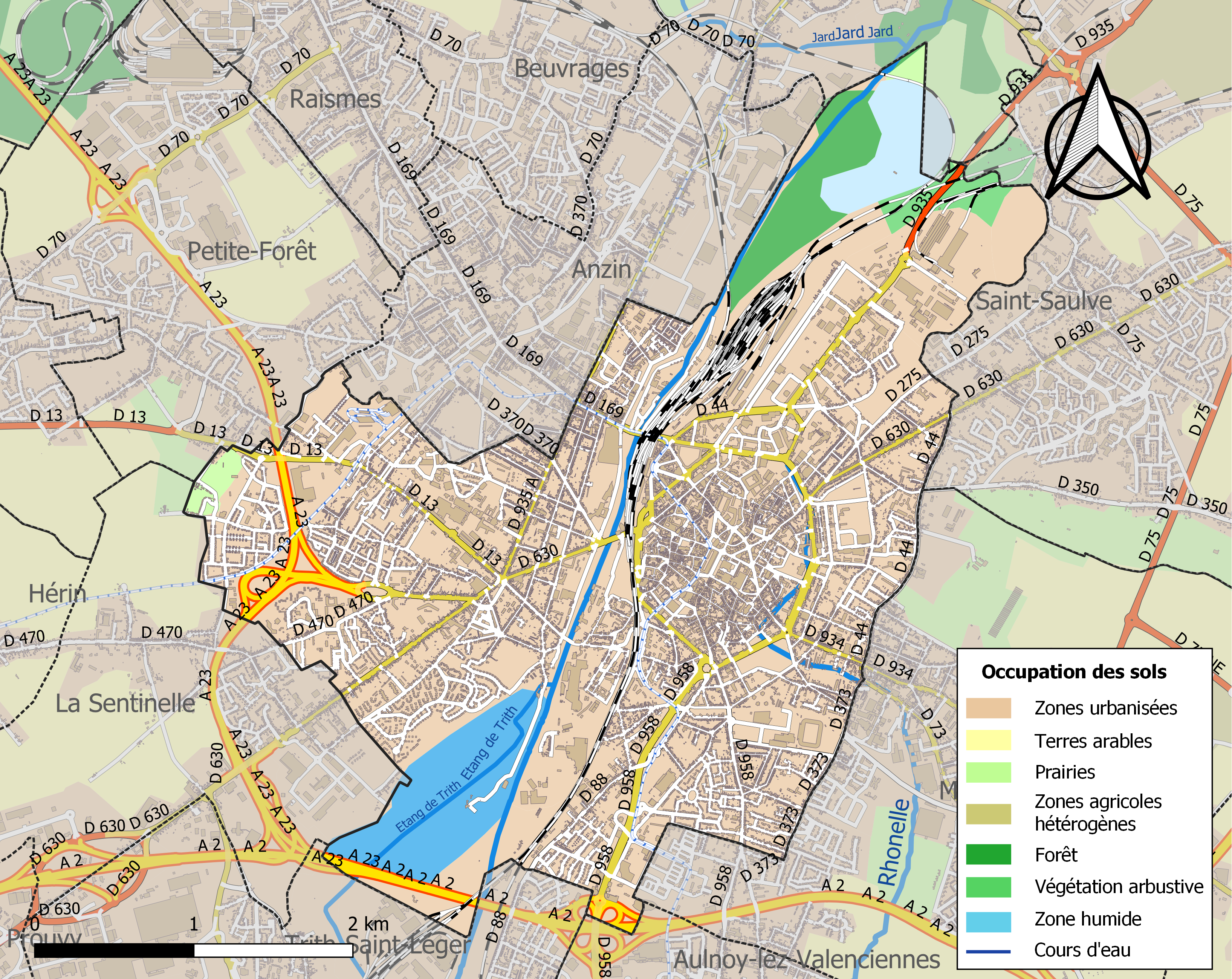
Carte des infrastructures et de l'occupation des sols de la commune en 2018 (CLC).

### Morphologie urbaine
La morphologie urbaine de Valenciennes reflète son histoire. Dans le centre-ville se trouvent des rues étroites, vestiges de la vieille ville (en particulier autour de l'actuelle basilique Notre-Dame-du-Saint-Cordon), ainsi que de grands axes avec de larges trottoirs bordés d'arbres. La ceinture de boulevards actuels suit le tracé des fortifications et des douves médiévales, détruites à la fin du XIXe siècle. L'ère industrielle a aussi marqué la ville de son empreinte (logements ouvriers de type coron). Les grands ensembles des années 60-70 sont assez peu nombreux et ne sont pas regroupés, mais disséminés sur le territoire, y compris dans le centre-ville.
La ville présente globalement une morphologie classique de type concentrique, mais l'imbrication des différentes phases d'urbanisme forme un ensemble contrasté.

La Rhonelle traverse la ville du sud vers le nord, mais n'est plus visible à l'intérieur de l'enceinte des boulevards comme c'était le cas, jusqu'à sa canalisation et son recouvrement à l'époque contemporaine.

### Habitat et logement
En 2019, le nombre total de logements dans la commune était de 25 915, alors qu'il était de 24 364 en 2014 et de 22 898 en 2009.
Parmi ces logements, 84,4 % étaient des résidences principales, 2,1 % des résidences secondaires et 13,5 % des logements vacants. Ces logements étaient pour 40,5 % d'entre eux des maisons individuelles et pour 58,8 % des appartements.
Le tableau ci-dessous présente la typologie des logements à Valenciennes en 2019 en comparaison avec celle du Nord et de la France entière. Une caractéristique marquante du parc de logements est ainsi une proportion de résidences secondaires et logements occasionnels (2,1 %) supérieure à celle du département (1,6 %) et à celle de la France entière (9,7 %). Concernant le statut d'occupation de ces logements, 34,4 % des habitants de la commune sont propriétaires de leur logement (34 % en 2014), contre 54,7 % pour le Nord et 57,5 pour la France entière.
| Typologie                                               | Valenciennes | Nord | France entière |
| ------------------------------------------------------- | ------------ | ---- | -------------- |
| Résidences principales (en %)                           | 84,4         | 90,6 | 82,1           |
| Résidences secondaires et logements occasionnels (en %) | 2,1          | 1,6  | 9,7            |
| Logements vacants (en %)                                | 13,5         | 7,8  | 8,2            |

### Projets urbains
La ville de Valenciennes a en 2020, de nombreux projets en cours d'étude ou en cours de réalisation:
1. Rénovation urbaine
  - La requalification du quartier prioritaire Chasse Royale avec le renouvellement du parc de logements, la requalification des voiries et la création d'un centre social, l'Odyssée.
  - La requalification de 3 îlots anciens en centre-ville avec la création de nouveaux logements.
2. Équipement
  - Le renouvellement du parc d'éclairage urbain et la mise en valeur de certains monuments avec le "Plan Lumière".
  - Le développement de la vidéosurveillance grâce notamment à un partenariat signé entre la région des Hauts-de-France et le géant chinois Huawei, pour le remplacement et l'agrandissement du parc de caméras de vidéosurveillance de la ville.
  - Le déploiement de la fibre optique pour l'ensemble des habitants (projet de Valenciennes Métropole)
  - Développement du parc de bornes de rechargement pour véhicules électriques (voitures, deux roues, vélos) avec la mise en place de 12 bornes de recharge sur Valenciennes (projet de Valenciennes Métropole avec la mise en place de 38 bornes de recharge sur tout le territoire de l'agglomération).
  - La création d'un cinéma dans le centre-ville d'ici 2025 (initialement prévu en 2021, retardé à cause du Covid-19)
3. Commerce
  - Réouverture du Passage de la Paix, galerie marchande fermée depuis 2002 reliant la gare au centre-ville[28].
4. Espaces verts
  - La mise en valeur de l'étang du Vignoble.

La commune accueille aussi plusieurs projets d'investisseurs privés :
- La requalification de l'ancienne caserne Vincent, avec la création de logements et de commerces.
- La requalification du Mont de Piété, avec la création de 18 logements de standing en plus d'un local pour le futur office du tourisme de la ville.
- La requalification de l'ancien hippodrome en un marché couvert dédié aux producteurs locaux.

Le centre ancien fait, par ailleurs, partie du programme national de revitalisation des quartiers anciens dégradés (PNRQAD).

### Voies de communications et transports

#### Voies routières
La ville est desservie par les autoroutes A23 (vers Lille) et A2 (entre l'A1 dans la Somme et l'A7 belge). Elle est également sur le trajet de plusieurs routes départementales.

#### Voies ferroviaires
La gare de Valenciennes propose des trajets TER en provenance ou à destination des 9 gares régionales que sont celles de Lille, Douai, Cambrai, Aulnoye-Aymeries, Jeumont, Maubeuge, Hirson et Charleville-Mézières.

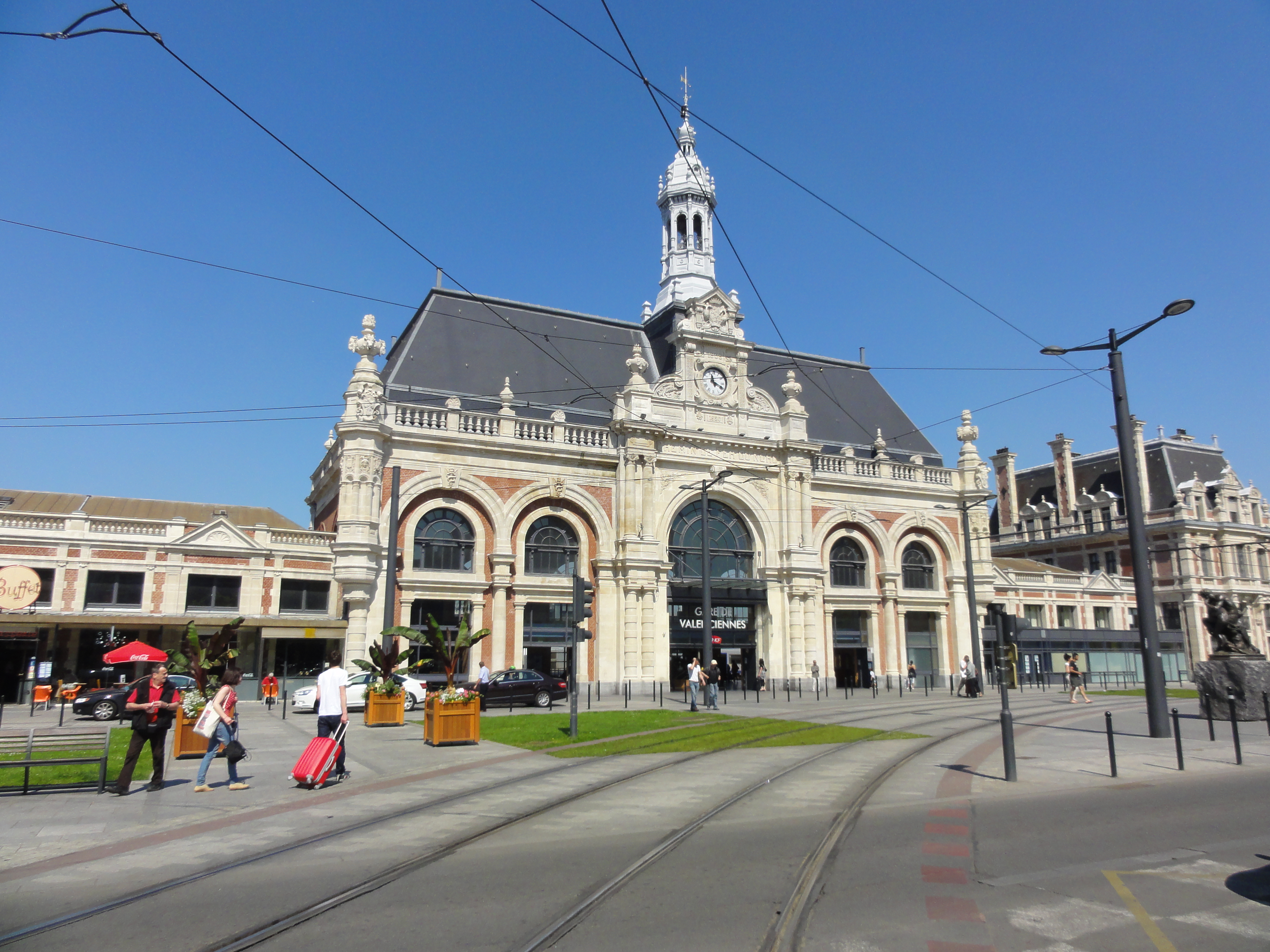
La gare de Valenciennes.

Étant une gare TGV, elle fait partie de la ligne TGV Paris Nord - Valenciennes, qui dessert également les gares de Douai et d'Arras. Cette ligne permet de relier Valenciennes à Paris en 1 h 50.
La gare reçoit le label NF service en 2005.
L'ancienne gare de Saint-Waast, rénovée dans le cadre de la construction du tramway, située dans le quartier du même nom, est l'une des plus vieilles gares de France. Elle se situe devant l'arrêt éponyme de la ligne T1.
Depuis avril 2004, Valenciennes accueille l'Agence ferroviaire européenne. Elle devient ainsi la première ville de taille moyenne à être dotée d'une agence européenne. Cette implantation permet à Valenciennes de confirmer sa primauté en matière de transport ferroviaire.

#### Voies aériennes
L'aéroport de Lille-Lesquin est à une demi-heure, celui de Charleroi à 50 min et celui de Roissy-Charles-de-Gaulle à une heure et demie. Celui de Bruxelles est à une heure quinze.
L'aéroport Charles Nungesser, situé à Prouvy, permet aux avions de petit gabarit (maximum 70 tonnes ou 150 passagers) de se poser.

#### Voies fluviales
Le canal de l'Escaut traverse la ville en son centre. Celui-ci a plusieurs utilités ; il permet tout d'abord, le fret fluvial. Des industries du territoire l'utilisent ainsi pour envoyer ou recevoir leurs marchandises, comme les usines de métallurgie ou les coopératives agricoles par exemple. Attirant de nombreux plaisanciers, il a aussi une importance certaine dans le tourisme fluvial. Un port de plaisance a été aménagé en 2015 le long du canal, à 20 minutes du centre-ville de Valenciennes, pouvant accueillir 64 bateaux de plaisances simultanément et laissant ainsi la possibilité aux plaisanciers d'aller visiter la ville. Étant concerné par le projet du canal Seine-Nord Europe, le canal de l'Escaut a bénéficié de travaux de mise aux normes de 2006 à 2010 pour augmenter le gabarit maximum des bateaux pouvant y circuler.
La ville accueille un site de la direction territoriale du Nord-Pas-de-Calais de VNF, qui est chargé de promouvoir, de développer et d'entretenir le canal de l'Escaut sur la section Bouchain - Mortagne-du-Nord.

#### Transports en commun

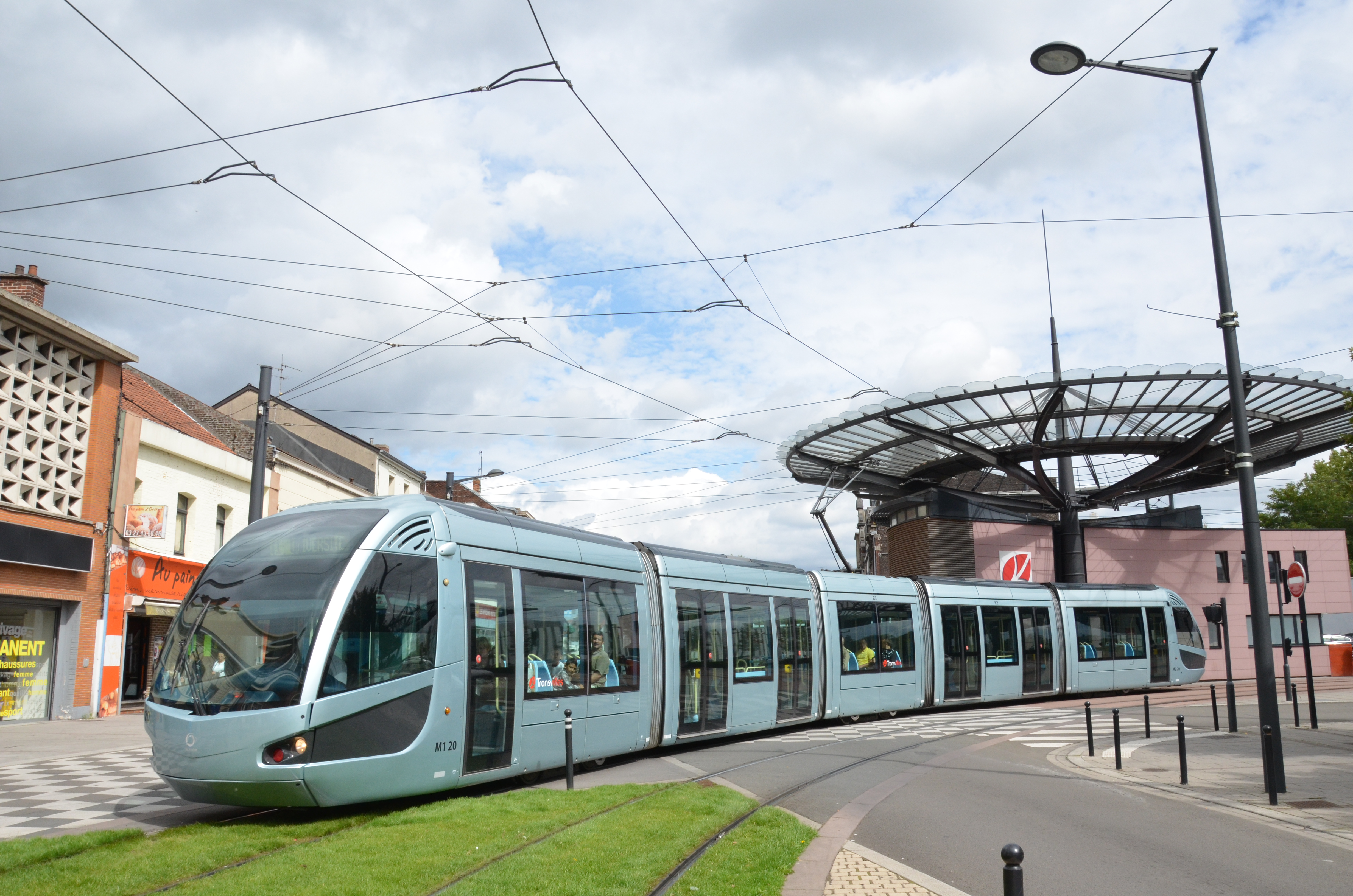
La ligne T1 près du terminus Espace Villars à Denain.

Les transports en commun de la ville sont gérés par la société Keolis Hainaut Valenciennois, filiale de la Keolis sous le nom commercial de Transvilles. Celle-ci permet de relier les communes faisant partie de la communauté d'agglomération de Valenciennes Métropole, et celles de la communauté d'agglomération de la Porte du Hainaut entre elles par un vaste réseau de transport en commun comprenant 40 lignes de bus et 2 lignes de tramway.
Le réseau du tramway de Valenciennes se compose actuellement de :
- la ligne T1, inaugurée dans sa totalité le 31 août 2007, qui relie l'université située à Famars au sud-est de l'agglomération, en passant par le centre-ville de Valenciennes, afin de desservir le centre-ville de Denain située au sud-est (18,3 km) ;
- la ligne T2, inaugurée le 24 février 2014, relie la station Vosges, située au sud de Valenciennes, à la station le Boulon située elle, à Vieux-Condé. La ligne est prolongée selon les périodes jusqu'à l'université à Famars.

La ville a également mis en place un service de navettes pour les seniors, desservant les quartiers éloignés du centre-ville tels que ceux de Saint-Waast, Chasse Royale et Dampierre, et permettant ainsi aux personnes âgées de rejoindre le marché prenant place une fois par semaine derrière le musée municipal et une fois par semaine sur la Place d'Armes.
Depuis 2019, la navette gratuite Le Cordon dessert toutes les 15 minutes les stations de ses deux lignes intramuros. La première ligne compte 14 stations, toutes situées dans l'hypercentre, et la seconde en dénombre 23 situées elles dans la partie est de la ville. Ces deux lignes disposent de 5 arrêts en commun, permettant de créer une correspondance pour les voyageurs. Ces navettes permettent alors de relier rapidement certains lieux d'intérêts de la commune sans la nécessité d'avoir à présenter un titre de transport. En novembre 2023, une troisième ligne du Cordon, desservant le centre aquatique et le stade du Hainaut (quartier Nungesser) est lancée.
Une ligne de bus nocturne, Luciole, relie tous les soirs de 21 h 30 à 1 h 0 le centre-ville de Valenciennes à l'université située à Famars, laissant ainsi la possibilité aux étudiants de profiter d'activités en centre-ville jusqu'à tard le soir et par la suite, de rentrer en toute sécurité.

#### Pistes cyclables
Le Valenciennois compte 260 km de pistes et bandes cyclables en 2015 représentant 8,10% des routes du territoire,.
Les aménagements cyclables ont aujourd'hui une place importante dans les projets de réaménagement des voiries de la commune. Après la requalification du centre-ville en 2006, la ville y a mis en place de nombreux doubles sens cyclables qui permettent aux cyclistes d'accéder au centre-ville depuis les grands boulevards. Ces grands boulevards ont été dotés lors de leur rénovation en 2006 de bandes ou de pistes cyclables. Une voie verte a également été aménagée le long de l'avenue Georges Pompidou, grand axe d'entrée dans la ville.
Sur le territoire communal, des arceaux à vélos sont installés à proximité des grandes infrastructures comme la gare, le musée ou le stade. D'autres sont installés tout autour du centre-ville et à proximité directe de celui-ci. Certains de ces arceaux sont abrités des intempéries.
La ville a néanmoins été classée défavorable à l'usage du vélo par la FUB, en 2017 puis en 2019.
La communauté d'agglomération de Valenciennes Métropole a aménagé en 2018, un parcours cyclable : la boucle Un'Escaut. Long de 29 km, le parcours commence au port de plaisance de Valenciennes et s'étend jusqu'à Condé-sur-l'Escaut. Entièrement aménagé avec des bandes ou des pistes cyclables, le parcours prend place, dans un premier temps, sur le chemin de halage le long de l'Escaut de Valenciennes à Condé-sur-l'Escaut puis sur la voie verte des gueules noires dans le sens retour. Il a pour but de mettre en valeur le patrimoine naturel, ainsi que le patrimoine minier du territoire, classé au patrimoine mondial de l'Unesco.
Dans le cadre de l'accueil de la coupe du monde féminine de football à Valenciennes, 50 vélos en libre service ont été déposés aux abords des principaux lieux de la ville. Ce service, payant pour toute utilisation de plus de 15 minutes, est accessible via le téléchargement d'une application, obligatoire pour déverrouiller et louer le vélo. Ce service a été maintenu et développé après la fin de l'événement. Aujourd'hui, on dénombre 15 stations où l'on peut venir déposer et chercher un vélo contre 10 lors de l'inauguration. Quelques années après l'événement (en 2025), le nombre de vélos disponibles a significativement diminué, la faute à des vols et des dégradations.

## Toponymie
Valenciennes tire son nom de sa dénomination latine Valencenae, ou mieux Valentianae, vraisemblablement en l'honneur de l'empereur Valentinien Ier (Flavius Valentinianus), empereur romain d'Occident de 364 à 375.
En néerlandais, le nom de la ville est Valencijn.
La légende raconte qu'après avoir sauvé la vie d'un cygne, une princesse fit construire une villa au bord de l'Escaut. Elle l'appela Val en Cygnes. Par la suite ce sont les rois mérovingiens qui y firent construire un palais. Peu à peu, "Val en Cygnes" devint Valenciennes.

## Histoire

### Au Moyen Âge
L'agglomération se constitue dès le haut Moyen Âge et la ville émerge, en tant que telle, quelques siècles plus tard, au Moyen Âge. Toutefois, de très récentes découvertes archéologiques démontrent une présence humaine sur le site de la ville déjà au Néolithique.
Le premier document où il est parlé de Valenciennes est relatif à un plaid tenu en 693 par Clovis III dans le château qu'il habitait à Valenciennes, Valencianis in palatio nostro.
Dans les annales d'Eginhart, secrétaire de Charlemagne, et à l'occasion d'une assemblée que celui-ci convoqua à Valenciennes en 771, ce lieu est nommé villa Valentiana ou vicus Valentianus appellatus.
Lors du traité de Verdun en 843, Valenciennes devient une ville neutre, à la frontière entre la Neustrie et l'Austrasie.
Lothaire, dans une donation en 860 à l'église de Saint-Denis, nomme Valenciennes fiscum nostrum Valentianas. Cette qualification de villa, vicus, fiscus, indique clairement que Valenciennes n'était, dès l'origine, ni une ville ni encore moins une cité.
En 881, le Hainaut voit passer les Normands. Il est probable que ce fut alors, à la fin du IXe siècle après les ravages des Normands, qu'à l'exemple de tant d'autres localités, Valenciennes fut fortifiée et devint une ville.
À partir de 923, Valenciennes relève du duché de Basse-Lotharingie, dépendant du Saint-Empire romain germanique. Sous les empereurs ottoniens, Valenciennes devient le centre d'une marche à la frontière de l'Empire. Pour cette période, les fouilles archéologiques sont encore incomplètes.

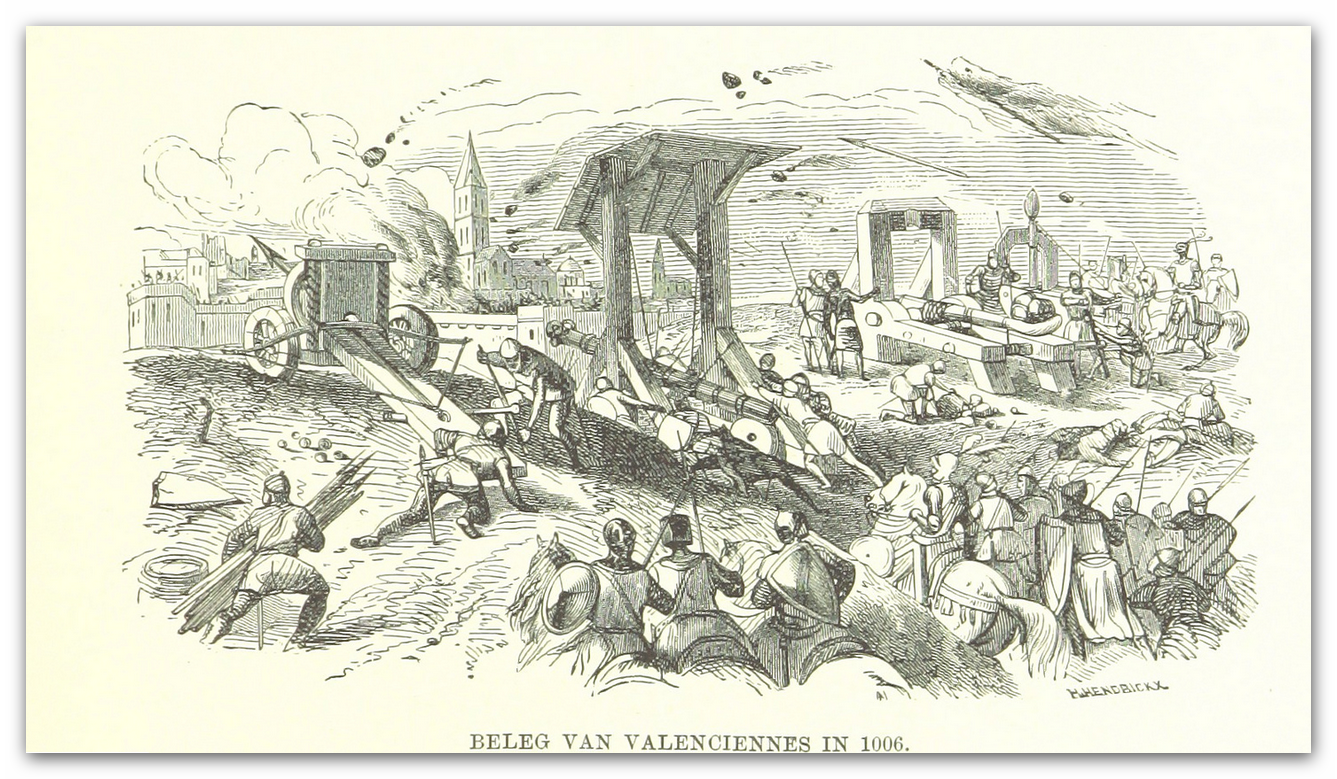
Siège de Valenciennes (1006).

En septembre 1006, le roi Robert le Pieux et Henri II de Germanie assiègent Valenciennes mais ils ne parviennent pas à reprendre la ville à Baudouin IV de Flandre.
En 1008, une famine est suivie d'une terrible épidémie de peste, dont l'issue donne lieu à un pèlerinage (voir la section Cultes).
Dès le XIe siècle, la ville fait ériger une muraille, qui devient l'emblème de la cité et qu'elle fait représenter sur son sceau.
Ce n'est que plus tard, à la fin du XIe siècle, qu'on lui donne le titre de castrum ou d'oppidum, voire même les deux réunis, castrum oppidi Valentianarum, dans une charte de 1086 de Bauduin de Jérusalem.
Enfin les comtes d'Ostrevant, seigneurs de Bouchain, Denain, Ribemont, Château-Porcien, furent châtelains de Valenciennes de 880 à 1163 après le décès de Godefroi IV d'Ostrevent, qui vendit ses terres de Hainaut à son aîné et demi-frère, Baudouin IV dit d'Edirne, comte de Hainaut.
De nombreux comtes se succédèrent, d'abord comme margraves de Valenciennes et, à partir de 1070, comme comtes de Hainaut. La ville bénéficie d'institutions communales à partir de 1114. C'est, en effet, cette année que les bourgeois de la ville achètent à Baudouin III, comte de Hainaut, une charte urbaine leur octroyant d'importants privilèges, notamment en matière de justice. Il s'agit d'une des plus anciennes chartes urbaines du Hainaut.
En 1171, un incendie ravage la ville.
Valenciennes se dote en 1239 d'un hôpital pour les malades pauvres, placé sous le patronage de sainte Elisabeth de Hongrie et dont le fonctionnement est confié à des béguines. Le béguinage de Valenciennes va compter en son sein une grande figure de la mystique médiévale : Marguerite Porete.
En 1264, la comtesse Marguerite de Constantinople instaure la franche fête de Valenciennes, qui se déroule dans les prairies au pied des murailles.
En 1285, la monnaie du Hainaut fut remplacée par la monnaie de France : l'écu. Valenciennes est une ville en pleine activité, forte de ses nombreuses corporations. À l'abri de son enceinte, un grand nombre de couvents se développent, à l'instar des Dominicains (dont l'église a été fouillée par le Service archéologique de la Ville, en 1989 et 1990).
Au XIVe siècle Albert de Bavière fait construire la tour de la Dodenne, où encore aujourd'hui la cloche sonne en l'honneur de Notre-Dame-du-Saint-Cordon. Au XVe siècle, le Hainaut, rattaché au duché de Bourgogne, perd de son autonomie, mais Valenciennes jouit d'une grande renommée grâce aux artistes qu'elle protège en ses murs, tels le chroniqueur Georges Chastelain, le poète Jean Molinet, le peintre miniaturiste Simon Marmion, le sculpteur Pierre du Préau et l'orfèvre Jérôme de Moyenneville.
L'économie de la ville repose essentiellement sur la draperie et le commerce, principalement du vin et des céréales des campagnes environnantes. La ville abrite un atelier monétaire très actif, et accueille des Lombards et une table de change.
La ville dispose du droit de bannissement, dont elle use fréquemment au XIVe siècle : ce dispositif juridique est un moyen de régulation sociale ainsi qu'un objet de conflits face au comte de Hainaut qui intervient régulièrement pour annuler les décisions des magistrats valenciennois.
Pour lutter efficacement contre les incendies, un corps spécial de pompiers salariés est créé, organisé en cinq sections, ce qui place le corps de pompiers de Valenciennes parmi les plus organisés de l'époque. En 1276, 1281 et 1306, les inondations envahissent les cauchies, ces rues pavées et étroites qui aggravent les dégâts en accélérant l'écoulement des eaux, et donc leur force. En 1281, les églises Notre-Dame-de-la-Chaussée et Saint-Jacques sont inondées, ce qui se répète en 1365. En 1351, l'Escaut et l'Iventiel inondent la ville, débordant des digues en montant jusqu'à près de 2 m dans les rues.
La ville échappe aux batailles de la guerre de Cent Ans, mais connaît deux sièges au cours des derniers siècles du Moyen Âge : le premier en 1253 lorsque les Valenciennois s'opposent à la cession du comté de Hainaut par la comtesse Marguerite à son cousin Charles d'Anjou, le second en 1481 lorsque les armées de Louis XI, roi de France, se pressent à ses portes.

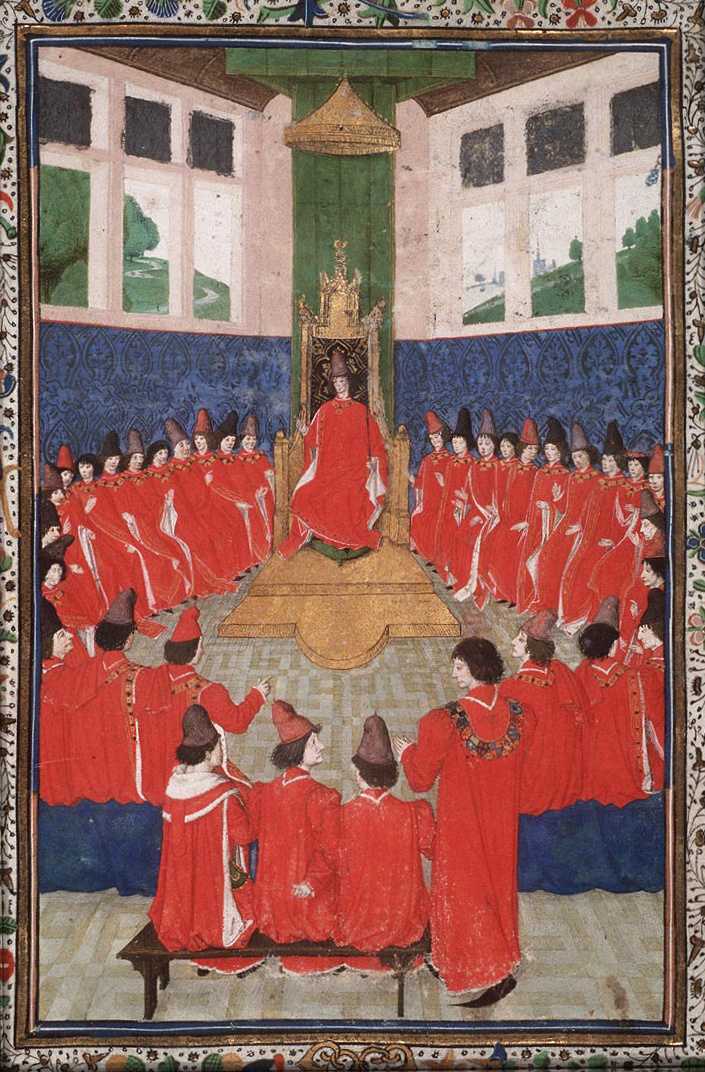
Assemblée de l'ordre de la Toison d'or, présidée par Charles le Téméraire, à Valenciennes en 1473.

Quelques membres de la bourgeoisie valenciennoise participent à la bataille d'Azincourt, comme Jehan Dougardin, fils d'Alart, qui y décède, son corps étant rapatrié et inhumé à Valenciennes, dans l'église Saint Jacques.

### Sous les Habsbourg

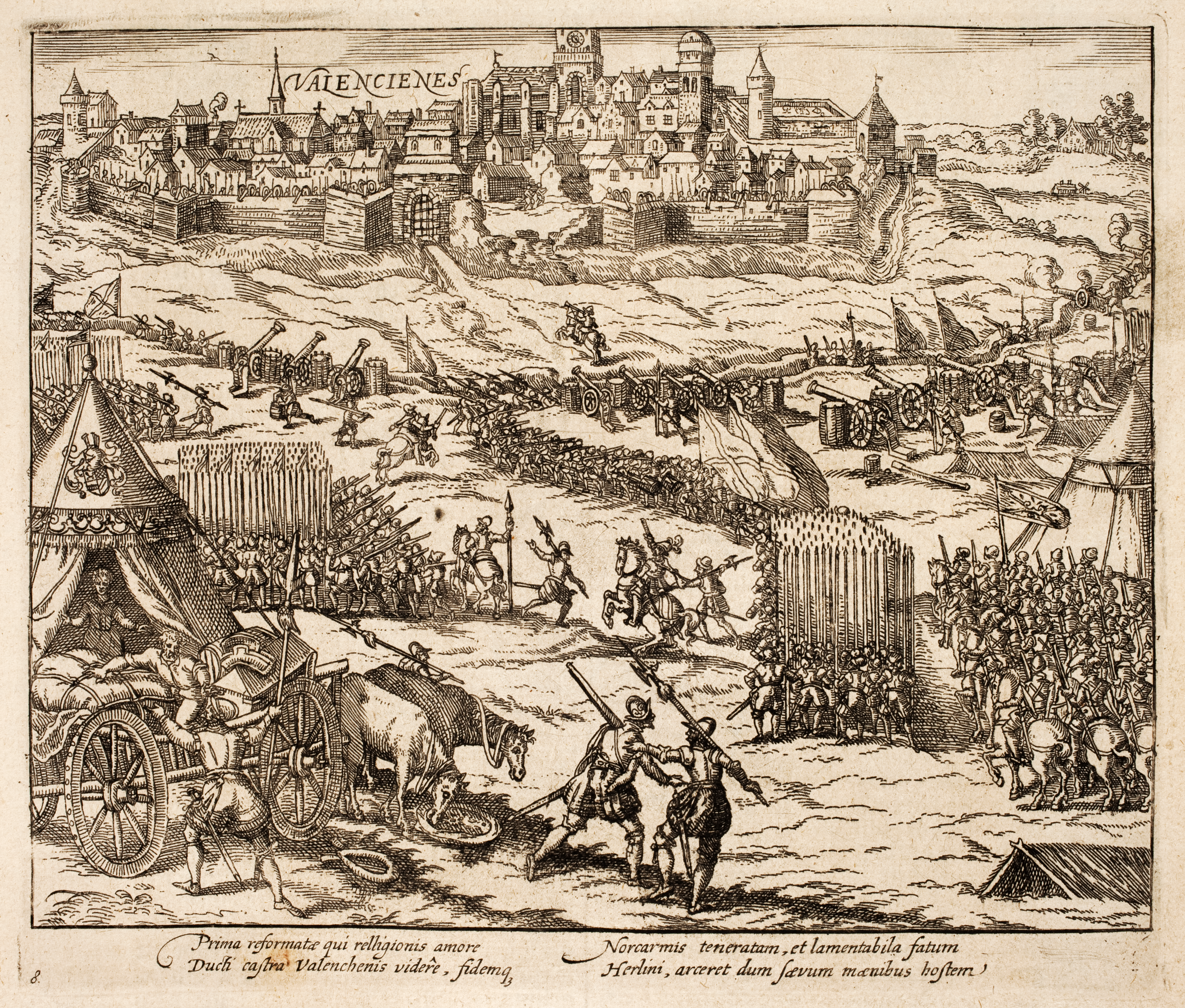
La prise de Valenciennes, en 1566-67, vue par Franz Hogenberg

Au XVIe siècle, Valenciennes fait partie de l'empire de Charles Quint.
L'empereur fait son entrée dans la ville en 1524.
Le 21 janvier 1540, venu tout droit d'Espagne pour réprimer l'insurrection des Gantois contre l'impôt, Charles Quint, avec l'accord de François Ier, traverse la France et arrive à Valenciennes.
Le protestantisme s'y implante. Le 27 avril 1562, la foule sauve deux protestants du bûcher (Philippe Maillart et Simon Faveau). C'est la « Journée des mal brûlés ».
Peu après l'affaire du Compromis des Nobles, la ville subit la vague iconoclaste à la fin du mois d'août 1566. Pendant la révolte des Gueux, Valenciennes devient un important centre de résistance contre le gouvernement de Marguerite de Parme. Les protestants se rendent maîtres de la ville et refusent de rendre les églises pillées. Le 14 décembre, la ville est déclarée rebelle au roi. Philippe de Noircarmes y met le siège et en vient à bout le 23 mars 1567.
En 1568 et 1569, la ville subit la répression du duc d'Albe. Plusieurs dizaines de chefs de la rébellion sont exécutés et plusieurs centaines d'habitants sont bannis. En 1580, Alexandre Farnèse, duc de Parme et de Plaisance, reconquiert la ville et le protestantisme est extirpé.
En 1591, les jésuites créent une école, puis font bâtir l'église Sainte-Croix. En 1611, la façade de l'hôtel de ville est entièrement reconstruite dans le style Renaissance.

### Conquête française
Les armées du roi Louis XIV assiègent la ville en 1656 (Vauban participe au siège sans commander et y sera blessé). Le maréchal de Turenne et le maréchal de La Ferté-Senneterre campent au nord et au sud de la ville, de part et d'autre de l'Escaut, reliés par un pont de fascines. Pour défendre la ville, le prince de Condé inonde les environs, séparant ainsi les deux corps de l'armée française. Dans la nuit du 15 au 16 juillet, il attaque à revers La Ferté-Senneterre, qui est mis en déroute. Défendant la cité, Albert de Mérode, marquis de Trélon, se trouve blessé au cours d'une sortie à cheval. Il décède des suites de ses blessures et son corps, inhumé dans l'église Saint-Paul, est retrouvé lors de la campagne archéologique de 1990.
En 1677, les armées de Louis XIV, dirigées cette fois par Vauban, prennent la ville qui devient française en 1678 par le traité de Nimègue. Avec des fortifications améliorées par Vauban dans le cadre de son "Pré Carré", la ville devient l'une des principales places fortes françaises du Nord.

### XVIIIesiècle
La situation économique de Valenciennes allait déclinant doucement, jusqu'à la découverte du charbon et le formidable essor économique qui s'est ensuivi. Le premier puits fut creusé à Fresnes en 1718 et la découverte du charbon gras en 1734 à Anzin forma la Compagnie des mines d'Anzin.
Au XVIIIe siècle, l'Escaut est canalisé entre Valenciennes et Cambrai à la suite de l'arrêt du Conseil d'État du Roi de 1769 qui nomme Pierre-Joseph Laurent directeur du canal. La canalisation permet de poursuivre le développement de l'industrie textile (manufactures d'étoffes de laine et de toiles fines) et du commerce du charbon extrait le long des fosses situées le long de son cours.
Pour utiliser les fils de lin, les femmes se mettent alors à confectionner la célèbre dentelle de Valenciennes.
Au XVIIIe siècle, la ville est également réputée pour sa porcelaine. La manufacture qui s'implante a pour obligation d'alimenter ses fours à la houille. En dépit de la qualité de sa production, l'entreprise ne parvient pas à vivre durablement. Valenciennes, riche de ses talents, est alors surnommée l'Athènes du Nord, soulignant ainsi son rayonnement artistique considérable : par exemple les peintres Watteau, Pater, Eisen....

### Révolution française et Empire

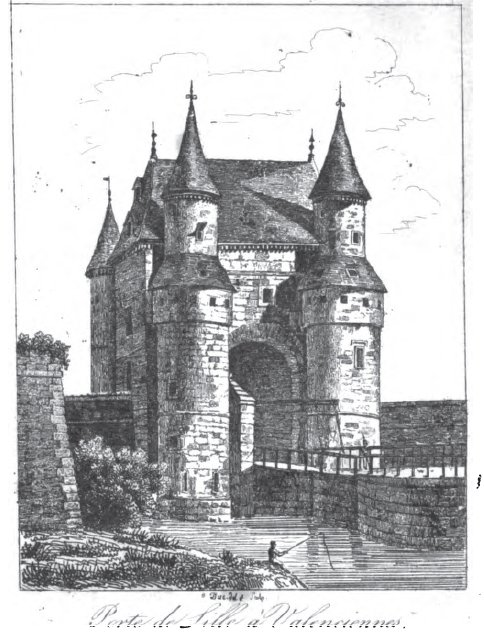
La porte de Lille.

Jean Henri Becays Ferrand, dit le général Ferrand, devint colonel de la garde nationale de Valenciennes en 1791, puis commandant temporaire de la place, le 8 août 1792.
Après avoir brillamment commandé l'aile gauche de l'armée du Nord à la bataille de Jemmapes le 6 novembre 1792, il dirigea la défense de Valenciennes du 23 mai à fin juillet pendant la campagne de Flandre de la guerre de la Première Coalition qui supporte un bombardement de 43 jours et 43 nuits. Le siège est précédé par la première bataille de Valenciennes le 1er mai 1793 et par la deuxième bataille de Valenciennes le 8 mai de la même année. Le peintre anglais Joseph Farington illustre L'Inondation de Valenciennes au cours du siège de 1793 dans une aquarelle conservée au Musée des Beaux-Arts.
Il refusa de livrer Valenciennes que Dumouriez voulait ouvrir aux ennemis, et s'y défendit avec 9 000 hommes contre 150 000 commandés par le prince de Saxe-Cobourg, le duc d'York, et le général Ferraris. Avec une faible garnison, il défendit Valenciennes pendant trois mois, et ne capitula qu'en désespoir d'être secouru, après avoir soutenu quatre assauts et défendu trois brèches praticables dans le corps de la place. De nombreux quartiers périrent sous les boulets incendiaires. La tour de l'église paroissiale de Saint-Nicolas fut sérieusement mise à mal. La ville finit néanmoins par tomber le 28 juillet 1793. La ville est reprise par les armées révolutionnaires du général Schérer en août 1794.
Fin 1794 et en juillet 1795, après l'exécution de Robespierre, qui met pourtant un terme à la Terreur, les Républicains valenciennois guillotinent, dans des conditions douloureuses, cinq Ursulines et plus de cinquante prêtres.
La commune est dirigée par des jacobins jusqu'à la prise de pouvoir de Bonaparte.
En 1802-1803, dans le domaine des transports, la ville est reliée par des liaisons régulières, aller et retour, avec les principales villes voisines. Une diligence assure une relation quotidienne avec Lille, ainsi qu'avec Douai et avec Cambrai. Une voiture se rend à Mons les lundi, mercredi et vendredi. Une autre va à Maubeuge les mercredi et samedi, une encore se dirige vers Avesnes-sur-Helpe les jours impairs. La cité est en outre située sur le trajet de la diligence de Paris à Bruxelles, et de la diligence Paris-Anvers.
Après l'épopée napoléonienne, Valenciennes est de nouveau assiégée et bombardée pendant trois semaines et se rend finalement aux Bourbons en août 1815.

### XIXesiècle

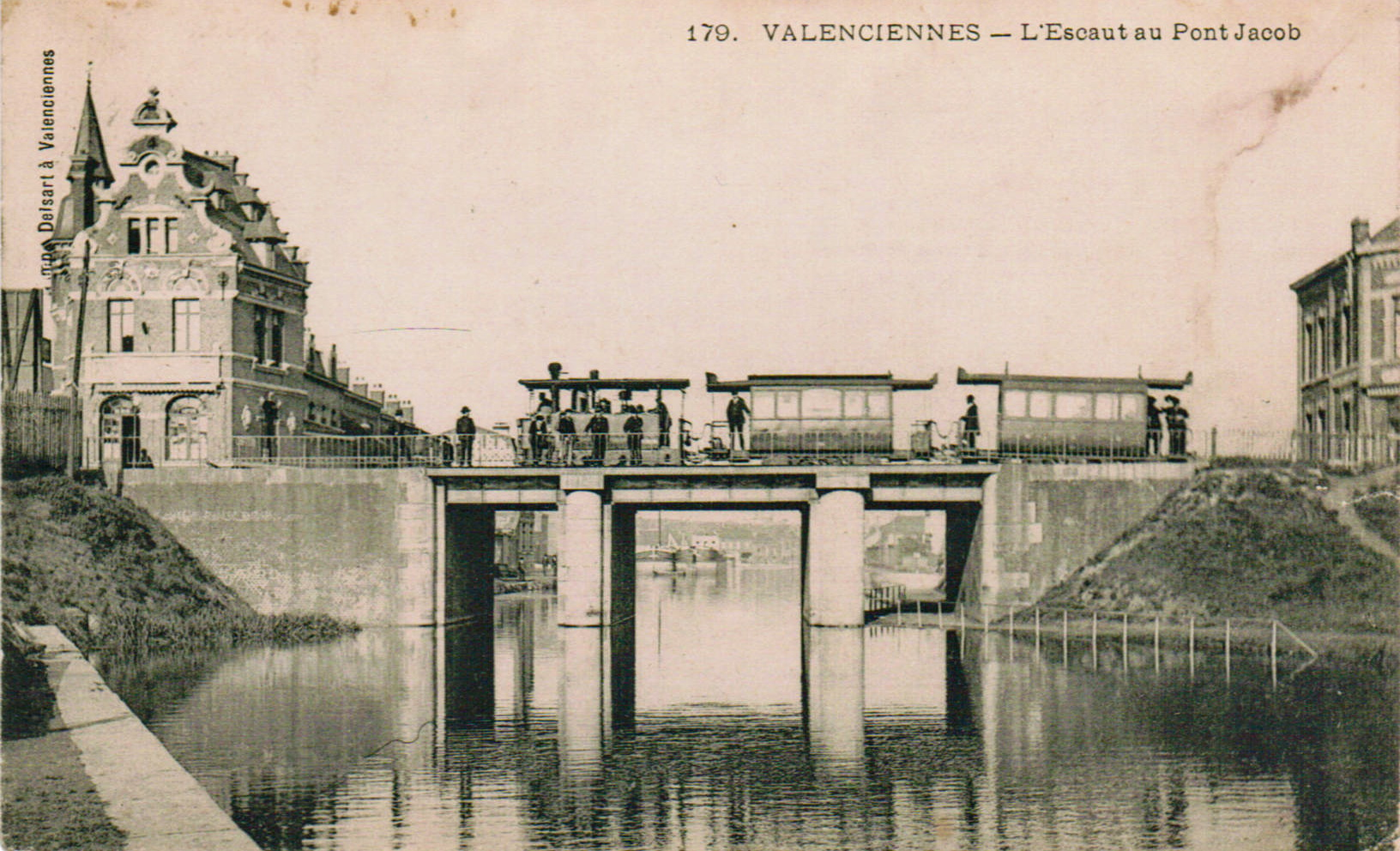
Le pont Jacob sur l'Escaut, au tout début du XX. Un train de l'ancien tramway de Valenciennes y circule.

La paix revenue, l'industrie houillère et les raffineries de sucre contribuent à une période très faste d'expansion. En 1824 Valenciennes devient sous-préfecture. Au XIXe siècle, grâce au charbon, la cité fait figure de grand centre industriel, et occupe le rang de capitale de la sidérurgie du Nord.
En 1815, Valenciennes compte deux loges maçonniques : La parfaite-Union et Saint-Jean-du-Désert, dont sont membres des notables de la ville.
En 1866, une épidémie de choléra éclate dans le Nord de la France, depuis le port de Dunkerque. Elle dure de mai à novembre dans l'arrondissement, où elle cause le décès de 1 724 personnes.
Le 6 août 1890, une loi déclasse la ville qui n'est plus place de guerre. De 1891 à 1893, les fortifications sont démolies sans véritable discernement, ce qui lui vaut la perte d'éléments d'architecture exceptionnels (telles la tour Périlleuse ou la porte de Paris) et la ville est décorée de la Légion d'honneur en 1900.

### LeXXesiècle
Le 25 mai 1902 est inauguré par le général André, Ministre de la guerre, le Monument à la Défense de 1793 ou la Victoire couronnant le drapeau français, en souvenir de la résistance de la ville lors du siège de 1793. La statue qui le couronne est cachée pendant la guerre 1914-1918 et le monument de nouveau inauguré en 1932,.
Le 9 septembre 1906, du fait de la tension liée à la loi de séparation des Églises et de l'État et la querelle des inventaires qui la suivit, des heurts se produisent à Valenciennes lors de la procession du Saint-Cordon tenue malgré l'interdiction officielle.
En janvier 1907, Valenciennes devient une des premières villes de France à posséder une salle de cinéma permanente. Le créateur est un exploitant de manège de chevaux de bois, convaincu par une démonstration faite par un spectacle itinérant, tel que les tournées de la société Pathé. La salle de 1907, encore salle de quartier, s'appelle « Cinéma populaire » au 129 rue du Quesnoy, avant de devenir « Le Gaumont Palace », qui fermera ses portes en 1981, après avoir affronté dès 1908 un concurrent situé rue des Récollets la « Salle Carpeaux » de la société Omnia.
Les Allemands occupent la ville en 1914. C'est l'armée britannique et son corps canadien qui délivrent la cité en 1918 après de durs combats. Des faits d'armes héroïques se déroulèrent en 1918, notamment ceux du sergent Hugh Cairns, à qui la ville rendit hommage en 1936 en baptisant une avenue de son nom.
Louise de Bettignies fonde le réseau de renseignements « Alice ». Elle est arrêtée en octobre 1915.
Le 10 mai 1940, la ville, abandonnée par ses habitants partis sur les routes de l'exode, est livrée à des pillards de l'armée française. Un gigantesque incendie dévore le cœur de la cité, alimenté notamment par un dépôt de carburant. Les troupes allemandes occupent ensuite la ville en ruines, le 27 mai.
Au début de la Seconde Guerre mondiale, la ville, un des centres du bassin minier, est au cœur du premier des actes de résistance collective à l'occupation nazie en France, et le plus massif en nombre, la grève patriotique des cent mille mineurs du Nord-Pas-de-Calais de mai-juin 1941, qui prive les Allemands de 93 000 tonnes de charbon pendant près de 2 semaines, déclenchant 400 arrestations, des exécutions et la déportation de 270 personnes.
Le lycée Watteau devient siège de la GFP (Geheime Feldpolizei, police militaire secrète), on y torture des résistants dans les caves.
Le 2 septembre 1944, après des combats sanglants, les troupes américaines entrent dans Valenciennes et libèrent la ville.
Le 30 août 1949, un terrassier découvre à Valenciennes un trésor lors de travaux : il s'agit d'un tonneau contenant des pièces d'or (quarante-huit kg) et d'argent (deux cent quarante kg), cachés en 1709, après la bataille de Malplaquet. Le trésor est partagé entre l'ouvrier ayant fait la découverte (l'inventeur), payé en pièces d'or, et le propriétaire,.

### LeXXIesiècle
Lors de la deuxième moitié du XXe siècle et au début du XXIe siècle, des infrastructures modernes se mettent en place : réseau autoroutier, TGV, industrie automobile, équipements culturels, et surtout l'université. D'abord antenne de Lille en 1964 puis centre universitaire en 1970, devenue autonome en 1979, l'université de Valenciennes et du Hainaut-Cambrésis accueille environ 10 000 étudiants.
La ville devient dans les années 2000 un importante bénéficiaire de la politique de la ville. En effet, en 2020, presque un quart de la population de la ville vit dans un quartier prioritaire.

## Politique et administration

### Rattachements administratifs et électoraux
La commune est depuis 1824 le chef-lieu de l'arrondissement de Valenciennes du département du Nord. Pour l'élection des députés, elle fait partie depuis 1988 de la vingt et unième circonscription du Nord.
Elle était divisée depuis 1801 en trois cantons : 
- Canton de Valenciennes-Nord
- Canton de Valenciennes-Est
- Canton de Valenciennes-Sud.

Dans le cadre du redécoupage cantonal de 2014 en France, la ville est désormais le bureau centralisateur de l'unique canton de Valenciennes, qui comprend également la commune de Saint-Saulve.

### Intercommunalité
La ville est le siège de la communauté d'agglomération Valenciennes Métropole, créée en 2000 par la fusion de la communauté de communes de la vallée de l'Escaut, de la communauté de communes du Pays de Condé et du syndicat intercommunal à vocation multiple (SIVOM) de Trith-Saint-Léger et environs.

### Tendances politiques et résultats
Lors de l'élection présidentielle de 2007, on retrouve au premier tour : Nicolas Sarkozy (UMP) qui obtient 34,72% des voix, Ségolène Royal (PS) 21,19%, François Bayrou (UDF) 18,36% et Jean-Marie Le Pen (FN) 11,57%. Au second tour Nicolas Sarkozy obtient 57,76% des suffrages exprimés et Ségolène Royal 42,24%.
Le taux de participation était pour le premier tour de 78,35% et pour le second tour de 79,46%.
Lors de l'élection présidentielle de 2012, on retrouve au premier tour : Nicolas Sarkozy (UMP) qui obtient 30,28% des voix, François Hollande (PS) 25,07%, Marine Le Pen (FN) 18,69%, Jean-Luc Mélenchon (Front De Gauche) 12,07% et François Bayrou ( MoDem) 8,68%. Au second tour Nicolas Sarkozy obtient 51,82% des suffrages exprimés et François Hollande 48,18%.
Le taux de participation était pour le premier tour de 75,29% et pour le second de 75,46%.
Lors de l'élection présidentielle de 2017, on retrouve au premier tour : Marine Le Pen (FN) qui obtient 25,53% des voix, Emmanuel Macron (EM) 22,33%, François Fillon (LR) 21,00%, Jean-Luc Mélenchon (FI) 20,63% et Benoît Hamon (PS) 5,24%. Au second tour Emmanuel Macron obtient 62,93% des suffrages exprimés et Marine Le Pen 37,07%.
Le taux de participation était pour le premier tour de 72,44% et pour le second tour de 69,37%.
Au premier tour des élections municipales de 2020 dans le Nord, la liste DVD (UDI-LREM-LR-MR) menée par le maire sortant Laurent Degallaix obtient la majorité absolue des suffrages exprimés, avec 4 300 voix (51,02 %, 34 conseillers municipaux élus dont 14 communautaires), devançant largement les listes menées respectivement par : 
- Didier Legrand (DVD, 1 407 voix, 16,69 %, 3 conseillers municipaux élus dont 1 communautaire) ;
- Quentin Omont (UG (EÉLV-LFI-PS-GE-G.s), 1 134 voix, 13,45 %, 3 conseillers municipaux élus dont 1 communautaire) ;
- Chantal Plaquet (RN et alliés, 814 voix, 9,65 %, 2 conseillers municipaux élus dont 1 communautaire) ;
- Nathalie Lorette (PCF, 451 voix, 5,35 %, 1 conseiller municipal élu) :
- Laurent Lasselin (d) liste (DVD, 321 voix, 3,80 %, Valenciennes nous rassemble , pas d'élus).

L'abstention s'est élevée à 64,48 %, lors d'un scrutin marqué par la Pandémie de Covid-19 en France

### Politique locale
En 1988, Olivier Marlière succède brièvement à Pierre Carous, démissionnaire, et les élections municipales de mars 1989 amènent Jean-Louis Borloo à la mairie. À la suite de la nomination de Jean-Louis Borloo au ministère de la Cohésion sociale sous la présidence de Jacques Chirac (2002), Dominique Riquet, qui était premier adjoint, devient maire de la ville ; Laurent Degallaix lui succède en 2012 à la suite de sa démission.

### Liste des maires
| Période      | Période                       | Identité          | Étiquette                     | Qualité |
| ------------ | ----------------------------- | ----------------- | ----------------------------- | --- |
| 1945         | octobre 1947                  | Aimé Laboureau    | PCF                           | Ouvrier du bâtiment |
| octobre 1947 | janvier 1988                  | Pierre Carous     | RPF, RS, UNR, UDR puis RPR    | Avocat Sénateur du Nord (1965 → 1990) Député du Nord (19e circ) (1958 → 1962) Conseiller régional du Nord-Pas-de-Calais (1973 → 1986) Conseiller général de Valenciennes-Est (1949 → 1955) Démissionnaire                                             |
| janvier 1988 | mars 1989                     | Olivier Marlière  | RPR                           | Avocat Conseiller général de Valenciennes-Est (1985 → 1988) Député du Nord (1986 → 1988) |
| mars 1989    | mai 2002                      | Jean-Louis Borloo | DVD puis UDF                  | Avocat Député du Nord (21e circ.) (1993 → 2002) Député européen (1989 → 1992) Démissionne lors de son entrée au gouvernement |
| mai 2002     | juin 2012                     | Dominique Riquet  | UDF puis UMP-PRV              | Chirurgien Député européen (depuis 2009) Conseiller régional du Nord-Pas-de-Calais (1992 → 2009) Démissionnaire |
| juin 2012    | En cours (au 12 juillet 2022) | Laurent Degallaix | UDI-PRV puis MR puis Horizons | Cadre bancaire Député du Nord (21e circ. (2014 → 2017) Conseiller régional du Nord-Pas-de-Calais (2010 → 2014) Conseiller départemental de Valenciennes (2021 → ) Président de la CA Valenciennes Métropole (2016 → ) Réélu pour le mandat 2020-2026, |

### Jumelages
La ville de Valenciennes est jumelée avec :
- Medway (Royaume-Uni) depuis 1955
- Chatham (Royaume-Uni)
- Düren (Allemagne) depuis 1959
- Agrigente (Italie) depuis 1982
- Gliwice (Pologne) depuis 1991
- Moscou (Russie) depuis 1991
- Nacka (Suède) depuis 1992
- Yichang (Chine) depuis 1998
- Óbuda (Hongrie) depuis 1999
- Miskolc (Hongrie)
- Brioude (France)

### Distinctions et labels
Valenciennes a été en 2007, la première « Capitale régionale de la culture » du Nord-Pas-de-Calais. De nombreux événements se sont donc déroulés dans la ville et son agglomération, tels que le festival de musique « Son'Arts », un concert de l'orchestre national de Lille sur la Place d'Armes, ou encore un concert-pyrotechnique né de l'association du groupe de musique valenciennois Art Zoyd et de l'artificier Groupe F. C'est lors de la cérémonie de clôture de l'événement, le 21 décembre 2007 qu'est inaugurée sur la Place d'Armes l'œuvre Valenciennes, imaginée par l'artiste Jean-Baptiste Métais.

## Équipements et services publics

### Enseignement

#### Enseignement du premier degré
En 2019, on dénombre sur le territoire communal 17 écoles maternelles et 16 écoles primaires ou élémentaires. La majeure partie de ces établissements sont publics, mais l'on retrouve tout de même 4 maternelles et 4 écoles primaires ou élémentaires privées. Certaines écoles sont regroupées en groupe scolaire, c'est le cas du groupe scolaire Jean Mineur par exemple, qui accueille une école maternelle et une école primaire dans un même bâtiment.

#### Enseignement du second degré
Également en 2019, on compte 6 collèges à Valenciennes dont 4 publics (collège Watteau, collège Carpeaux, collège Eisen, collège Chasse Royale) et 2 privés (collège Saint Jean Baptiste de La Salle, collège Sainte Marie).
Au niveau des lycées, eux sont au nombre de 7 :
- Lycée du Hainaut, proposant des filières générales (scientifique), technologiques (STI2D) et professionnelles (carrosserie, MELEC, chaudronnerie...).
- Lycée Wallon, proposant des filières générales (littéraire, scientifique et économique et sociale) et technologiques (STMG).
- Lycée Watteau, proposant des filières générales (littéraire, scientifique et économique et sociale) et technologiques (STMG). Il a aussi la particularité d'offrir aux lycéens la possibilité de passer le bac l'ABIBAC.
- Lycée de l'Escaut, proposant des filières générales (littéraire, scientifique et économique et sociale) et technologiques (STL).
- Lycée privé Dampierre, proposant des filières technologiques (STI2D et STMG), professionnelles (hôtellerie, MELEC, menuiserie...) et des CAP (électricité et ATMFC).
- Lycée privé La Sagesse, proposant des filières technologiques (STMG, STL, ST2S) et professionnelles (relation client, gestion-administration, et services à la personne).
- Lycée privé Notre-Dame, proposant des filières générales (littéraire, scientifique et économique et sociale).

Le taux de scolarisation des personnes âgées de 15 à 17 ans est de 92,3 % en 2015 à Valenciennes, ce qui est légèrement inférieur à la moyenne nationale qui est de 96,0 % selon l'INSEE.

#### Université

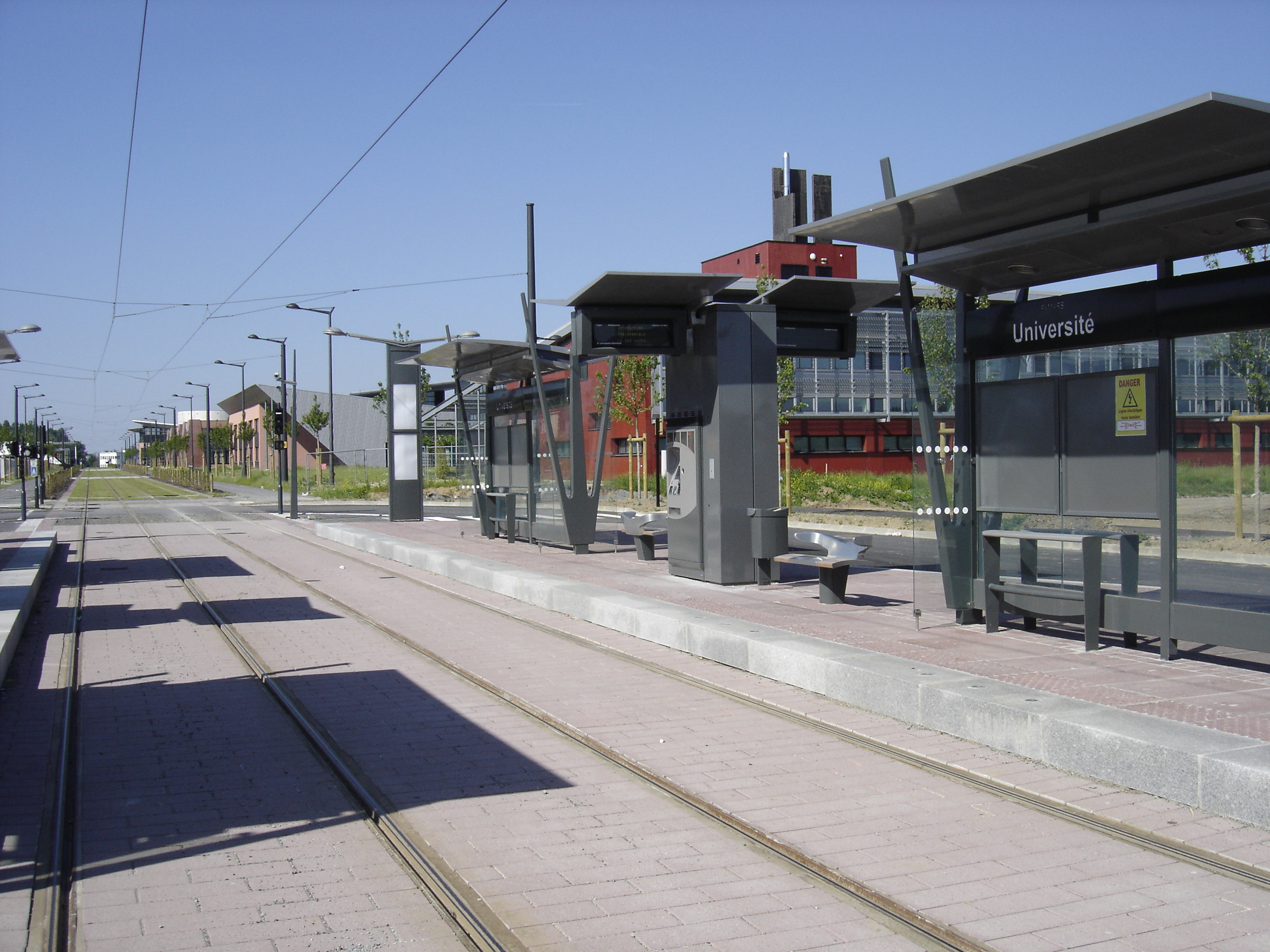
L'arrêt Université du tramway.

Créée en 1968, l'Université Polytechnique Hauts-de-France (anciennement université de Valenciennes et du Hainaut- Cambrésis) occupe deux campus universitaires à Valenciennes (« Mont Houy » à Aulnoy-lez-Valenciennes et Famars, et « Tertiales », en centre-ville) et deux antennes (à Cambrai et Maubeuge). Elle accueille plus de 10 000 étudiants et prépare à plus de 150 formations avec des laboratoires de recherche, des formations permanentes, sections internationales, secteurs secondaire et tertiaire, sciences humaines, lettres, sciences, langues et droit, Sciences et Techniques des Activités Physiques et Sportives (STAPS) et une école d'ingénieur, l'INSA Hauts-de-France.
L'université de Valenciennes propose également une formation reconnue en administration publique grâce à son IPAG, qui est le plus grand de France.

#### Classes préparatoires
- Le lycée Henri-Wallon propose des classes préparatoires scientifiques (physiques, mathématiques et informatiques)[113]
- Le lycée Watteau propose des classes préparatoires littéraires (khâgne et hypokhâgne)[114]
- Le lycée du Hainaut propose des classes préparatoires aux grandes écoles, section technologie et sciences industrielles (TSI) réservées aux bacheliers STL et STI2D. Il prépare ainsi au concours des écoles d'ingénieurs et permet l'accès à un niveau BAC+5[115].
- Le lycée de l'Escaut propose une classe préparatoire sur les techniques de laboratoire et de procédés industriels[116].

#### Autres écoles
- ESAD Valenciennes (École supérieure d'art et de design), sous la tutelle des ministères de la Culture et de l'Éducation Nationale. Elle fait partie du réseau des écoles d'art territoriales françaises et délivre des diplômes DNA du grade de Licence et DNSEP du grade de Master, avec option design d'espace ou arts.
- Le CVRH (Centre de Valorisation des Ressources Humaines), anciennement l'ENTE, forme des cadres techniques et administratifs du Ministère de la Transition écologique et de la cohésion des territoires.
- Rubika, rassemblant l'Institut Supérieur de Design (ISD), forme des cadres industriels pour le design produit et transports, Supinfocom enseignant la conception en 3D et en animation, et Supinfogame, qui forme aux métiers des jeux vidéo. Ces 3 écoles ont pour point commun d'avoir été créées par la CCI Grand-Hainaut, en 1988 pour l'ISD et Supinfocom, et en 2001 pour Supinfogame[117].
- InGHenia (anciennement IPHC), école d'ingénieurs par apprentissage spécialisée en génie Industriel et génie ferroviaire, campus de l'École des mines de Douai.

### Santé
En 2019, la ville dispose de plusieurs grands centres hospitaliers : la clinique privée Vauban et l'hôpital public Jean Bernard. Ce dernier dispose d'une capacité d'accueil de 1850 lits, emploie près de 4 500 personnes dont 400 médecins, et est le 3e centre hospitalier des Hauts-de-France en termes d'importance. Sur la commune de Saint-Saulve à quelques kilomètres, on retrouve la clinique privée du Parc. Les deux cliniques privées, Vauban et le Parc, appartiennent au groupe Elsan.

### Équipements sportifs
La pratique de sports divers et variés est aisée à Valenciennes au vu de la multitude d'infrastructures sportives présentes sur son territoire. La ville dispose, entre autres, de nombreux terrains de football, gymnases et complexes sportifs qui permettent la pratique de sports tels que le handball, l'escalade, le tennis de table, le futsal,le handibasket et le volleyball pour ne citer qu'eux, mais également d'un terrain de baseball, d'un centre aquatique avec bassin olympique, d'un terrain de rugby, d'un tennis club, d'une patinoire, d'une base nautique et d'un golf de 9 trous, ayant actuellement en 2019, pour projet de s'agrandir à 18 trous. Pour la pratique du jogging ou de la course à pied, deux pistes d'athlétisme sont ouvertes à tous la journée.
Certains quartiers ont bénéficié de l'installation d'infrastructures sportives à petit gabarit comme des city-stades, des boulodromes ou des skateparks pour que le maximum d'habitants aient un lieu où pratiquer une activité physique à proximité.
Le stade du Hainaut est uniquement destiné à un usage professionnel pour le football ou le rugby.

### Infrastructures de loisirs
- Multiplexe cinématographique Pathé (3 660 places)
- Laser Game Evolution (2 labyrinthes multi-niveaux) présent dans la ville depuis 2005 et l'un des premiers centre Laser Game Evolution de France est situé sur la zone du Gaumont depuis 2014. Il propose deux activités : Le Laser Game (dernière technologie Laser V3) et le Blindtest (Quiz musical) avec sa technologie à reconnaissance vocale.
- Bowling Le Satellium sur la zone du Gaumont (24 pistes) et bowling de l'Arsenal, au passage de l'Arsenal dans le centre-ville.
- Escape Game Passager 23 (4 salles de jeu)
- Patinoire Valigloo
- Base nautique du Vignoble
- Stade du Hainaut (25 172 places)
- Centre aquatique Nungesser avec son bassin olympique, son bassin ludique et son espace détente composé entre autres d'un sauna, d'un hammam et d'un solarium.

## Population et société

### Démographie

#### Évolution démographique
L'évolution du nombre d'habitants est connue à travers les recensements de la population effectués dans la commune depuis 1800. Pour les communes de plus de 10 000 habitants les recensements ont lieu chaque année à la suite d'une enquête par sondage auprès d'un échantillon d'adresses représentant 8 % de leurs logements, contrairement aux autres communes qui ont un recensement réel tous les cinq ans,.

En 2022, la commune comptait 42 979 habitants, en évolution de −1,6 % par rapport à 2016 (Nord : +0,51 %, France hors Mayotte : +2,11 %).
| 1800   | 1806   | 1821   | 1831   | 1836   | 1841   | 1846   | 1851   | 1856   |
| ------ | ------ | ------ | ------ | ------ | ------ | ------ | ------ | ------ |
| 16 918 | 19 016 | 19 906 | 18 953 | 19 499 | 21 343 | 22 040 | 23 263 | 24 229 |

| 1861   | 1866   | 1872   | 1876   | 1881   | 1886   | 1891   | 1896   | 1901   |
| ------ | ------ | ------ | ------ | ------ | ------ | ------ | ------ | ------ |
| 24 966 | 24 344 | 24 662 | 26 083 | 27 607 | 27 575 | 28 700 | 29 912 | 30 946 |

| 1906   | 1911   | 1921   | 1926   | 1931   | 1936   | 1946   | 1954   | 1962   |
| ------ | ------ | ------ | ------ | ------ | ------ | ------ | ------ | ------ |
| 31 759 | 34 766 | 34 425 | 40 023 | 42 359 | 42 564 | 38 684 | 43 434 | 45 379 |

| 1968   | 1975   | 1982   | 1990   | 1999   | 2006   | 2011   | 2016   | 2021   |
| ------ | ------ | ------ | ------ | ------ | ------ | ------ | ------ | ------ |
| 46 626 | 42 473 | 40 275 | 38 441 | 41 278 | 42 426 | 43 471 | 43 680 | 42 991 |

| 2022   | - | - | - | - | - | - | - | - |
| ------ | - | - | - | - | - | - | - | - |
| 42 979 | - | - | - | - | - | - | - | - |

D'après les estimations de population de l'Insee, Valenciennes compte 42 979 habitants en 2022, ce qui en fait la 6e ville du département derrière Lille, Roubaix, Tourcoing, Dunkerque et Villeneuve-d'Ascq. Dépassant la population de Boulogne-sur-Mer en 2010, elle est également aujourd'hui la 10e de la région. Sa croissance est assez importante, +7,4 % entre 1990 à 1999 et +4,8 % entre 1999 et 2006.
L'aire d'attraction de Valenciennes (partie française) compte 336 984 habitants en 2022, ce qui la place au 3e rang dans les Hauts-de-France. La communauté d'agglomération Valenciennes Métropole regroupe 192 075 habitants.

#### Pyramide des âges
La population de la commune est relativement jeune. En 2018, le taux de personnes d'un âge inférieur à 30 ans s'élève à 41,8 %, soit au-dessus de la moyenne départementale (39,5 %). À l'inverse, le taux de personnes d'âge supérieur à 60 ans est de 22,1 % la même année, alors qu'il est de 22,5 % au niveau départemental.
En 2018, la commune comptait 20 970 hommes pour 22 435 femmes, soit un taux de 51,69 % de femmes, légèrement inférieur au taux départemental (51,77 %).
Les pyramides des âges de la commune et du département s'établissent comme suit.
| Hommes | Classe d’âge | Femmes |
| ------ | ------------ | ------ |
| 0,8    | 90 ou +      | 1,9    |
| 4,9    | 75-89 ans    | 8,9    |
| 12,3   | 60-74 ans    | 15,2   |
| 16,3   | 45-59 ans    | 16,7   |
| 20,8   | 30-44 ans    | 18,4   |
| 28,0   | 15-29 ans    | 23,8   |
| 17,0   | 0-14 ans     | 15,1   |

| Hommes | Classe d’âge | Femmes |
| ------ | ------------ | ------ |
| 0,5    | 90 ou +      | 1,4    |
| 5,3    | 75-89 ans    | 8,1    |
| 14,8   | 60-74 ans    | 16,2   |
| 19,1   | 45-59 ans    | 18,4   |
| 19,5   | 30-44 ans    | 18,7   |
| 20,7   | 15-29 ans    | 19,1   |
| 20,2   | 0-14 ans     | 18     |

### Manifestations culturelles et festivités

#### Festivals
Valenciennes accueille plusieurs festivals de genres artistiques variés. Celui ayant le plus d'impact étant le Festival 2 Cinéma, festival de cinéma se déroulant au cours du mois de mars spécialisé dans les œuvres documentaires et de fiction. Il se décompose alors en 2 compétitions et récompense les meilleurs films de leur catégorie. Dans un autre art est créé en 2007 à l'occasion de la sélection de Valenciennes comme capitale régionale de culture, le festival de musique « Embar(o)quement immédiat ». Se déroulant chaque année durant tout le mois de mai, le festival met à l'honneur la musique baroque avec l'organisation de concerts et de spectacles.

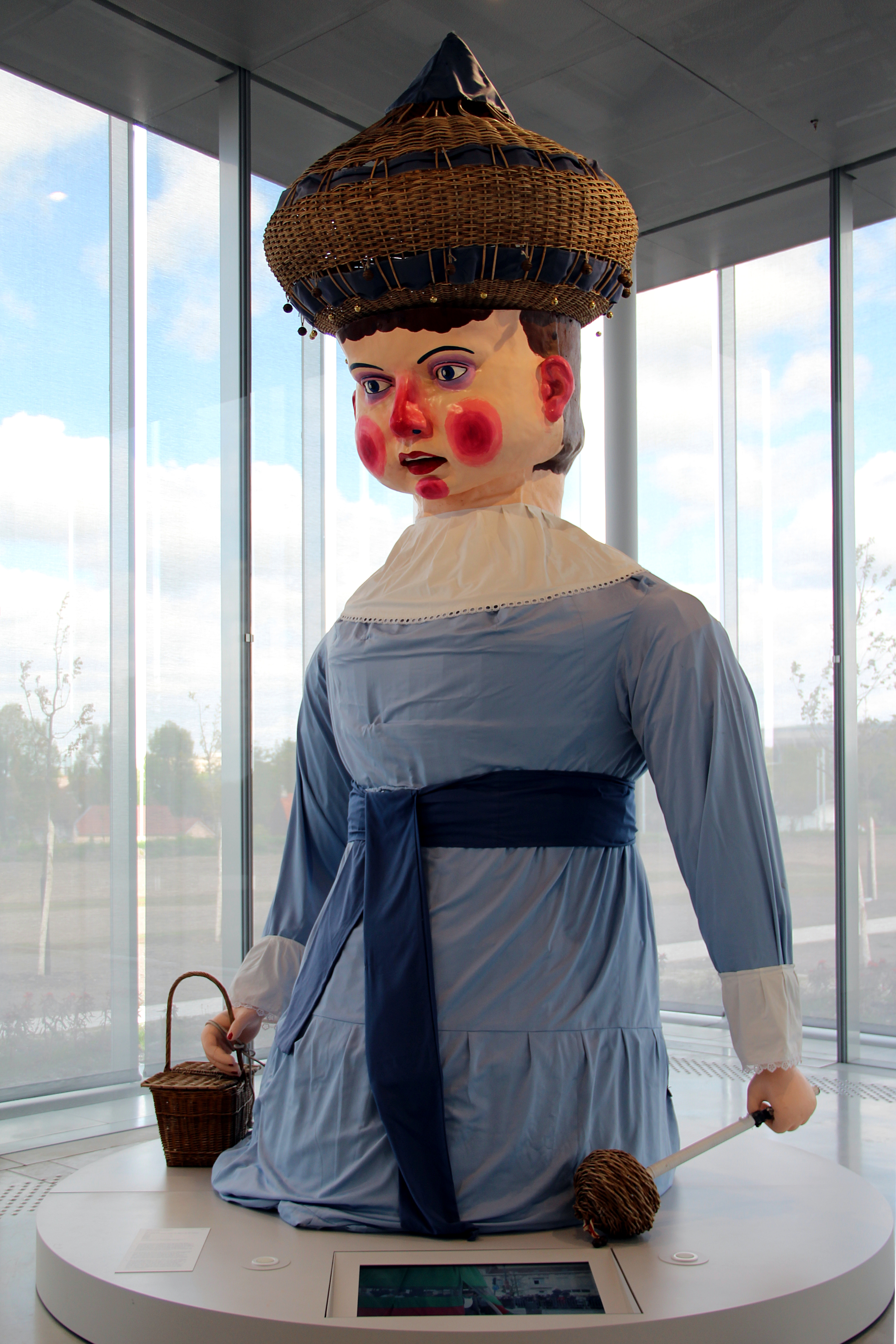
« Binbin », le géant de Valenciennes

#### Évènements traditionnels
Évènement majeur du commerce local, la grande braderie, renommée « Fête du Commerce » en 2017, qui se déroule lors du premier week-end de septembre, est l'occasion pour les commerçants du centre-ville d'augmenter leur visibilité en installant leur étal devant leur boutique et aux clients d'effectuer de bonnes affaires. Des antiquaires et des brocanteurs professionnels prennent également possession de la Place d'Armes, en y déballant leur brocante. C'est lors de ce même mois de septembre qu'ont lieu « Les Folies de Binbin ». Ce dernier est un cortège carnavalesque, traditionnel du nord de la France, où parade une dizaine de troupes et groupes carnavalesques venus de toute l'Europe, ainsi que le géant de la ville, « Binbin ».

#### Marche des Fiertés

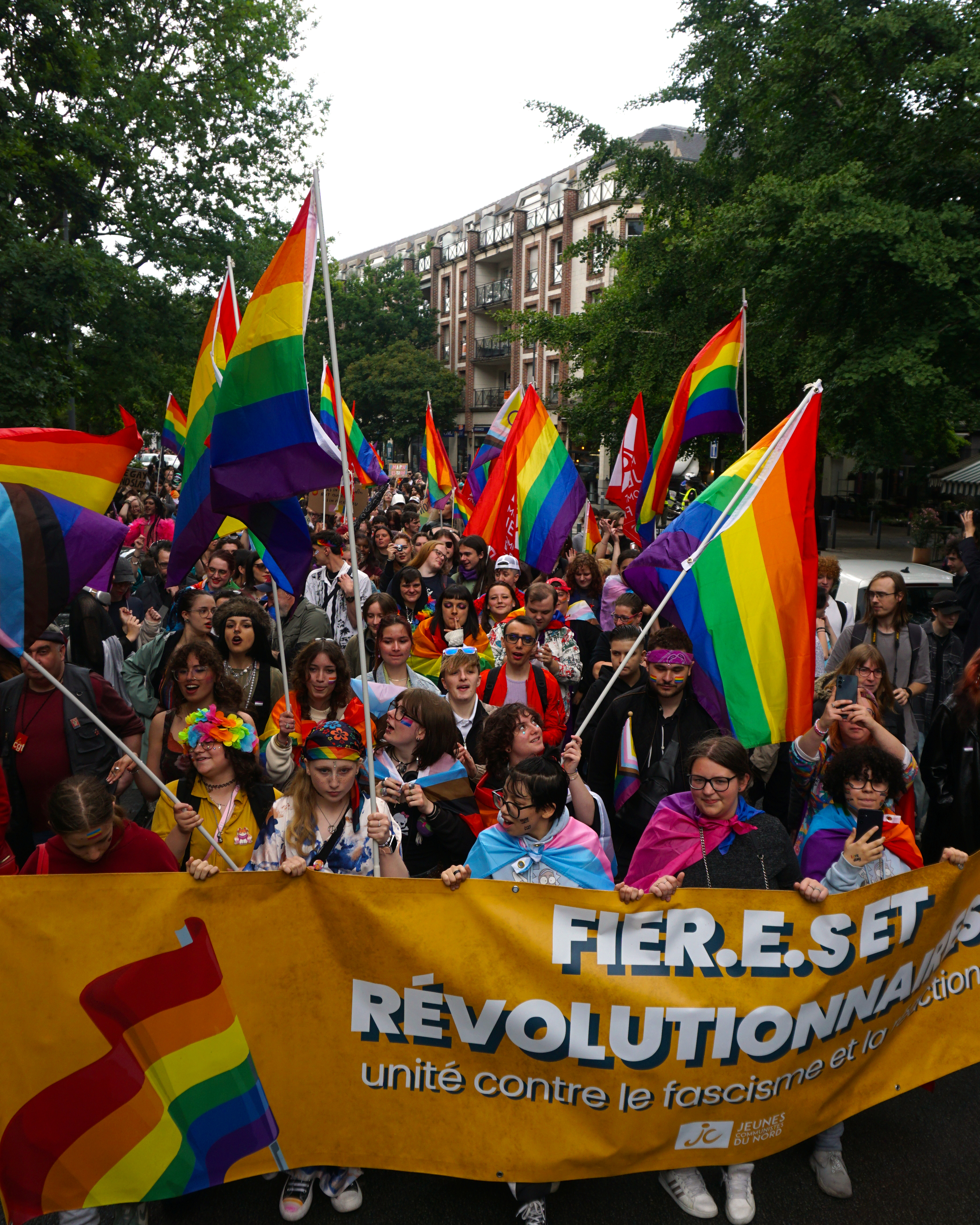
Photo de la seconde édition de la marche des Fiertés de Valenciennes.

La ville de Valenciennes a vu l'organisation de sa première Marche des Fiertés le 1er juin 2024. Cette initiative a été portée par la Jeunesses Communistes de Valenciennes et a rassemblé plus de 250 personnes pour revendiquer la tolérance et l'égalité des droits pour les personnes LGBTQIA+.
L'année suivante le 7 juin 2025, une deuxième édition a eu lieu, rassemblant environ 400 personnes. Cette édition se voulant plus ambitieuse avec l'introduction d'un village associatif malgré les difficultés liées au refus initial de la mairie de Valenciennes d'installer le village.

### Sports et loisirs

#### Clubs sportifs
| Principaux clubs jouant à Valenciennes            |                        |          |                                                        |                            |
| Équipe                                            | Sport                  | Fondé en | Ligue                                                  | Stade                      |
| Valenciennes Football Club                        | Football               | 1913     | National                                               | Stade du Hainaut           |
| Hainaut Volley                                    | Volley-ball            | 1948     | Élite féminine                                         | Salle du Hainaut           |
| Valenciennes Hainaut Hockey Club                  | Hockey sur glace       | 1969     | Division 2                                             | Patinoire Valigloo à Marly |
| Hockey Club Valenciennes                          | Hockey sur gazon       | 1948     | Nationale 1                                            | Complexe Vauban            |
| Pélican Club Valenciennes                         | Natation et Water-polo | 1920     | Nationale 1 (Water-polo)                               | Centre aquatique Nungesser |
| Vipères de Valenciennes                           | Baseball               | 1989     | Division 1                                             | Vipères Park               |
| Union sportive de tennis de table de Valenciennes | Tennis de table        | 2005     | Nationale 3                                            | Complexe Fort Minique      |
| Union sportive Valenciennes athlétisme            | Athlétisme             | 1892     | Fédération française d'athlétisme                      | Stade Pierre Carous        |
| Rhônel Sporting Club de Valenciennes              | Basket-ball            | 1933     | Ligue du Nord Pas de Calais de basket-ball             | Complexe Fort Minique      |
| Cercle d'escrime de Valenciennes                  | Escrime                | 1892     | Fédération Française d'Escrime                         |                            |
| Union Sportive Valenciennes Marly                 | Cyclisme               |          | FFC et UFOLEP                                          |                            |
| CPSMV                                             | Plongée-sous-marine    | 1975     | Fédération française d'études et de sports sous-marins | Centre Aquatique Nungesser |

Autres clubs populaires
- Valenciennes Faubourg de Lille Futsal, jouant à domicile à la Salle des Tertiales, dans les championnats régionaux.
- Tennis Squash Badminton Valenciennes (TSBV en abrégé), qui possède son complexe près du Stade du Hainaut et est engagé dans les interclubs de tennis, squash et badminton .
- Les Red Rabbits, section Roller in line hockey du club Val Roller, jouant à domicile dans l'Avenue des Sports (non loin du Stade du Hainaut et du complexe TSBV), au niveau régional.
- Rugby Club Valenciennois, jouant au Stade Denayer de Marly, club d'envergure régionale.
- Valenciennes Université Club, omnisports.

#### Événements sportifs
Depuis le début des années 80, les rues de la ville voient défiler de nombreux coureurs et marcheurs à l'occasion des Foulées Valenciennoises qui se déroulent entre fin mars et début avril. Elles se décomposent en plusieurs épreuves :
- une course de 10 km, disposant du label international de la Fédération Française d'Athlétisme depuis 2017
- une course de 5 km, voulue plus festive que celle de 10 km puisqu'il est recommandé d'y venir déguisé
- une course de 2 km réservée aux garçons des catégories minimes (14 et 15 ans) et benjamins (12 et 13 ans)
- une course de 2 km réservée aux filles des catégories minimes (14 et 15 ans) et benjamins (12 et 13 ans)
- une randonnée / épreuve de marche nordique de 8 km
- un parcours de 800 m et un de 1 600 m, appelés les foulées santé

Le record de fréquentation est détenue par l'édition de 2019 avec près de 7 500 participants dont 3 500 rien que pour l'épreuve des 10 km. Cet événement à aussi vu se dérouler lors de l'édition 2014, les championnats de France du 10 km.
Toujours dans les domaines de la course et de la marche à pieds, l'Urban Trail de Valenciennes est une course populaire de 10 km sans classement qui est organisée tous les ans en octobre depuis 2017, par la ligue d'athlétisme des Hauts-de-France. Elle permet aux participants de découvrir certains lieux emblématiques de la ville d'une manière plus ludique. Et dans le même esprit que l'Urban Trail, le Vélotour de Valenciennes est un parcours cycliste de 25 km (15 km sans les boucles optionnelles) qui a les mêmes objectifs que l'Urban Trail, sauf qu'ici le parcours doit être réalisé à vélo.
Le tennis club de Valenciennes (complexe TSBV) accueille chaque année au mois de mars ou d'avril, l'Open international de tennis de Valenciennes qui voit s'affronter des joueurs non-classés à certains joueurs classés invités. Il accueille aussi l'Open national de squash de Valenciennes qui se déroule en mai.
Événements sportifs à caractère exceptionnel s'étant déroulés à Valenciennes

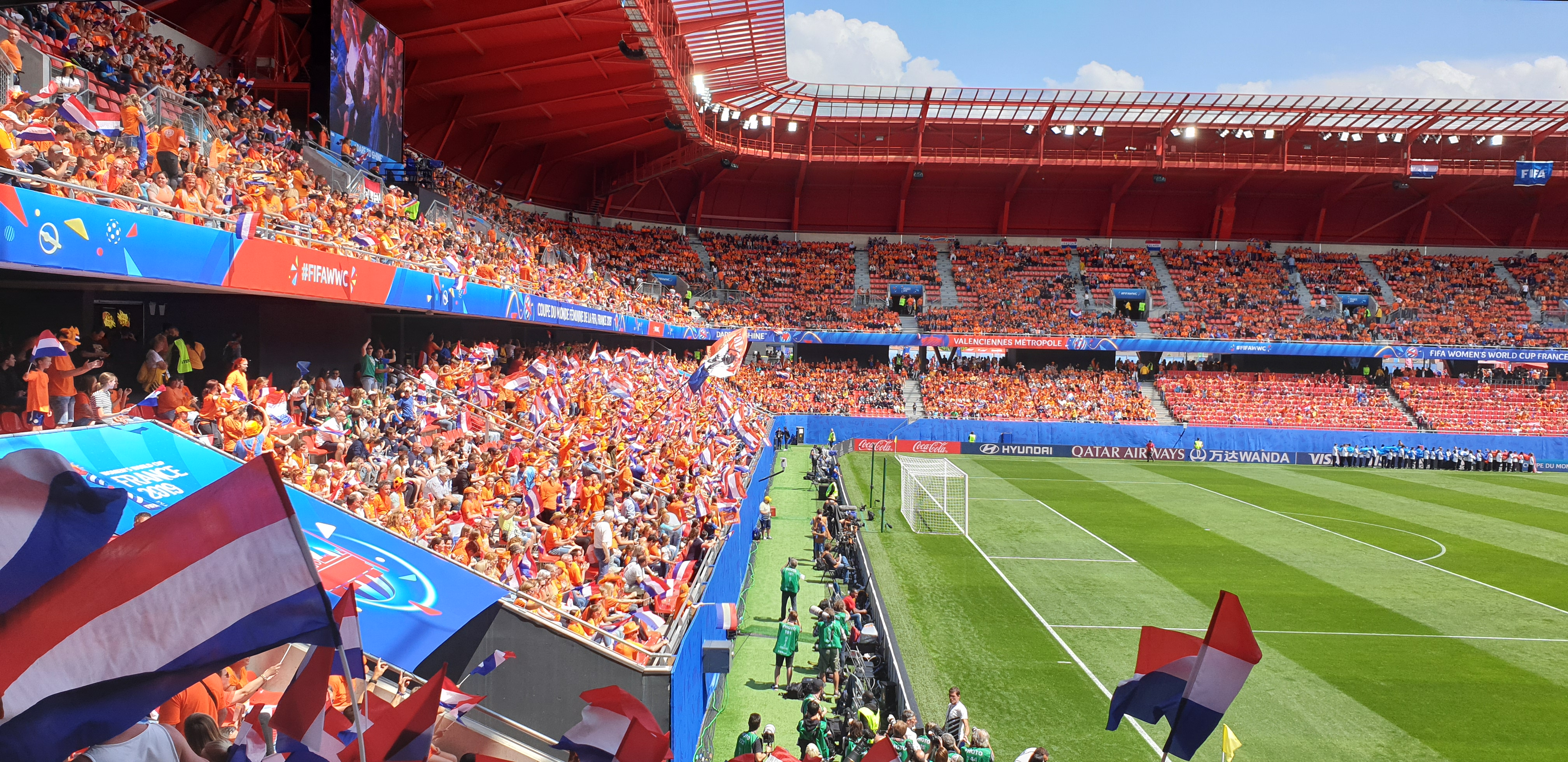
Tribune Nord du Stade du Hainaut durant le match Pays-Bas / Cameroun de la Coupe du monde féminine de football 2019

Ville hôte lors de la Coupe du monde féminine de football 2019, Valenciennes a accueilli 6 matches au sein du Stade du Hainaut, dont 4 matches de poules, un huitième de finale (Angleterre - Cameroun) et un quart de finale (Italie - Pays-Bas). À la suite du succès de l'événement, la Fédération Française de Football a décidé de créer une nouvelle compétition, le Tournoi de France. La première édition de cette compétition s'est déroulée du 4 au 10 mars 2020, l'enceinte du Stade du Hainaut accueillant 3 des 6 matches de la compétition.
La ville a accueilli les championnats d'Europe de squash individuel du 4 au 7 juin 2014 dans son complexe du TSBV.
Valenciennes accueille également, le 7 juillet 2025, le départ de la troisième étape du Tour de France 2025.

#### Divers
Le 24 juillet 1914, le Valenciennois René Georges devient champion du monde de tir.

### Médias
- France 3 Nord-Pas-de-Calais
- La Voix du Nord Édition Valenciennes
- L'Observateur du Valenciennois
- VA Infos
- CN'O Radio
- Radio Club Wallers-Arenberg, radio locale associative (105.7 MHz)
- Wéo, chaîne basée à Lille et émettant dans le Nord-Pas de Calais sur le canal 30, et en Picardie sur le canal 35.
- France Bleu Nord, radio locale du groupe Radio France (87.7 MHz / 94.7 MHz)
- Radio Contact, 1re radio régionale des Hauts-de-France basée à Lille (100.8 MHz)
- Radio Condé Macou (RCM), radio locale associative basée à Condé sur l'Escaut (98.4 MHz)

Antennes régionales de radios nationales (catégorie C) : RTL2 Nord (89.1 MHz), NRJ Valenciennes (98.8 MHz), Skyrock Nord (94.3 MHz), Chérie FM Nord (93.9 MHz) et RFM Nord (95.9 MHz).
Le DAB+ est également présent à Valenciennes sur les canaux 7A (Valenciennes local) et 8A (Lille étendu).

### Cultes

#### Édifices et lieux de culte
Par le christianisme, la présence religieuse dans la ville est ancienne.

#### Catholiques
En 1008, une famine fut suivie d'une terrible épidémie de peste. Selon la tradition locale, la Vierge Marie aurait alors déroulé autour de la cité un cordon qui, miraculeusement, protégea ses habitants de la maladie; ce fait engendra un pèlerinage qui dure depuis lors.
La première fondation en Occident de l'ordre du Carmel se fit à Valenciennes en 1224. En 1654, Françoise Badar y créa un couvent de filles de la Sainte-Famille et devint sa première mère supérieure.
En 1792, un arrêté signifiant la fermeture de tous les couvents dans le Nord-Pas-de-Calais inquiéta les religieux valenciennois après trois années de calme relatif. En juin 1794, les troupes révolutionnaires revinrent à Valenciennes après la victoire de Fleurus. Au mois de septembre de la même année, une commission militaire spéciale fut créée afin de juger ceux accusés de « crime d'émigration » et placés sous l'égide de Jean-Baptiste Lacoste. Ce dernier organisa, sous couvert d'une répression légale amenant à de nombreuses arrestations et exécutions, une déchristianisation locale et cruelle. Plus de soixante prêtres, religieux et simples fidèles catholiques valenciennois en firent les frais, mais ce sont les Ursulines qui payèrent proportionnellement le plus lourd tribut. En effet, sur les trente-deux du couvent, vingt-et-une parvinrent à fuir, mais douze religieuses (dont une Clarisse qui pensait avoir trouvé refuge) furent guillotinées.

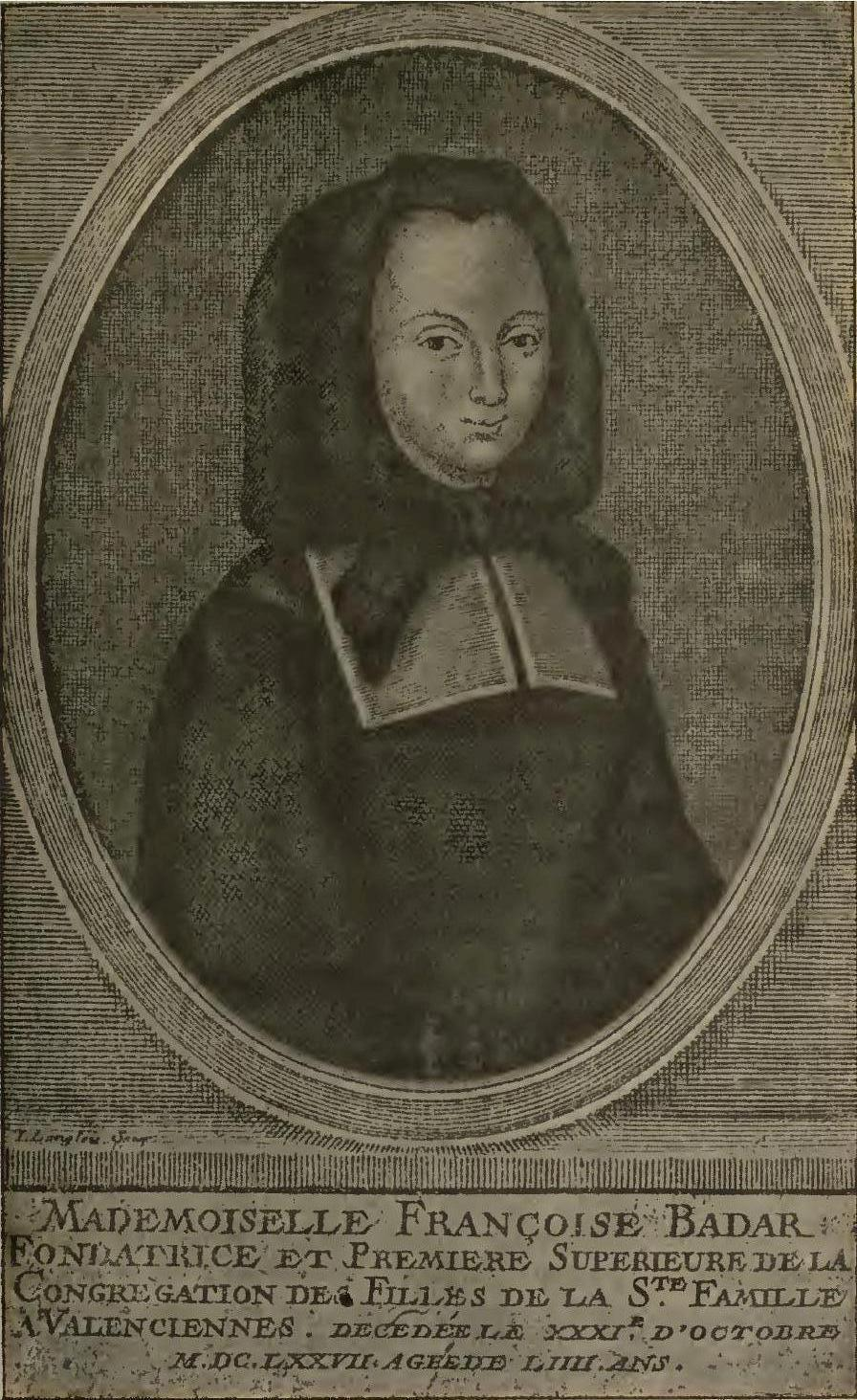
Françoise Badar
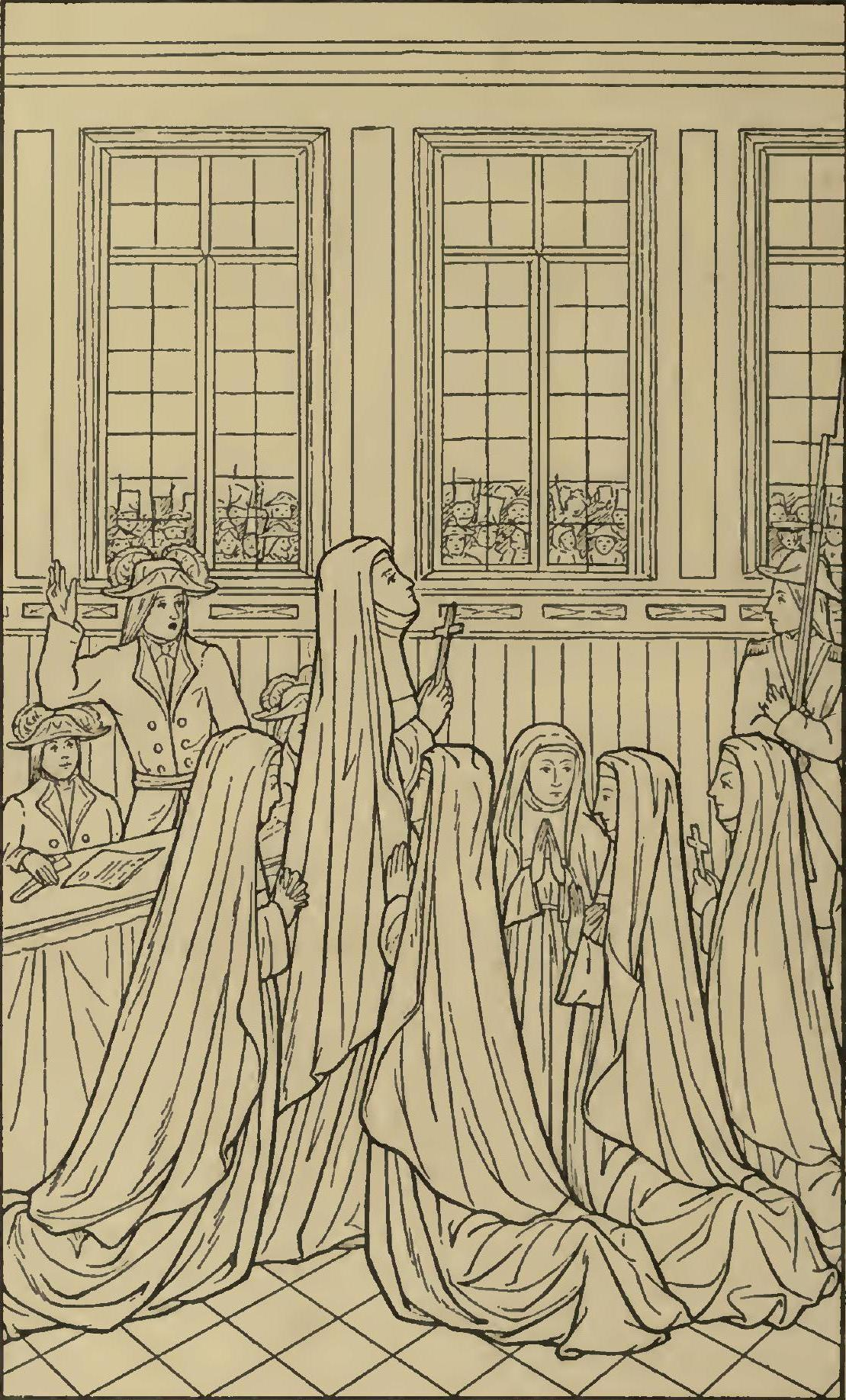
Les Ursulines de Valenciennes - après la mortelle sentence
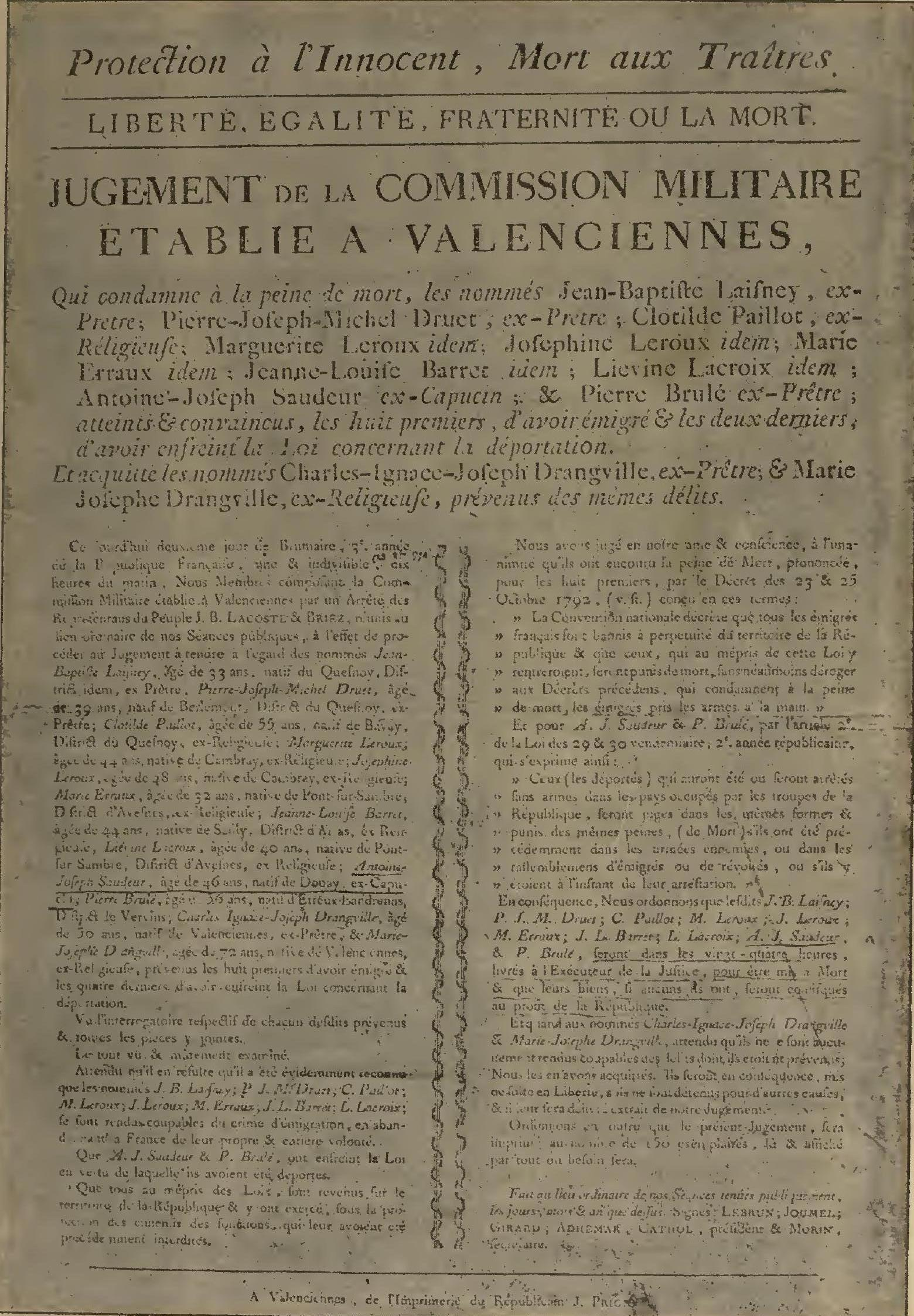
Édit de condamnation à mort des prêtres et religieuses de Valenciennes (octobre 1794)
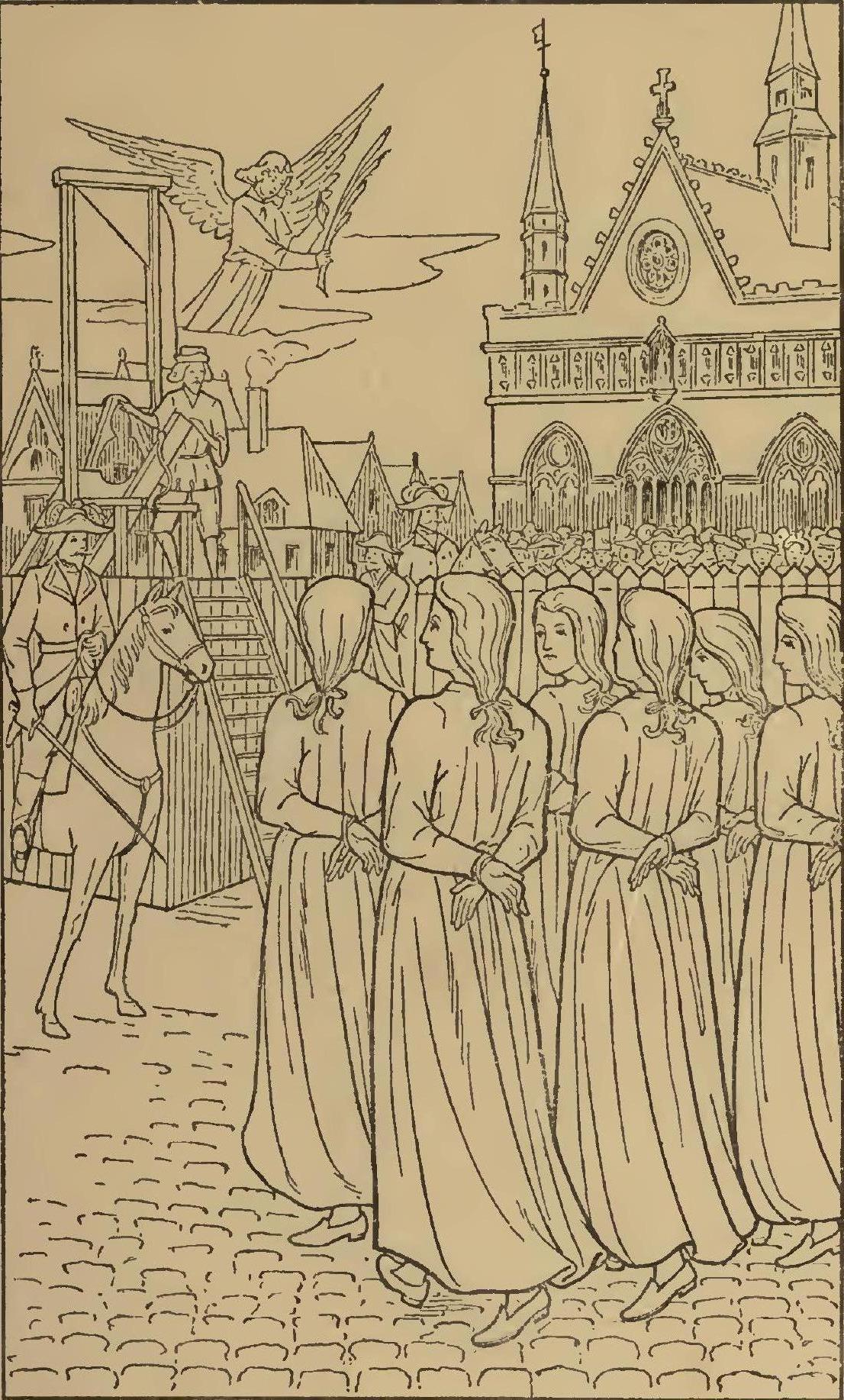
Les derniers moments des Ursulines valenciennoises avant l'échafaud

En 1892, Notre-Dame du Saint-Cordon fut proclamée sainte patronne de Valenciennes. Puis, en 1920, les Ursulines martyres de Valenciennes furent béatifiées par le pape Benoît XV.

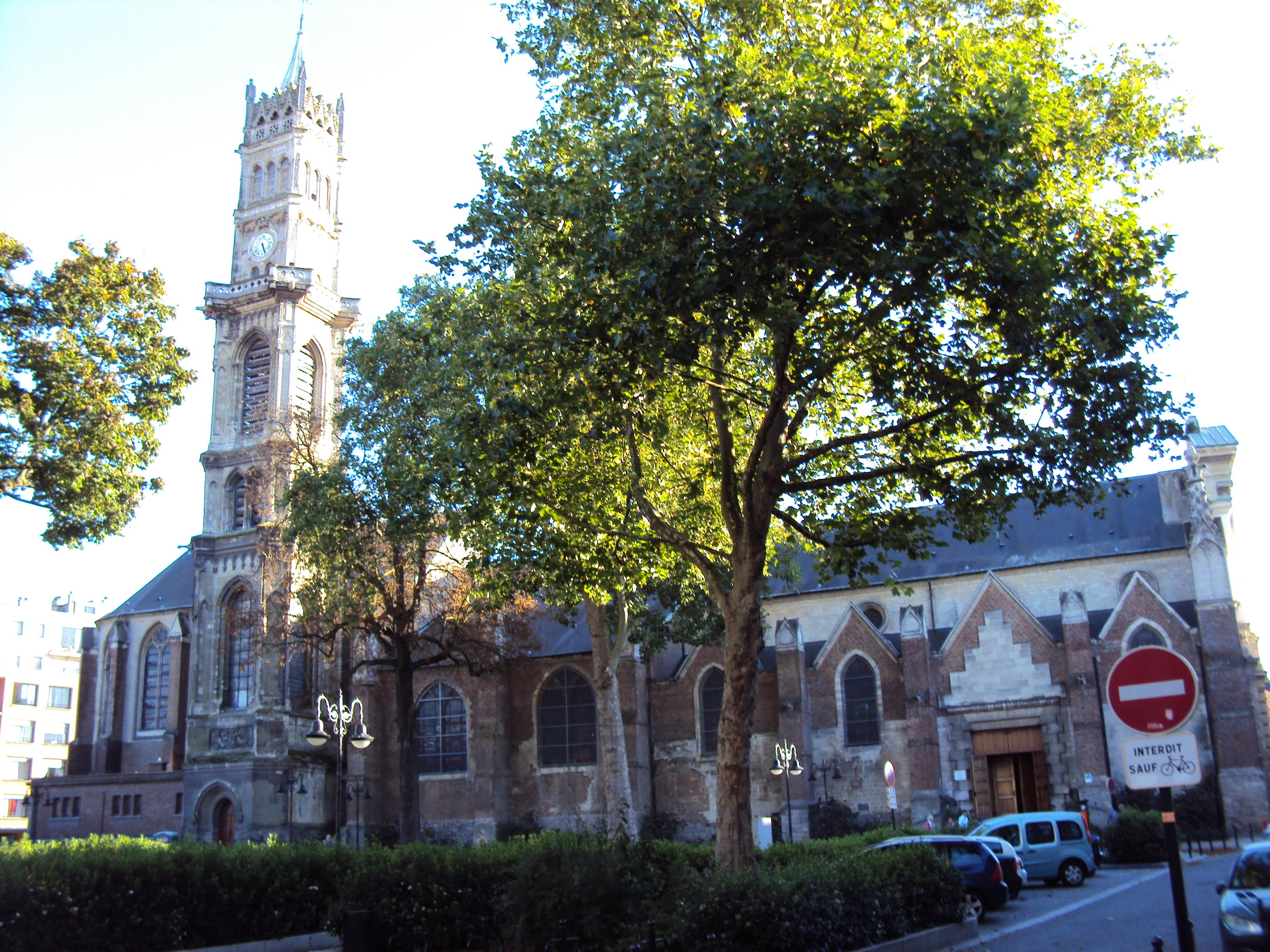
Église Saint-Géry.

Les lieux suivants se trouvent donc sur la paroisse Notre-Dame du Saint-Cordon, composante du Doyenné de Valenciennes (6 paroisses), lui-même faisant partie du diocèse de Cambrai :
- la basilique Notre-Dame-du-Saint-Cordon, place Abbé Thellier de Poncheville (1852-1864, Alexandre Grigny, architecte diocésain) ;
- l'église du Sacré-Cœur, avenue Dampierre
- l'église Saint-Géry, rue de Paris
- l'église Saint-Michel, avenue de Liège
- l'église Sainte-Croix, avenue de Condé (dépendant de la paroisse St Jean du Mont d'Anzin)

Faisant partie du même doyenné et intégrées à la paroisse Saint-Vincent de Paul en Valenciennois (administrée par les Fils de la Charité) se trouvent :
- l'église Notre-Dame du Sacré-Cœur, rue du Faubourg de Paris.
- l'église Saint-Vaast, avenue de Croy.
- l'église Saint-Nicolas, rue de Paris, qui était originellement la chapelle des jésuites. Construite de 1601 à 1606 sur les plans de Henri Hoeimaker, sa façade a été modifiée au XVIIIe siècle tandis que son intérieur a été réaménagé. Elle est devenue une salle de spectacle. L'église Saint-Géry a vu sa restauration se terminer en 1965 (à la suite des dégâts causés par la Seconde Guerre mondiale). Les paroisses de Saint-Géry et de Saint-Nicolas furent alors fusionnées. Par la suite, les fidèles de la nouvelle paroisse durent se rendre exclusivement à l'église Saint-Géry, puisque Saint-Nicolas était désaffectée avant d'être transformée en auditorium.
- la chapelle Saint-Joseph, avenue du Faubourg de Cambrai ;
- la chapelle Sainte-Bernadette, place des Charbonniers à Dutemple ;
- La chapelle du Carmel, rue Henri Barbusse (Saint-Saulve).
- La chapelle de l'école Marie-Immaculée, rue du Pont Delsaux.
- La chapelle du lycée privé Notre-Dame, rue des Capucins.
- La chapelle de l'ancien hôpital général, place de l'Hôpital Général.
- La chapelle Saint-Joseph dite chapelle des Pères maristes, place Verte (Maison du Pain de Vie).
- La chapelle Notre-Dame-des-Affligés, rue Malplaquet.
- La chapelle la maison des Roses, avenue Duchesnois.
- La chapelle de l'ancien Hôtel-Dieu, avenue de Monaco.
- La chapelle, rue Salle de Comté (temps de vie) .

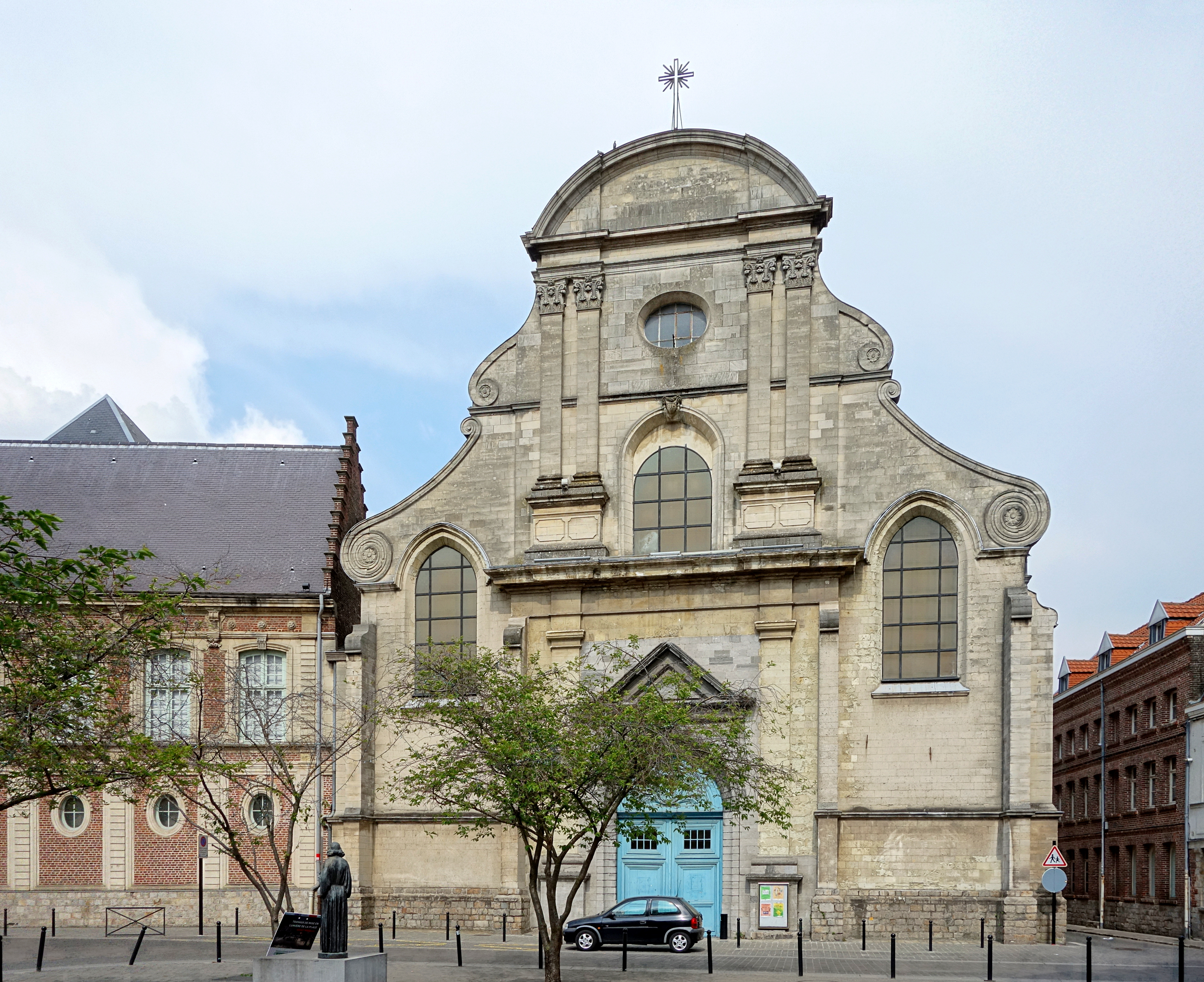
Église Saint-Nicolas.

##### Composantes spécifiques
Malgré les affres de la Révolution française, Valenciennes (à l'instar de ses alentours) est aussi riche par ses communautés et congrégations religieuses tels que les Sœurs de Saint Vincent de Paul (aussi appelées Filles de la Charité), les Petites Sœurs des pauvres, la communauté Bethsaïde des Dames de la Sainte Union aux Sacrés-Cœurs et les Fils de la Charité cités plus haut.

##### Activités cultuelles
Depuis 1008, le deuxième dimanche de septembre, les catholiques du Valenciennois accomplissent autour de la ville un long chemin de 14 km : le tour du Saint-Cordon.
Ce pèlerinage, se déroule lors de la « fête de Notre-Dame du Saint-Cordon ». Il réunit plusieurs milliers de pèlerins. Durant l'année, des groupes de pèlerins viennent prier Notre-Dame du Saint-Cordon en l'église Saint-Géry de Valenciennes (rue Georges-Chastelain) où se trouve actuellement la statue sculptée en 1804.

##### Tour du Saint-Cordon
Depuis l'an 1008 et les événements qui se seraient déroulés dans la nuit du 7 au 8 septembre de la même année (voir section Cultes), la ville connaît chaque deuxième dimanche de septembre, une manifestation de dévotion populaire catholique qu'est le tour du Saint-Cordon. Cette procession mariale suit un parcours de 15 kilomètres à travers les rues de la ville, tout au long duquel la statue de Notre-Dame du Saint-Cordon est portée par les fidèles à la force des bras, qui la transportent sur les différents lieux de prières du parcours. La procession a célébré son millénaire de réalisation en 2009.

#### Protestants et évangéliques
- le Temple réformé, rue de Paris.
- L'Église évangélique de Valenciennes, située rue du Chauffour et de spiritualité pentecôtiste, fut fondée en mars 1940 et est affilié aux Assemblées de Dieu[143].
- l'Église protestante évangélique, rue du Rempart.

#### Mormons
- L'Église de Jésus-Christ des saints des derniers jours, rue Ernest Macarez, est présente avec la paroisse de Valenciennes[144].

#### Judaïsme

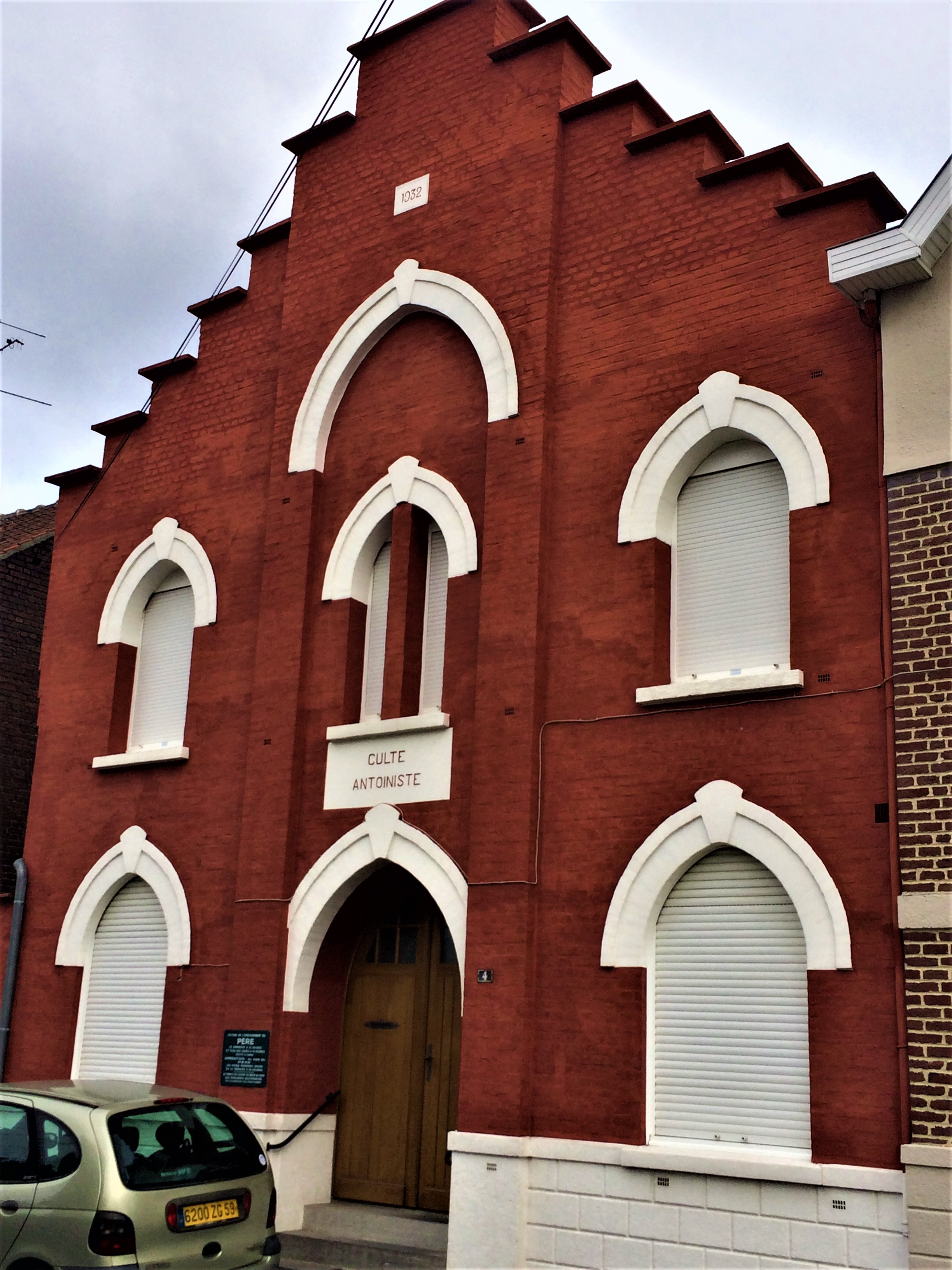
Temple du culte antoiniste

- la synagogue, rue de l'Intendance, la présence d'une communauté juive est attestée dans la ville depuis 1789, et on recense deux familles, soit une douzaine de personnes entre 1798 et 1805[145]. Un local dédié à la prière est acheté en 1849 et permet de ne plus utiliser une pièce aménagée chez un particulier. Cette synagogue, est antérieure à celle de Lille (1891).

#### Islam
La grande mosquée de Valenciennes se situe au sud de la ville, rue François-Colliez. Il existe de nombreuses autres mosquées et salles de prière dans l'agglomération valenciennoise

#### Culte Antoiniste
- Un temple du culte antoiniste, inauguré le 7 août 1932, se trouve 4 rue de Madagascar. Il est de style art déco.

## Économie
- 115 000 actifs (30 % dans l'industrie et 70 % dans le tertiaire)[Quand ?].
- plus de 6 943 entreprises dont 18 parcs d'activités représentant 400 entreprises et 22 300 emplois[Quand ?]nstruction ferroviaire et de mécanique automobile.

Valenciennes a tenté sa reconversion, en particulier dans l'automobile, avec l'implantation de Stellantis à Trith-Saint-Léger et Hordain (ex-Sevelnord), de Toyota à Onnaing, et de Daimler AG à Rouvignies, ainsi que de leurs équipementiers. Le no 1 mondial du pneu Michelin vient compléter l'économie automobile en 2007.
L'industrie ferroviaire est également un pilier de l'activité économique du Valenciennois avec l'implantation d'Alstom, de Bombardier ou encore de l'Agence ferroviaire européenne (European Railway Agency - ERA), et du Centre d'essais ferroviaire.
Mais la sidérurgie n'a pas complètement disparu du paysage industriel. Quelques entreprises se sont spécialisées et ont pu développer leur production, notamment Vallourec à Saint-Saulve, Valdunes ou encore les Laminés Marchands Européens (LME) à Trith-Saint-Léger.
La grande usine Alstom (ex-Bombardier) à Crespin emploie plus de 2 000 personnes et fabrique des trains pour la France entière. Une autre usine Alstom est implantée à Petite-Forêt, où se trouve également le Centre d'essais ferroviaire.
Valenciennes est le siège de la Chambre de commerce et d'industrie du Valenciennois. Elle gère le port fluvial de la ville ainsi que plusieurs écoles supérieures et le CFA.

### Le technopôle
Situé sur le territoire des communes de Famars et de Maing, le technopôle Transalley est spécialisé dans le développement des mobilités innovantes et durables. Basé à l'UPHF du Mont Houy, ce site de haute technologie deviendra un fleuron national, voire mondial, à moyen terme. Cette surface est dédiée à la fois à la poursuite du développement universitaire (2007-2014) et à la création d'un pôle de compétitivité sur trois sites principaux, le CISIT, le C3T et I-Trans.

### L'ère du numérique
Depuis 1989, Valenciennes est engagée dans une démarche de cité numérique par le biais des TIC. Le pari est réussi puisque Valenciennes devient la première ville numérique de la région avec 4 millions d'euros investis en quatre ans.
- L'ACV, « Anneau citoyen valenciennois », permet d'explorer et de participer à la vie municipale, culturelle, économique et associative de la ville. Afin de faciliter la vie quotidienne des Valenciennois, les pouvoirs publics mettent en œuvre des services en ligne. Il est désormais possible de télécharger des formulaires, demander des actes de naissance, de mariage, sans même se déplacer. De même, la mise en place d'un forum donne la possibilité aux citoyens d'échanger des opinions et de s'exprimer librement. Ce portail permet également de suivre l'évolution des grands travaux grâce à la mise en ligne de différents supports permettant d'appréhender au mieux les changements de la ville.
- Le Canal local (Canal 13), télévision citoyenne de Valenciennes, a été créé en 2002, diffusé sur le réseau câblé et sur le portail ACV. Cette télévision permet d'informer la population des événements, elle comprend, entre autres : un journal hebdomadaire, un journal des sports, des reportages institutionnels et une programmation du PhéniX.
- Une salle a été créée afin de retransmettre en direct et en totalité toutes les séances du conseil municipal et autres manifestations. Aujourd'hui, en plus de son mini studio au sein de l'hôtel de ville, la salle du conseil municipal devient une salle de vidéotransmission. La première diffusion, le 16 novembre 2004, a remporté un franc succès. La deuxième édition, au cours de laquelle les Valenciennois ont eu la possibilité de poser des questions en direct, a permis la participation de tous à la vie municipale.
- Gaia network, la chaîne de la Terre dont le siège social est à Paris et les studios à Valenciennes, se propose de soutenir individus et collectivités dans leur effort de développement durable, de réserver une part de ses programmes à l'interactivité, aux productions d'amateurs, aux jeux et à la téléréalité, de proposer une grille novatrice privilégiant l'interdisciplinarité. Généraliste, européenne et francophone, Gaia network verra sa diffusion rendue possible grâce au satellite ASTRA. Dès à présent, le projet se dessine sur internet sur le site gaïa network.com. Ce projet est porté par Dominique Martin Ferrari avec l'aide de la ville de Valenciennes.
- Les « e.magiciens »[147] sont les rencontres européennes de la jeune création numérique, organisées avec le soutien de la CCI du Valenciennois, du conseil régional du Nord-Pas-de-Calais et de l'Union européenne. La manifestation, qui bénéficie du soutien de l'INA, est conçue par les équipes pédagogiques de Supinfocom et de Gobelins. C'est le premier lieu où il est possible de découvrir les travaux de fin d'études des jeunes diplômés des écoles d'infographie et de multimédia. Sont présents à ce titre, les étudiants, les diplômés et les responsables pédagogiques des principales écoles européennes, les professionnels de l'animation et du jeu vidéo.
- La CCI est actuellement chargée de développer un projet de technopôle, qui sera consacré à la création numérique, et plus précisément au jeu vidéo, notamment au serious game. Ce projet s'inscrit dans une nouvelle dynamique de tous les acteurs de la région Nord-Pas-de-Calais, qui se fixe pour ambition, dans les cinq ans qui viennent, de devenir l'une des régions européennes qui comptent pour les industries de programmes issues de la convergence, et particulièrement pour les programmes interactifs sérieux. L'idée est de développer un pôle d'excellence qui fédère tous les talents créatifs de la région, et de développer des passerelles entre jeu vidéo et grands domaines de compétitivité du Nord-Pas-de-Calais : la distribution, la vente à distance, les tissus intelligents, la santé notamment. À Valenciennes, les réussites en France et à l'étranger de Supinfocom, Supinfogame et de l'Institut supérieur de design (ISD), trois écoles qui dépendent de la CCI, sont un moteur pour le succès de ces projets.
- Le FAI Free a annoncé le lundi 1er octobre 2007 le déploiement de son réseau de fibre optique dans la ville de Valenciennes avec une commercialisation de l'offre prévue au second trimestre 2008. Comme prévu, hormis Paris, la ville de Valenciennes sera l'une des premières à bénéficier de l'offre de fibre optique estampillée Free. Free indique ainsi qu'en collaboration avec la ville de Valenciennes, il va déployer un réseau de fibre optique jusqu'à l'abonné dans la ville et apporter à chaque foyer une fibre optique dédiée pour ses usages multimédias et répondre aux besoins des consommateurs en matière d'accès à très haut débit. Aujourd'hui, en 2019, l'offre n'est à ce jour[Quand ?], pas déployée à l'ensemble des habitants de Valenciennes.

### Commerce

#### En centre-ville
Le tissu commercial de Valenciennes se concentre essentiellement sur les artères du centre-ville, la plus importante étant la rue de Famars, rue piétonne entièrement bordée de commerces. Celle-ci relie les boulevards périphériques au niveau de la place du Canada, à la place d'Armes, place centrale de la ville. On retrouve sur cette place depuis le 19 avril 2006, le centre commercial baptisé Centre Place d'Armes, qui réunit une cinquantaine de boutiques dans une galerie marchande sur deux niveaux. Il fait partie du projet « Cœur de ville », lancé en 1997 par le maire de l'époque, Jean-Louis Borloo, qui avait pour principal objectif de réaménager entièrement le centre-ville pour le rendre plus accessible (création du tramway) et plus attractif (requalification de toutes les voiries). C'est toujours dans cet objectif de redynamisation du centre-ville et de son tissu commercial qu'un nouveau pôle commercial fut inauguré fin 2019 sur la friche de l'ancien supermarché Match. Cet ensemble urbain "L'Arsenal" permet d'accueillir plusieurs nouveaux magasins et restaurants, dans une rue piétonne nouvellement créée. Ce nouvel îlot urbain complète également l'offre de loisirs en centre-ville en abritant notamment un bowling, et prochainement un cinéma. C'est aussi au cours de l'année 2019 que la municipalité pris la décision d'engager d'un manager de centre-ville, dont le rôle est de faire baisser le taux de vacance des locaux commerciaux du centre-ville et ainsi d'éviter sa désertification. Cette décision découle du contrat de revitalisation Artisanal et Commercial dont bénéficie la ville, qui lui donne entre-autres un droit de préemption commercial et qui l'autorise ainsi à racheter des cellules commerciales vacantes, à réaliser les travaux nécessaires et à les mettre sur le marché de la location avec un loyer avantageux, le plus souvent en deçà des prix du marché.
Depuis 2018, la ville de Valenciennes et son centre-ville font partie du programme « Action Cœur de Ville » qui vise à revitaliser les centres-villes des 222 communes sélectionnées en suivant ces 5 axes d'actions : rendre à l'habitat en centre-ville son attractivité, rendre plus accessibles les équipements et services publics, développer les différents moyens de mobilités et les connexions entre eux, favoriser un développement économique et commercial équilibré, et mettre en valeur le patrimoine et les espaces urbains.
Valenciennes accueille par mois, plusieurs marchés dont 2 marchés hebdomadaires, le premier prenant place tous les mercredis matin sur la Place d'Armes et sur la Place du commerce, le second ayant lieu tous les samedis matin sur la Place verte, derrière le musée des Beaux-Arts, ainsi que 2 marchés mensuels, tournés vers les produits bio et les produits du terroir. Un marché couvert permanent "Place-Ô-Marché" a ouvert ses portes fin 2020 dans l'enceinte de l'ancien hippodrome, et abrite 7 stands d'artisans et un restaurant.
La CCI Grand-Hainaut lance le 8 mars 2017 une plateforme de commerce en ligne (Mes commerçants du Grand Hainaut) qui permet aux commerçants du Valenciennois le souhaitant d'y proposer leurs produits et services afin que les clients puissent commander directement sur internet.

#### En périphérie
Le territoire valenciennois accueille de nombreux centres commerciaux dont les plus importants sont ceux du centre commercial Auchan de Petite-Forêt, du parc commercial du vignoble à La Sentinelle, et de l'hypermarché Carrefour d'Aulnoy-lez-Valenciennes.
La ville de Valenciennes et d'autres acteurs locaux comme la CCI du Grand Hainaut, luttent aujourd'hui contre la création de nouveaux centres commerciaux de ce type sur le territoire, et au développement massif de ceux existants pour préserver la vitalité des centres-villes. C'est ainsi que Auchan s'est vu refuser l'agrandissement de la zone commerciale de Petite-Forêt, projet jugé trop pénalisant pour les centres-villes à cause de son envergure (le nombre de boutiques devait tripler passant de 45 à 150). Un agrandissement de la zone commerciale de façon plus raisonnée n'est cependant pas exclu.

## Culture locale et patrimoine

### Lieux et monuments
Le cœur de Valenciennes a été presque entièrement détruit par un gigantesque incendie lors de la Seconde Guerre mondiale et reconstruit au cours des années 1950-1960 dans un style alliant le béton, la brique et la pierre. De nombreuses rues et maisons d'avant-guerre subsistent en périphérie, autour des églises Notre-Dame, Saint-Géry et près de la place du Neufbourg.
Les fortifications ont été démantelées en 1889, leur tracé subsiste dans la ceinture de boulevards. On peut voir les monuments suivants :

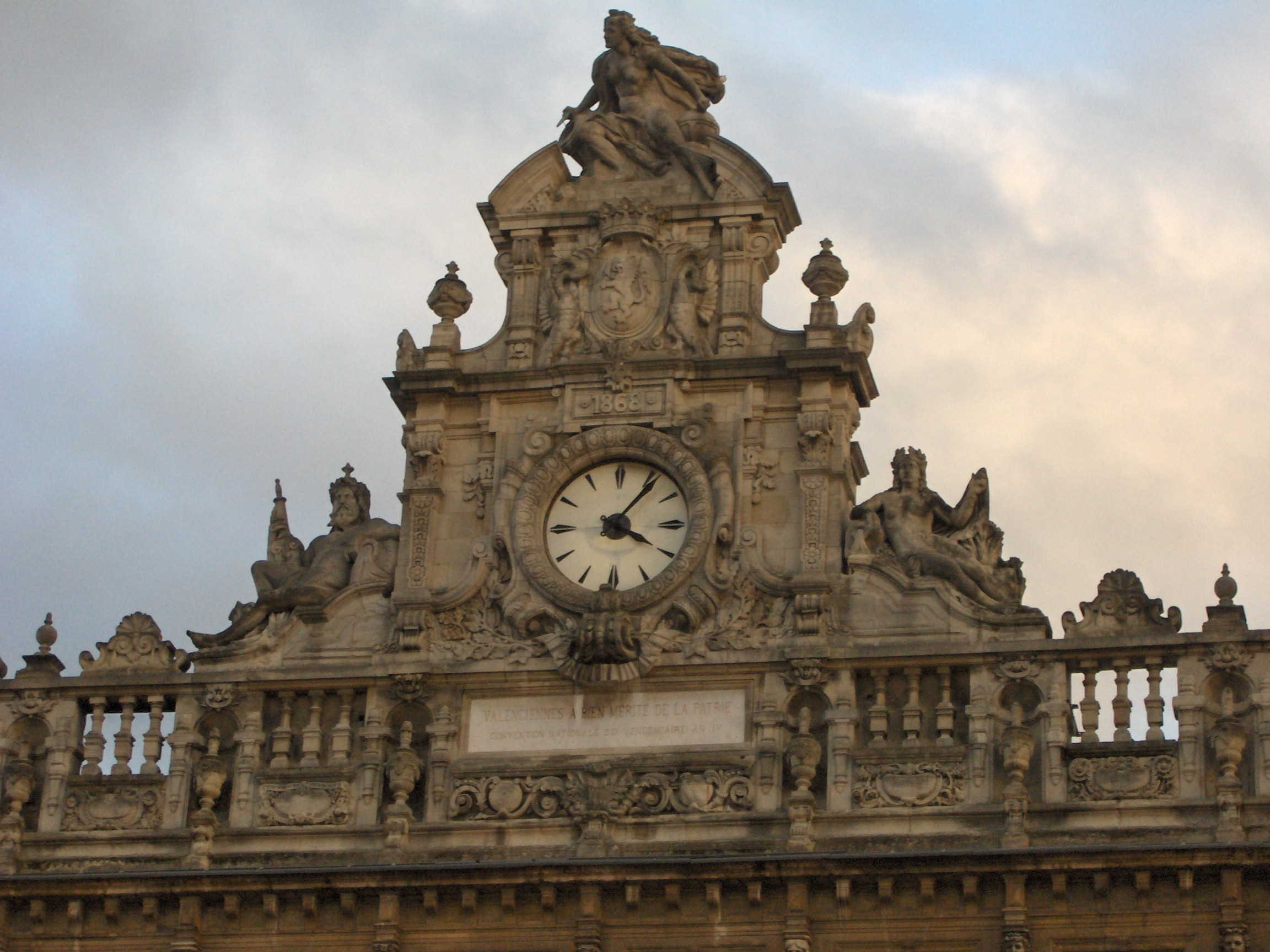
Le fronton de l'hôtel de ville, Valenciennes.

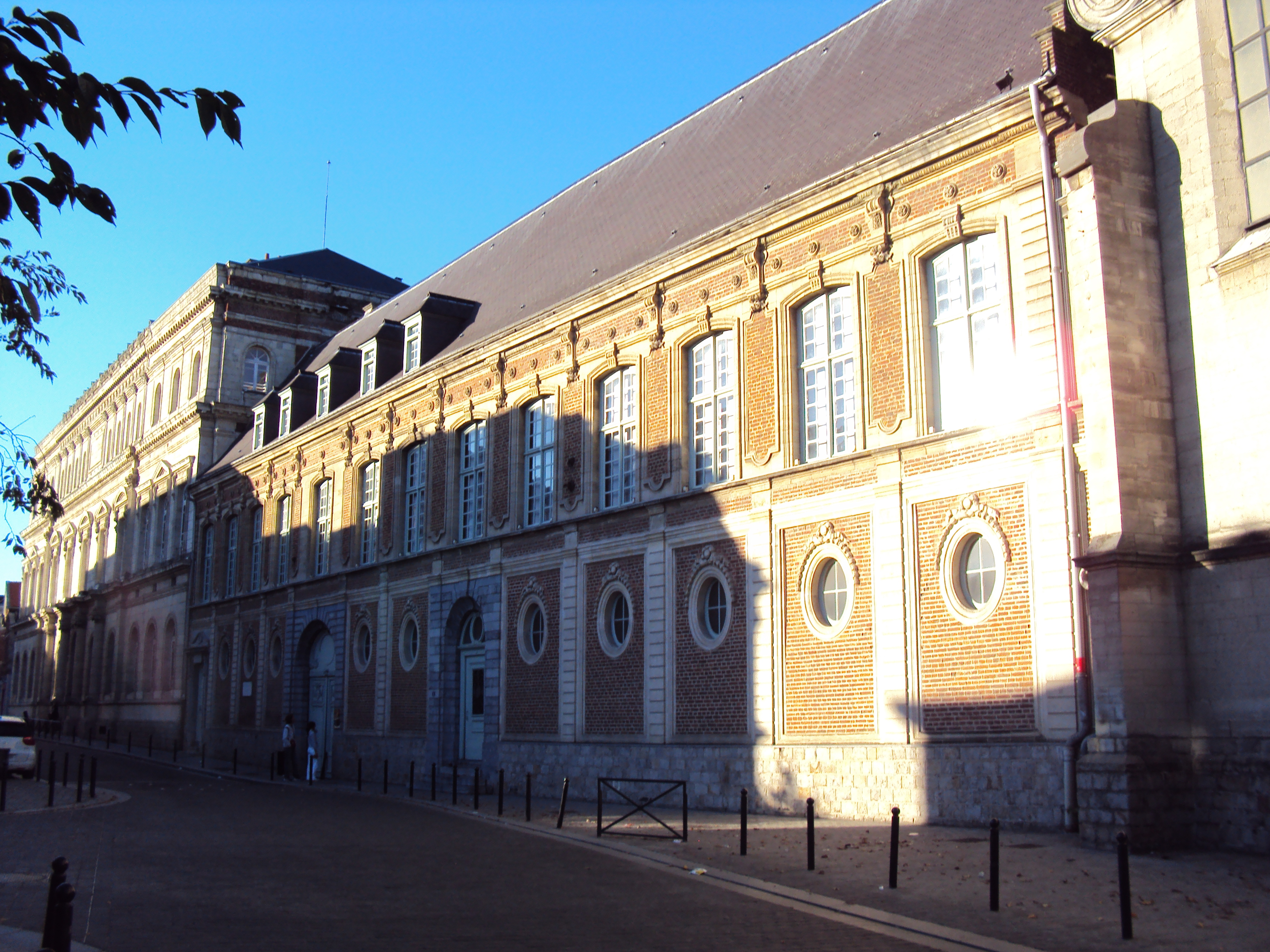
La bibliothèque municipale ou bibliothèque des Jésuites.

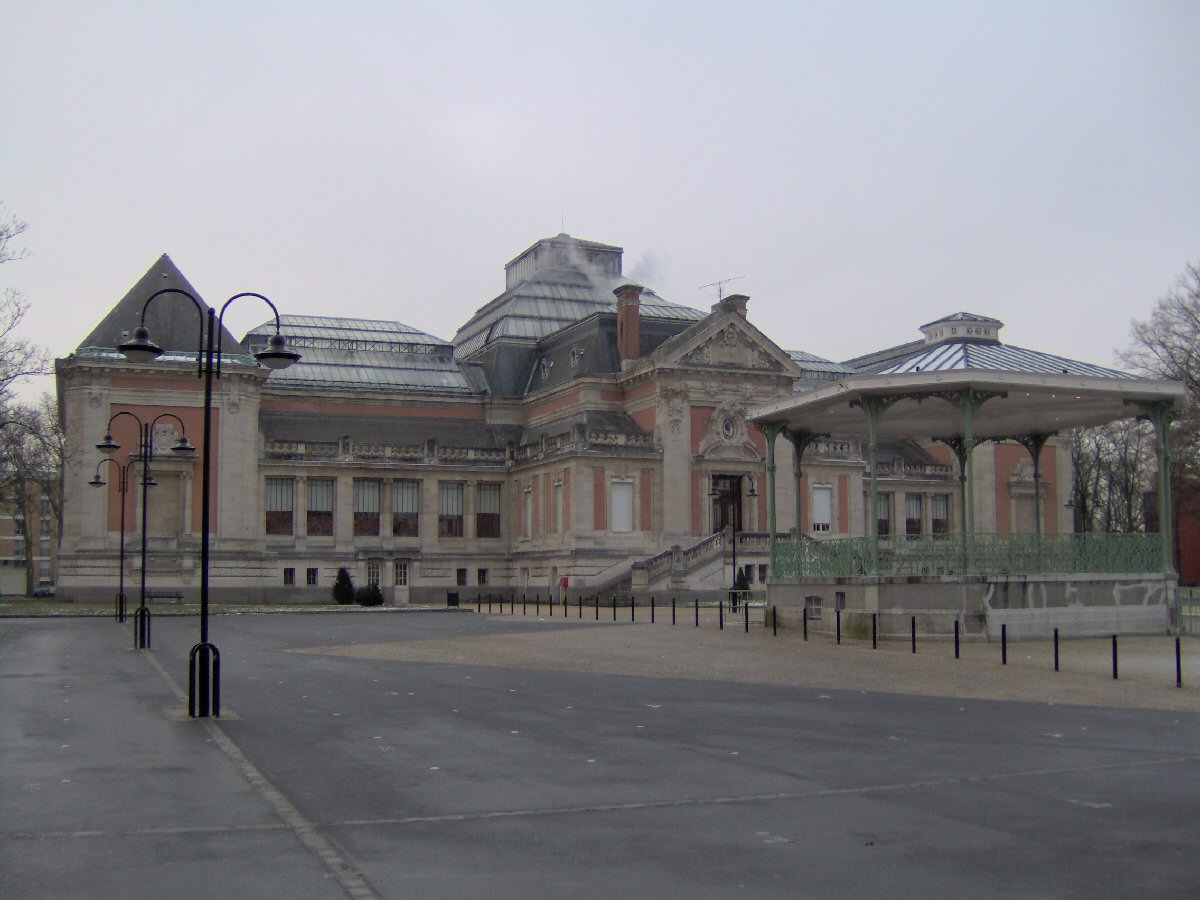
Le musée des beaux-arts.

La façade de l'hôtel de ville date de 1867. Ses statues allégoriques sont de Philippe Joseph Henri Lemaire, à qui l'on doit aussi certaines des œuvres de la gare du Nord, à Paris. Au sommet trône une reconstitution fidèle, par le sculpteur Albert-Marius Patrisse, du célèbre fronton de Jean-Baptiste Carpeaux, Valenciennes défendant ses remparts (l'original est tombé lors de l'incendie de 1940). Des personnes ayant connu la Seconde Guerre mondiale racontent que les Allemands, voulant bombarder la gare ferroviaire de nuit, bombardèrent l'hôtel de ville à la place, et qu'il ne restait plus que la façade.
La basilique Notre-Dame-du-Saint-Cordon est le lieu d'un pèlerinage annuel. La basilique possède de nombreuses œuvres d'art et des vitraux réalisés par Paul Ducatez. Le clocher de l'église fut réparé pendant un certain temps[Quoi ?] par Léon Tiprez.
Dans le parc qui jouxte l'église Saint-Géry, le square Watteau, figure une fontaine avec en son centre une statue d'Antoine Watteau (né en cette ville, rue de Paris prolongée), due à Jean-Baptiste Carpeaux, natif également de la cité.
La maison espagnole, à pan de bois et à encorbellements, date du XVIe siècle, lorsque Valenciennes faisait partie des Pays-Bas espagnols. C'est à ce contexte qu'elle doit son appellation, non à son style. Actuellement, elle abrite l'office de tourisme.
La bibliothèque des Jésuites, installée dans l'ancien collège de la Compagnie de Jésus fondé au début du XVIe, a fait l'objet d'une restauration récente[Quand ?]. Elle abrite le plus ancien poème de la langue française que l'on ait conservé : la Cantilène de sainte Eulalie. On peut aussi y voir la salle des Jésuites, rare témoignage de bibliothèque ancienne encore existante (visite sur demande).
Le musée des beaux-arts, construit au début du XXe siècle, a rouvert ses portes au printemps 1995 après une importante rénovation. Il conserve la première collection de province des œuvres de Carpeaux (sculptures et peintures), et l'une des premières de France quant à la peinture flamande du XVIIe siècle, notamment avec Rubens. Son fonds archéologique témoigne des richesses historiques de la cité. Il est actuellement fermé, et ce jusqu'en 2026 pour des travaux de rénovation à la suite de problèmes d'étanchéité au niveau de la verrière.
La tour de la Dodenne est une fortification construite au XIVe siècle (les fortifications bastionnées construites par les Espagnols et modifiées par Vauban, comme l'ensemble du patrimoine défensif de la cité, ont été démantelées de 1891 à 1893). La ville étouffait dans son enceinte et il fallait, pour favoriser son essor économique, l'en libérer, faciliter l'arrivée du train. L'entreprise fut cependant un peu trop systématique à l'inverse des communes alors moins argentées.[incompréhensible] Il ne reste que quelques vestiges de la citadelle: le pont d'entrée gardé par deux orillons, l'écluse des Repenties et le site des moulins.
La maison du prévôt, édifiée à la fin du XVe siècle.
Le cimetière Saint-Roch, riche de nombreuses sculptures, abrite de nombreux artistes (un plan les situe à l'entrée). Dans ce musée à ciel ouvert voisinent de nombreux prix de Rome. Mais d'autres personnalités de tous ordres s'y rencontrent aussi (la journaliste musicale de télévision Denise Glaser, ou un roi des Gitans, par exemple).
Le chevalement du puits Dutemple no 2, construit en béton armé, à la suite de la destruction de l'ancien pendant la Première Guerre mondiale, permettait aux mineurs de descendre à 930 m de profondeur pour y extraire la houille. Celui-ci est, depuis le 30 juin 2012, inscrit au patrimoine mondial de l'Unesco, puisque faisant partie du regroupement de sites miniers importants dans le bassin minier du Nord-Pas-de-Calais.
Le Mont de Piété a été construit au XVIIe pour y accueillir les plus démunis. En restauration depuis 2019, il doit à terme abriter des logements, ainsi que l'office du tourisme.

L'hôpital du Hainaut, construit sous le règne de Louis XV, est un imposant navire de pierres et de briques amarré au lit de l'ancien Escaut. L'architecte Contant d'Ivry a su allier l'élégance classique à la tradition régionale pour édifier un gigantesque ensemble hospitalier destiné à enfermer les plus pauvres et les marginaux du siècle des Lumières. L'hôpital accueillit ses derniers patients en janvier 2009. Après cela, il subit une importante rénovation de 2013 à 2019 pour que le bâtiment puisse être reconverti et son architecture mise en valeur. Il accueille à présent le siège de Valenciennes Métropole dans sa partie cours droite, et 2 restaurants, 2 bars, 1 discothèque et l'hôtel 4 étoiles Royal Hainaut dans sa partie cour gauche.

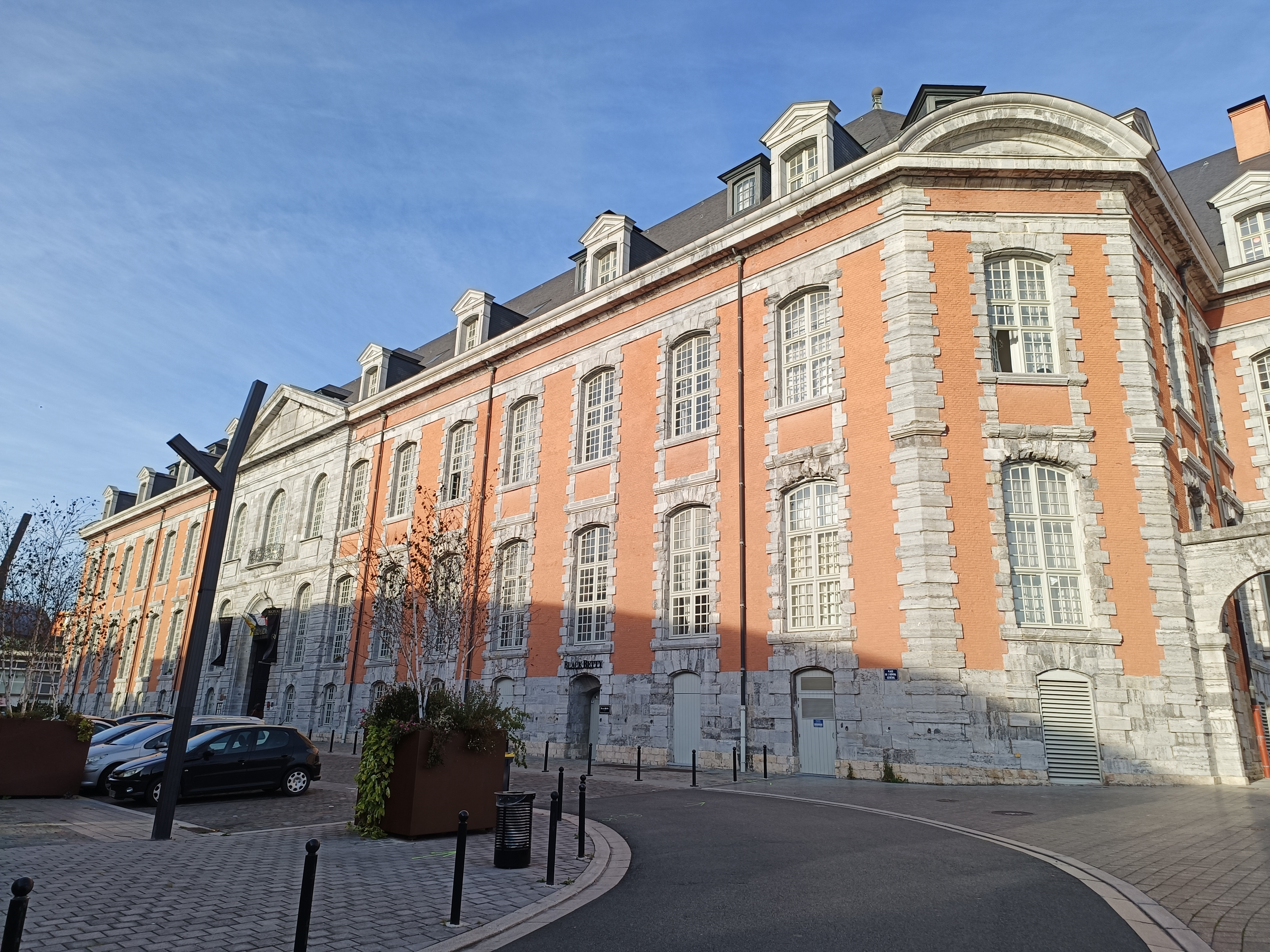
Ancien hôpital rénové depuis la rue de l'Intendance
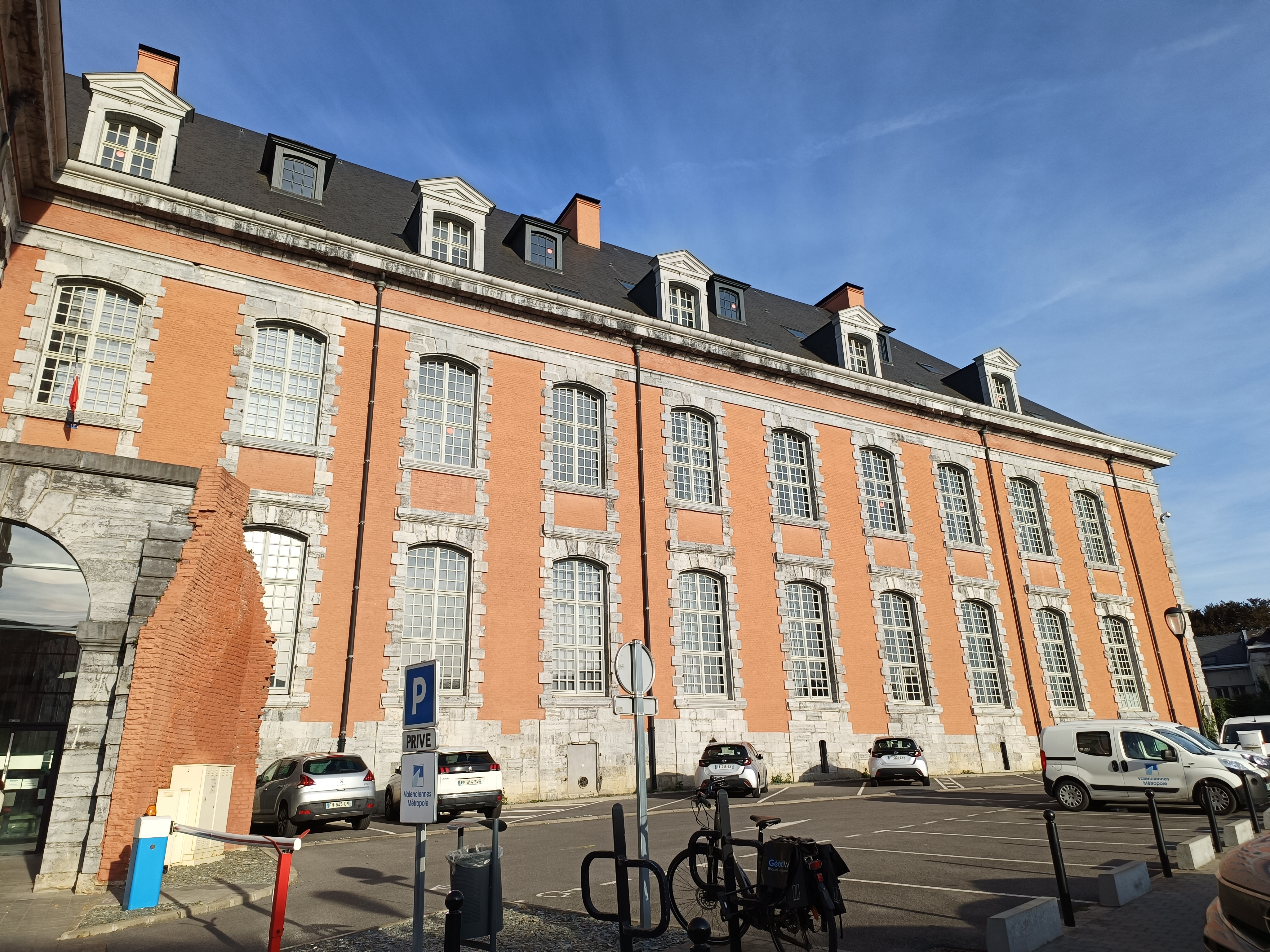
Ancien hôpital rénové depuis la rue de l'Intendance, avec à gauche l'entrée de la Métropole
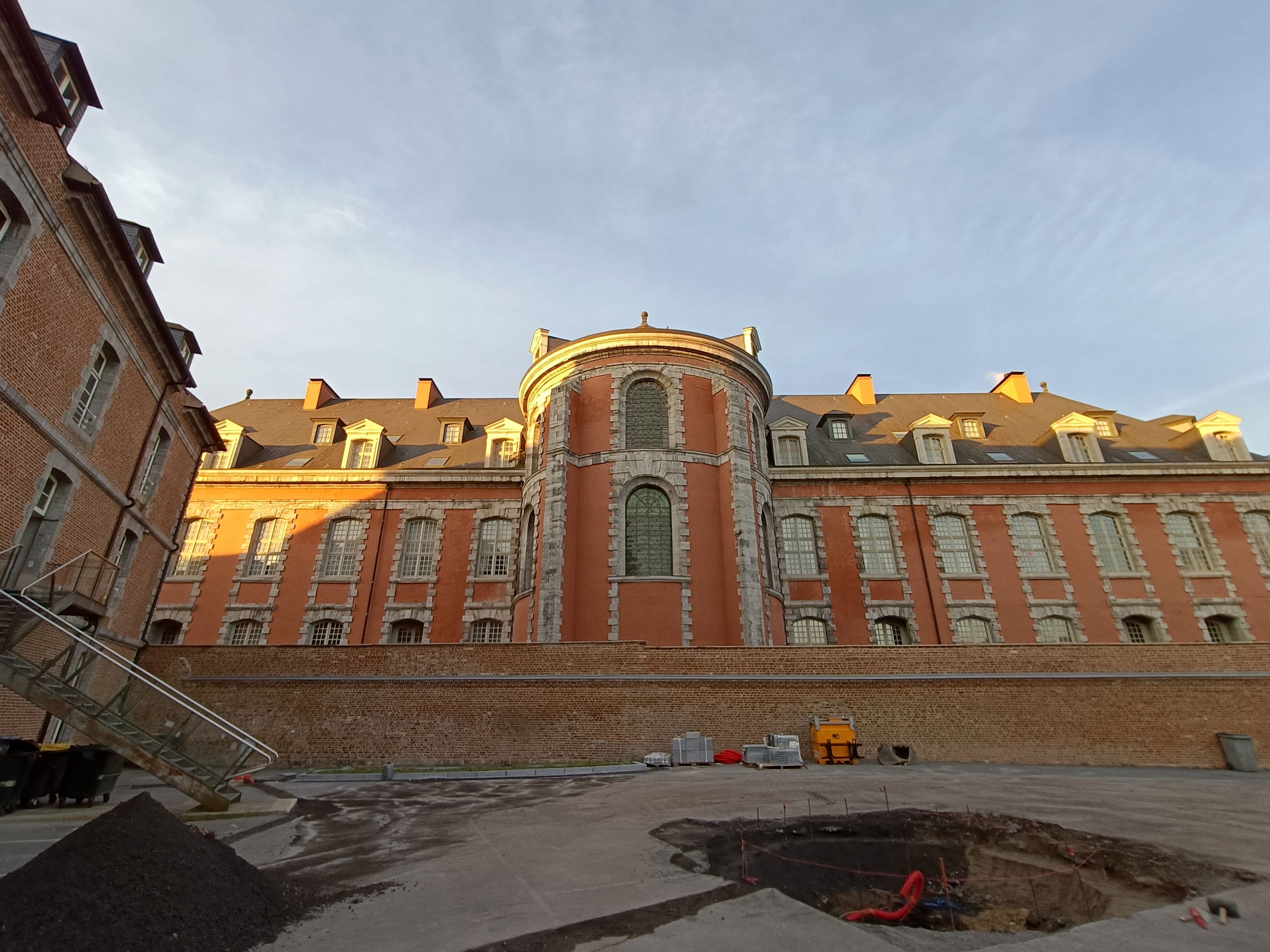
Ancien hôpital rénové depuis la cour en travaux de la bibliothèque universitaire

L'œuvre Valenciennes de Jean-Baptiste Métais, située sur la place d'Armes, est haute de 45 mètres et symbolise l'ancien beffroi de la ville disparu à la suite d'un effondrement en 1843. Il n'est pas sans rappeler le spire de Dublin.

### Patrimoine culturel
- Le PhéniX, scène nationale.
- La bibliothèque municipale, installée dans les bâtiments de l'ancien collège des Jésuites (XVIIIe siècle), classée monument historique, renferme une riche collection de 2 000 manuscrits, 134 incunables et de précieux ouvrages imprimés du XVIe au XXe siècle. Le manuscrit le plus célèbre est La Séquence de sainte Eulalie, le plus ancien poème écrit en langue française (882).
- Les bibliothèques universitaires de Valenciennes sont situées sur le campus du Mont Houy (sciences, techniques, sport, lettres, langues et sciences humaines) et sur le campus des Tertiales (droit, économie, gestion et arts).
- Auditorium Saint-Nicolas (380 places).
- Le musée des beaux-arts (2e collection nationale de peintures flamandes après celle du Louvre).
- Conservatoire départemental de musique et d'arts dramatiques, accueillant l'orchestre symphonique d'amateurs Allegro Passionata[157].
- L'École d'art et de design ESAD, ancienne École des beaux-arts.
- Château Desandrouin, espace culturel de proximité comprenant une salle de danse, deux ateliers de répétitions de rock, un atelier photo numérique, trois salles de répétitions et les locaux du Centre des musiques actuelles.
- Art Zoyd - Studio de Production et de création musicale, accueillant le groupe Art Zoyd fondé à Valenciennes en 1969, des compositeurs en résidence du monde entier et menant des actions pédagogiques : classe électro-acoustique en partenariat avec le conservatoire.

### Spécialités culinaires
- La langue Lucullus : préparation en feuilleté se composant de tranches de langue de Valenciennes, tartinées d'une préparation à base de foie gras frais et montées dans un moule en forme de demi-lune.
- Le Carpeaux : gâteau à base de crème au beurre et de marrons glacés entre deux macarons ovales. Il a été nommé ainsi en hommage à l'artiste peintre et sculpteur valenciennois Jean-Baptiste Carpeaux.
- Le Germinal : gâteau à la chicorée et au chocolat amer, qui en font un dessert fondant à base de mousse légère. Nommé en hommage à l'œuvre Germinal d'Emile Zola, qui s'inspira des mineurs d'Anzin pour créer ses personnages.
- La goyère, à base de fromage blanc et de maroilles, elle se distingue de la traditionnelle flamiche par son soufflé moelleux.
- Les sottises de Valenciennes.

### Patrimoine divers
La dentelle de Valenciennes.
La franc maçonnerie est peu connue à Valenciennes, mais, depuis le 1er Juillet 1733, existe la Loge Parfaite Union qui deviendra le 1er Mars 1810 la Loge Parfaite Union et Saint Jean du désert Réunis.

### Parcs et espaces naturels
Le parc de la Rhonelle est le plus grand des parcs de la ville. Il est un jardin dit "à l'anglaise" tenant son nom de la rivière la Rhonelle qui le traverse. Celui-ci a ouvert en 1904 et a été pensé par l'architecte Henri Martinet. Véritable musée à ciel ouvert, le parc expose de nombreuses œuvres d'artistes locaux. Les autres jardins communaux sont le parc de la citadelle, qui permet aux visiteurs de voir les rares vestiges des anciennes Fortifications de Vauban qui entouraient la ville entre le XIVe et la fin du XIXe siècle, et le jardin des Floralies. Ce dernier, rénové en 2014, propose un jardin des 5 sens et a été agrandi en 2019 avec la création du Jardin des Prix de Rome (aujourd'hui jardin Jacques Chirac – Parc des Prix de Rome) sur la friche de l'ancienne piscine municipale, en hommage aux nombreux prix de Rome originaires de Valenciennes. De nombreuses reproductions de certaines de leurs œuvres y sont ainsi exposées. De petits squares fleuris sont également situés en plein centre-ville comme le parc Jehan Froissart ou le square de l'Ordron.

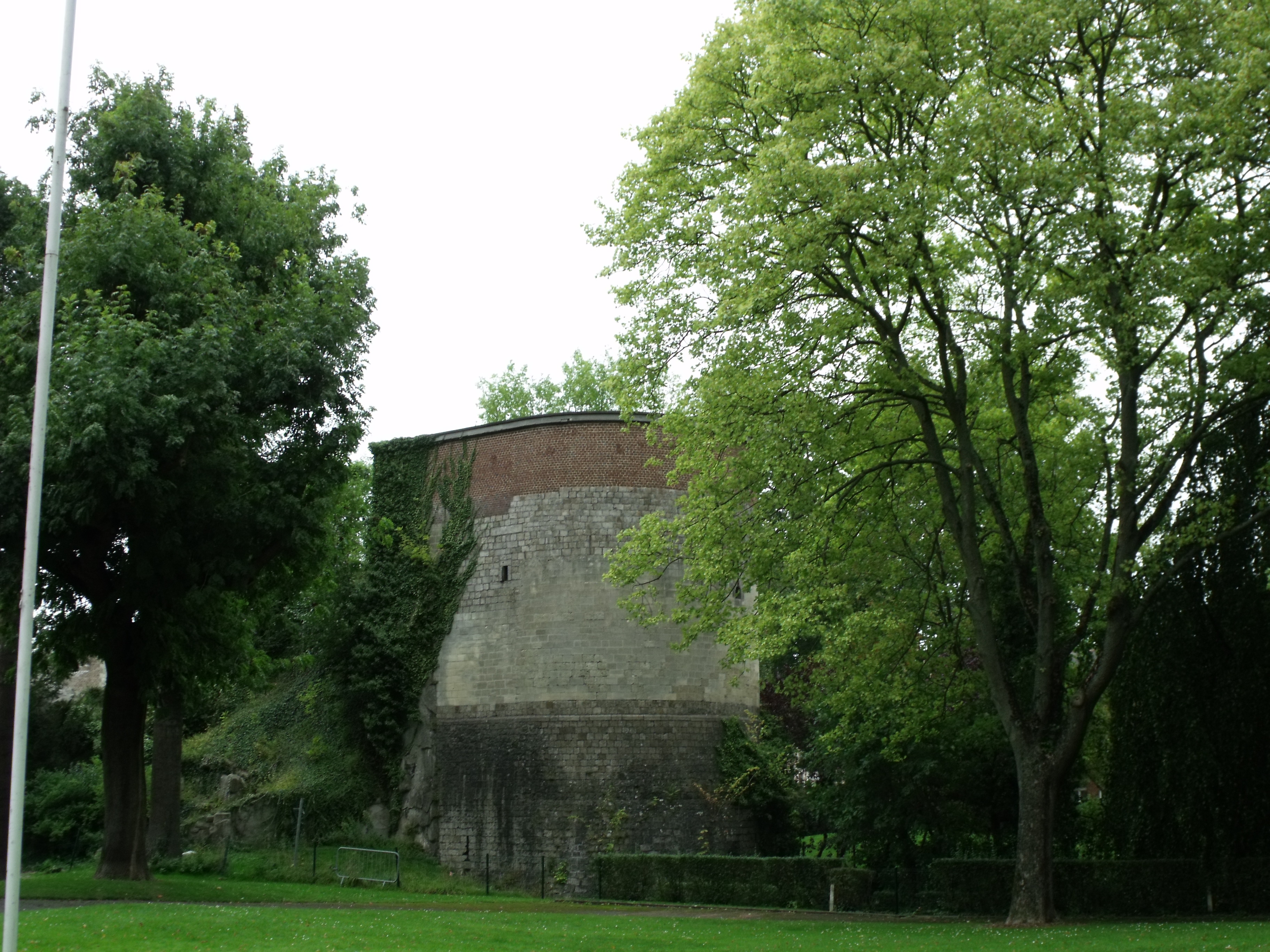
Jardins près de la tour de la Dodenne
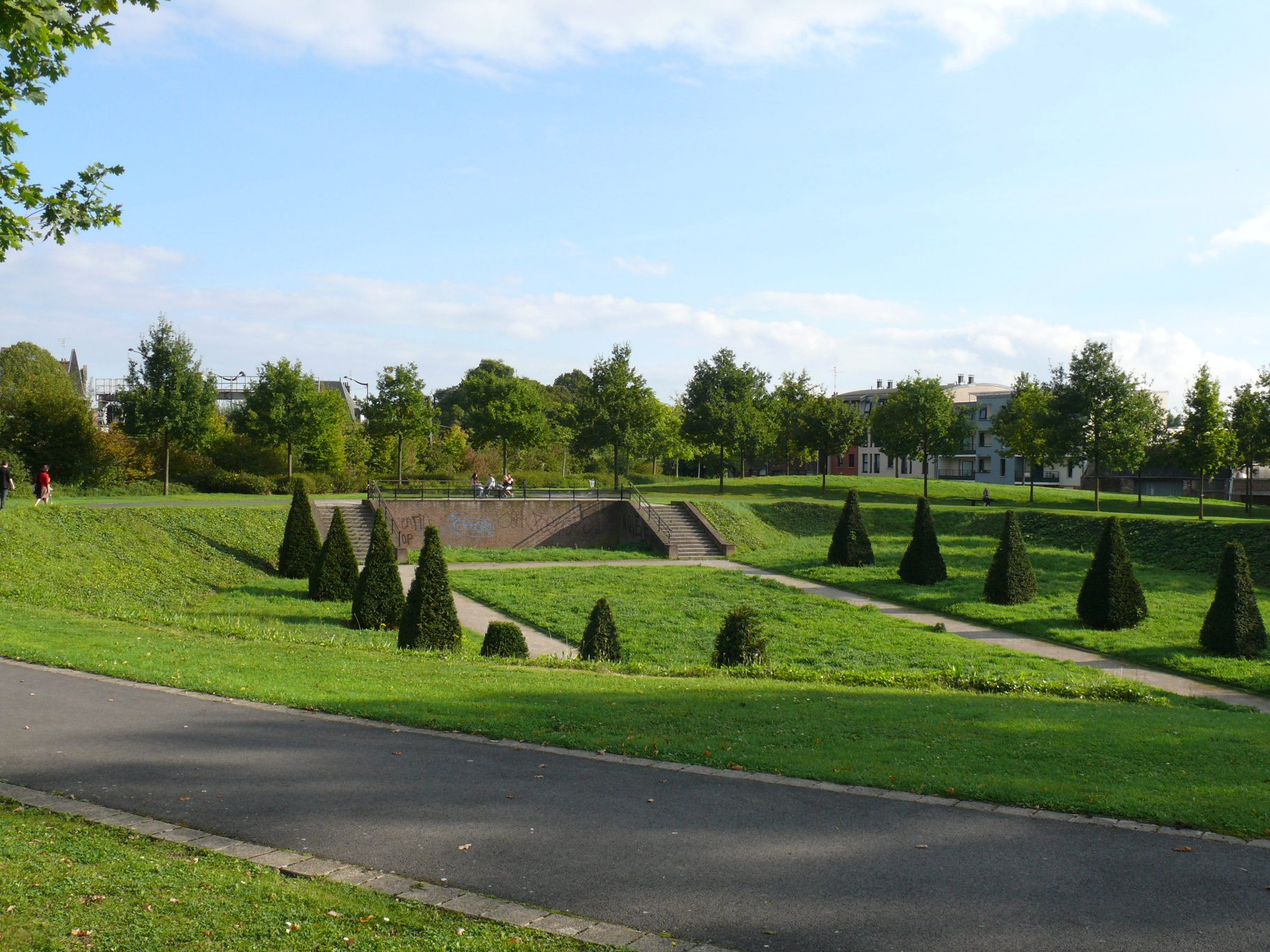
Parc de la citadelle
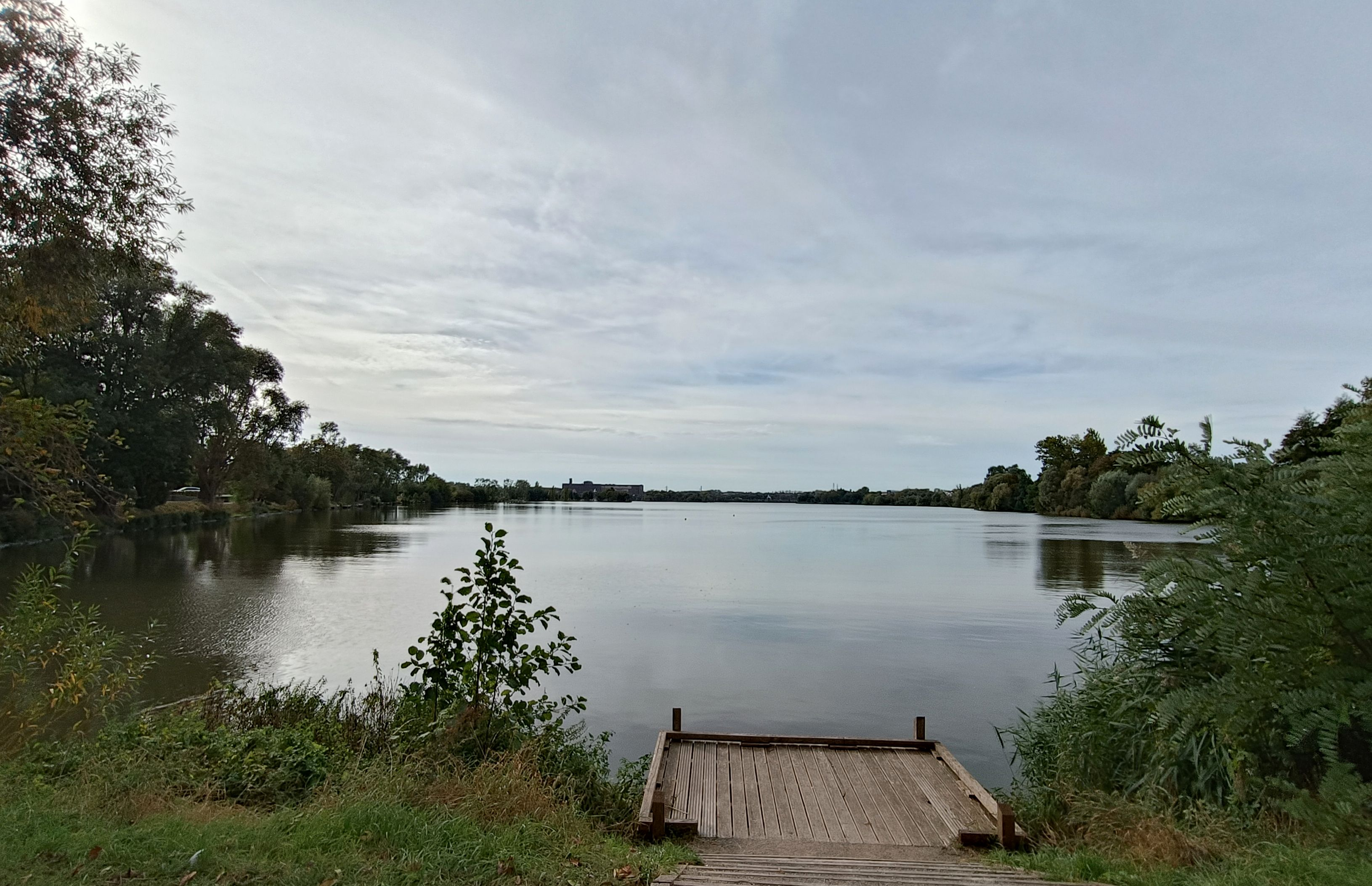
Parc et étang du Vignoble

La qualité de ses espaces verts et leur quantité, ont permis à la ville d'obtenir la 4e fleur du label national des villes et villages fleuris.
Espace plus sauvage que les parcs précédemment cités, l'étang du Vignoble, d'une superficie de 54 hectares, permet la pratique d'activités nautiques telles que le canoë-kayak, le paddle, la voile ou l'aviron. La pêche y est autorisée sur présentation du permis adéquat.

### Valenciennes, une ville d'art
Valenciennes est fière de la quarantaine de prix de Rome, issus de ses Écoles académiques et de son Conservatoire national de musique, qui lui ont valu le surnom d'« Athènes du Nord » en 1860.
Les collections du musée des beaux-arts permettent de découvrir l'inclination des écoles du Nord aux XVIe et XVIIe siècles pour le paysage, la nature morte ou le portrait.
Une crypte y est consacrée à l'archéologie locale. Cette section a été alimentée par d'intéressantes découvertes réalisées par une association savante : le Cercle archéologique et historique de Valenciennes et, depuis les années 1990, par le Service archéologique de la Ville, qui entreprend une gestion active du patrimoine enfoui, en fonction (et en préalable) des projets immobiliers.

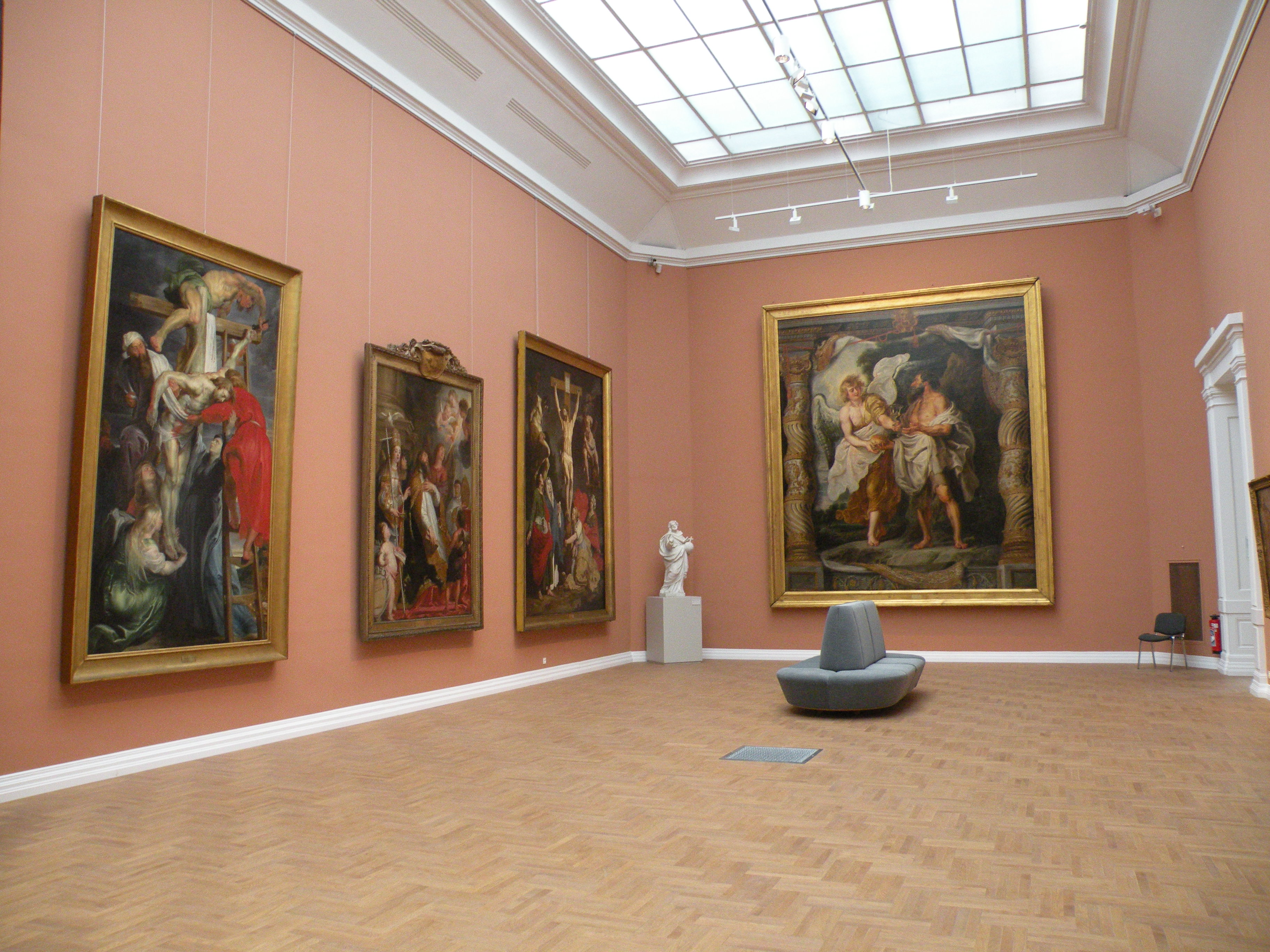
Vue intérieure du musée des beaux-arts
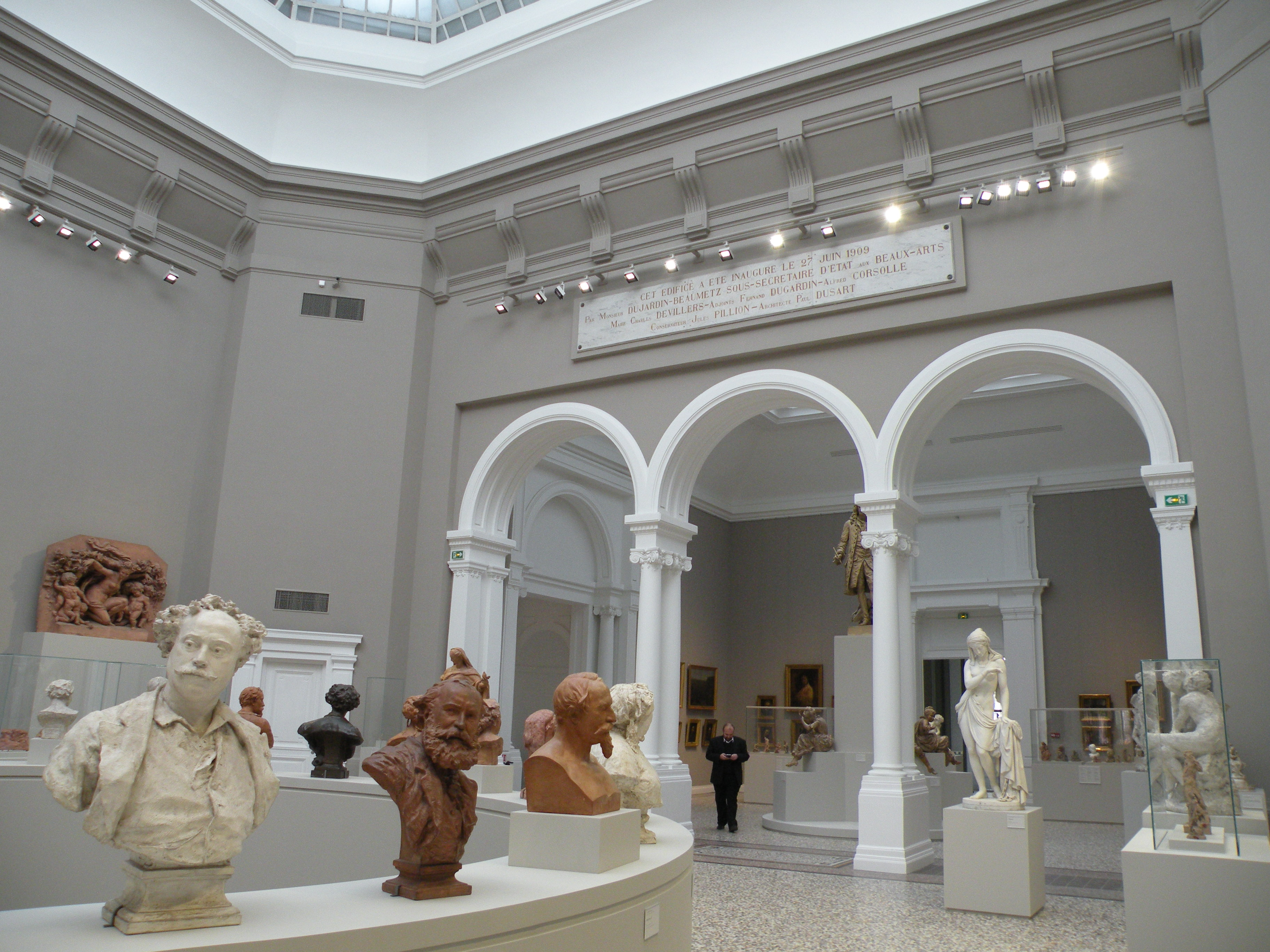
Vue intérieure du musée des beaux-arts
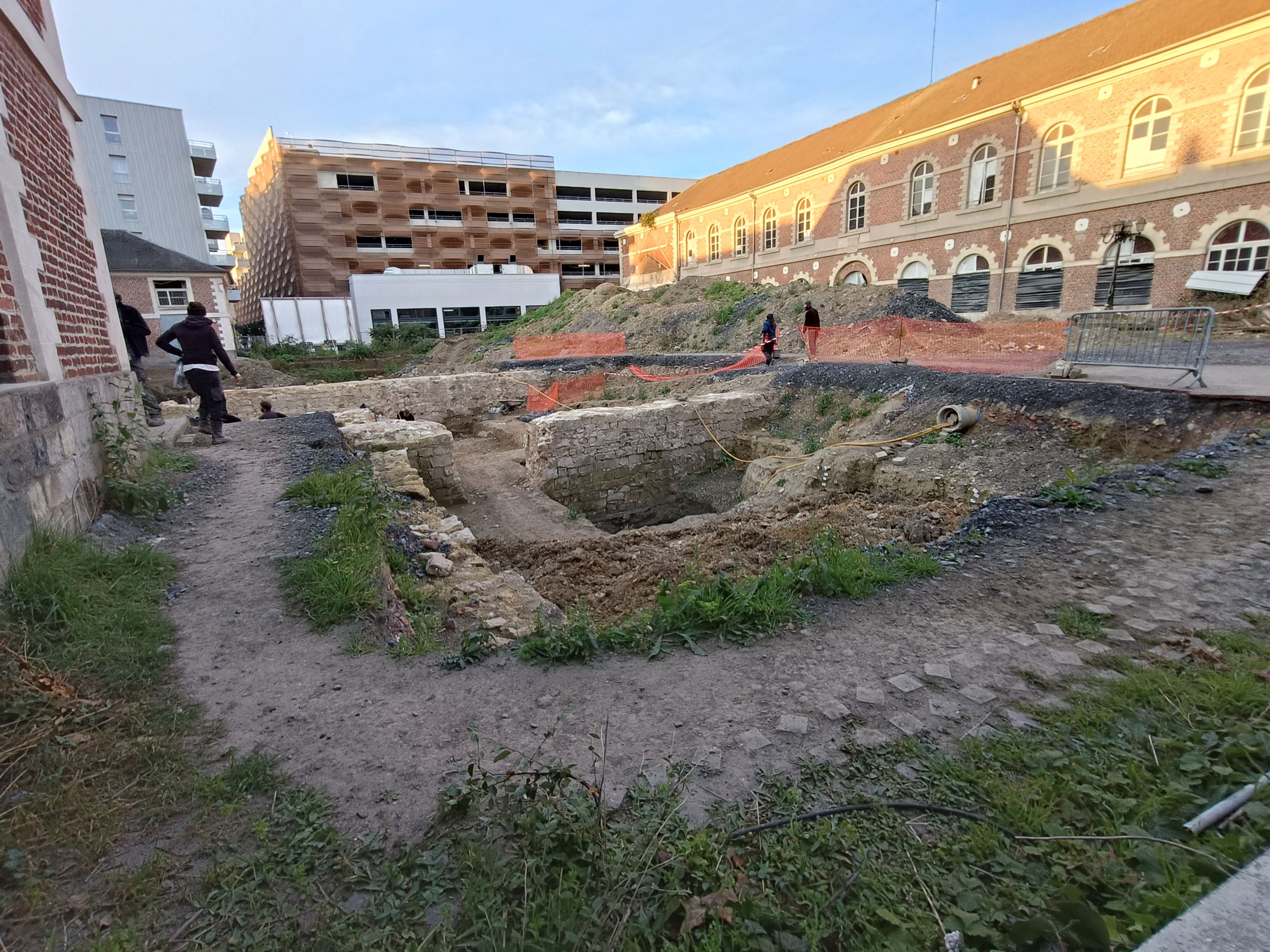
Fouilles du service archéologique municipal sur le site de l'Arsenal

### Personnalités liées à la commune

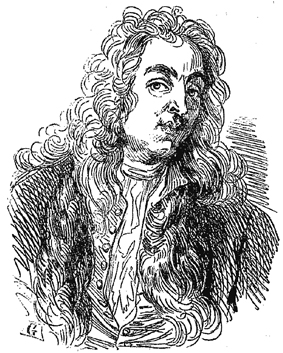
Antoine Watteau, né le 10 octobre 1684 à Valenciennes.

Après le démantèlement des murailles médiévales à la fin du XIXe siècle, Valenciennes, l'Athènes du Nord, a donné à ses boulevards le nom des plus grands artistes qui y sont nés, en particulier le chroniqueur Jean Froissart, le peintre Jean Clouet, l'évêque Antoine de Haynin, le peintre Antoine Watteau, (1684-1721), dont le musée de la ville conserve quatre toiles, les peintres Louis Cattiaux (1904-1953) et Florent Méreau (1892-1953) dont le musée de la ville conserve des toiles, le peintre Olivier Le May (1734-1797), le peintre Jean-Baptiste Pater, le peintre et dessinateur Charles Eisen, le peintre et sculpteur Jean-Baptiste Carpeaux, le paysagiste et aquarelliste Henri Harpignies, ainsi que le peintre Arthur Edmond Guillez, qui a une rue à son nom. Sont également nés à Valenciennes la reine d'Angleterre Philippa de Hainaut, les empereurs latins de Constantinople Baudouin VI de Hainaut et Henri Ier de Constantinople, l'empereur des Romains Henri VII de Luxembourg, le compositeur Claude Le Jeune et le « père » de la IIIe République Henri Wallon ainsi que les acteurs Pierre Richard, Michel Duchaussoy, Jean Lefebvre, l'écrivain Arnauld Pontier ou encore Charles de Gaulle (écrivain), oncle de Charles de Gaulle.

### Blason, devise et logotype

#### Blason
| Blason de Valenciennes | Blason  | De gueules, au lion d'or armé et lampassé d'azur Ornements extérieursPar décret du 13 octobre 1900, la ville de Valenciennes a reçu la décoration de la Légion d'honneur, en souvenir du siège mémorable qu'elle soutint en 1793. Devise / CriLa devise est conçue d'après les termes mêmes du décret de la Convention nationale en date du 19 vendémiaire an IV (11 octobre 1795), déclarant que la commune de « Valenciennes a bien mérité de la Patrie ». |
| Blason de Valenciennes | Détails | |

#### Logotype

Ancien logo de Valenciennes.

Le logotype a été conçu et dessiné en 1990 par Luc M. Martin, un élève de Supinfocom, école d'infographie basée à Valenciennes. Son élaboration s'est faite graduellement à partir de plusieurs idées convergentes. Par exemple, des recherches sur l'image que ses habitants avaient de leur ville, de la phonétique du nom « Valenciennes » qui peut faire penser à « Val des Cygnes » ; également à partir d'un blason de la ville sur lequel figure un cygne, mais surtout du parti plus esthétique et original que l'on pouvait tirer de la figure d'un cygne par rapport à celle du lion (également présent dans certaines versions du blason – mais plus commun).
Sa forme triangulaire pointe en bas peut évoquer la figure du terril (très présente dans le patrimoine de cette région minière) mais mis sur sa pointe, avec une idée donc de renouveau dynamique. Elle évoque aussi un « V », initiale du toponyme.
Les trois couleurs de base du logo : bleu moyen dégradé vers le blanc, accents jaune et rouge vifs tendent également à évoquer un dynamisme de par leur vivacité et en indiquant un mouvement vers la droite donc vers l'avant. Les coups de pinceau jaune et rouge seront ensuite parfois repris comme des rappels dans la communication visuelle de la ville.
La typographie d'accompagnement et toute la charte graphique nécessaire à une utilisation normée ont été établies au sein de l'école Supinfocom pour aboutir à son lancement officiel, en septembre 1990 sur la place d'Armes de la ville.

#### Histoire de la ville
- Simon Le Boucq, Histoire ecclésiastique de la ville et comté de Valenciennes, Péronnas, les Éd. de la Tour Gile, 1995 (réimpr. [Fac-sim. de l'éd. de Valenciennes : A. Prignet, 1844]), 306 p. (ISBN 2-87802-196-7, BNF 35789626, lire en ligne).
- Abel Stievenart, Topographie historique et médicale de Valenciennes, Valenciennes : imprimerie de A. Prignet, 1846. Disponible sur LillOnum
- Émile Carlier, Valenciennes et le roi d'Espagne au XVIe siècle: études historiques, Valenciennes : G. Giard, 1879. Disponible sur LillOnum
- Eugène Ponchard, Épisodes valenciennois du XVIe siècle, Claudin Lejeune, Opéra en quatre tableaux, Anzin, 1853
- Abbé J. Loridan, Les Ursulines de Valenciennes avant et pendant la Terreur; éditions Desclée, De Brouwer et Cie ; 1901.
- Henri Platelle, Histoire de Valenciennes, Presses universitaires de Lille, 1982.
- Hélène Servant, Artistes et gens de lettres à Valenciennes à la fin du Moyen Âge (vers 1440-1507), éditions Klinsieck, 1998.
- Alain Salamagne, À la découverte des anciennes fortifications de Valenciennes éditions Nord Patrimoine Sns, 1999.
- Vincent Maliet et al. Valenciennes à cœur ouvert ; 1989-1999, 10 ans d'archéologie urbaine éditions du Musée des beaux-arts, 1999.
- Ludovic Nys & Alain Salamagne, Valenciennes aux XIVe et XVe siècles. Art et Histoire, Valenciennes : Presses universitaires de Valenciennes, 1996, 438 p.
- Félicien Machelart, Valenciennes, Punch éditions, 2005.
- Philippe Guignet, Nouvelle histoire de Valenciennes, éditions Privat, 2006.
- Jacques Tanche, Renaissance d'un tramway, édition Punch, 2006.
- Jacques Thiebaut, « Quelques observations sur l'église Notre-Dame-la-Grande de Valenciennes », Revue du Nord, no 245,‎ 1980, p. 331-344 (lire en ligne)
- Jacques Thiébaut, « Valenciennes. Collégiale Notre-Dame-la-Grande », dans Nord gothique. Picardie, Artois, Flandre, Hainaut : Les édifices religieux, Éditions A. et J. Picard, 2006 (ISBN 2-7084-0738-4), p. 89-94
- Julien Fontaine, Cathy Bastete, Bons baisers de Valenciennes, éditions Archives d'architecture moderne (AAM), 2007.
- Dominique Foyer, Le Saint-Cordon de Valenciennes, éditions Nouvelle Cité, 2008
- Association généalogique Flandre-Hainaut, Mémoires de Valenciennes, 2008,  (ISBN 978-2-915471-87-8)
- Yves Junot, Les bourgeois de Valenciennes. Anatomie d'une élite dans la ville (1500-1630), Presses universitaires du Septentrion, 2009.
- Édouard Desplats, Philippe Guignet, Charles Mériaux, Identités et histoire de Valenciennes et du Valenciennois : regards croisés, Valenciennes, Cercle archéologique et historique de Valenciennes, 2016.

#### Actualités
- Presse locale et régionale : L'Observateur du Valenciennois (journal hebdomadaire), L'Écrivain public (journal hebdomadaire gratuit), Visite Entreprises & Management (magazine mensuel gratuit), La Voix du Nord (journal quotidien),
- Bulletin d'information institutionnel :
  - municipal : Valenciennes infos,
  - de la communauté d'agglomération : Val'Métropole.
  - du département : Le Nord